# Quan hệ Hoa Kỳ – Trung Quốc

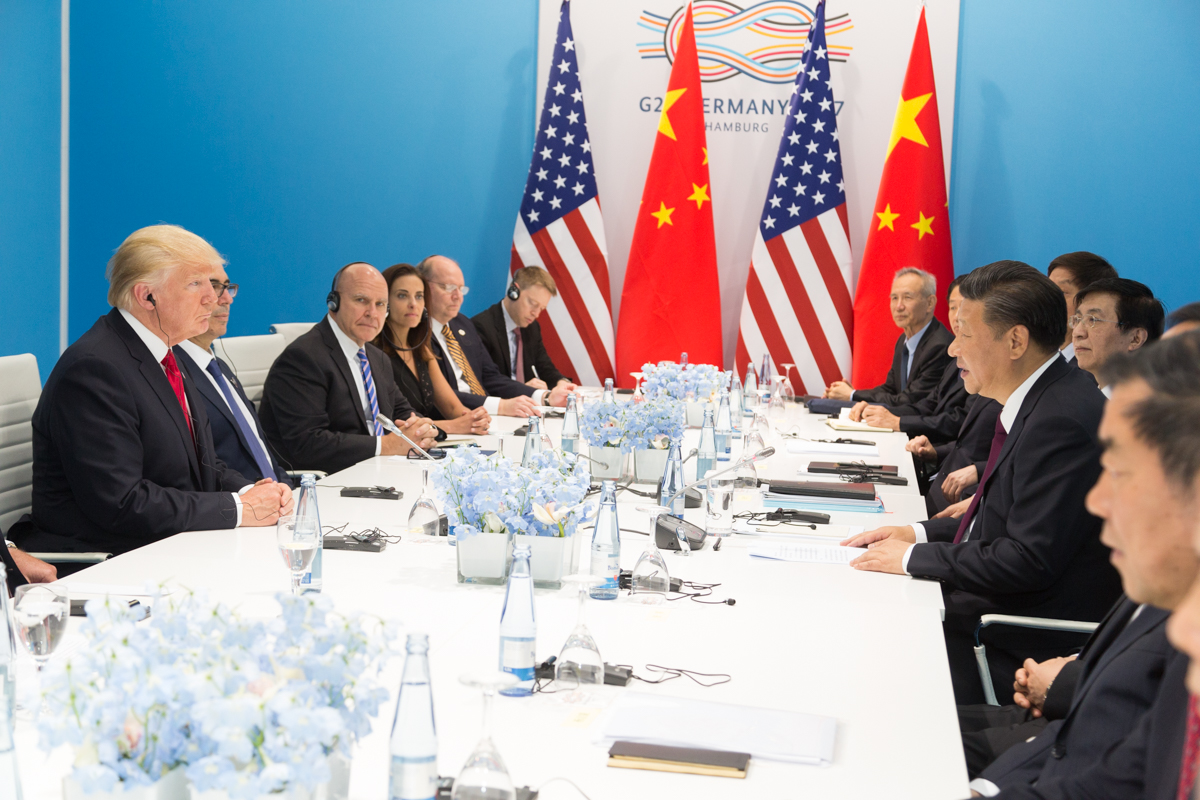
Tổng thống Hoa Kỳ Donald Trump (trái) và Chủ tịch Trung Quốc Tập Cận Bình (phải) gặp nhau tại Hamburg, Đức tháng 7 năm 2017.

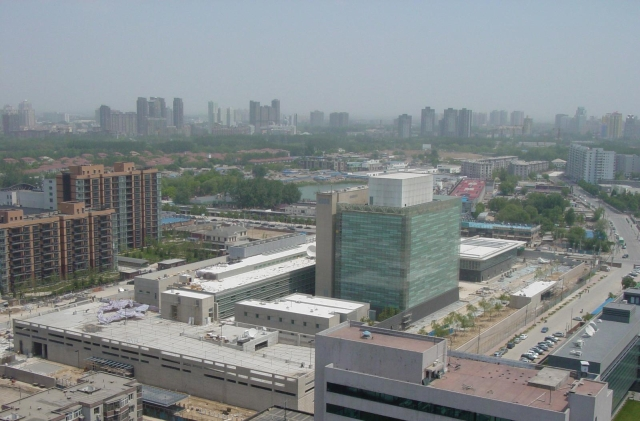
Đại sứ quán Hoa Kỳ tại Trung Quốc

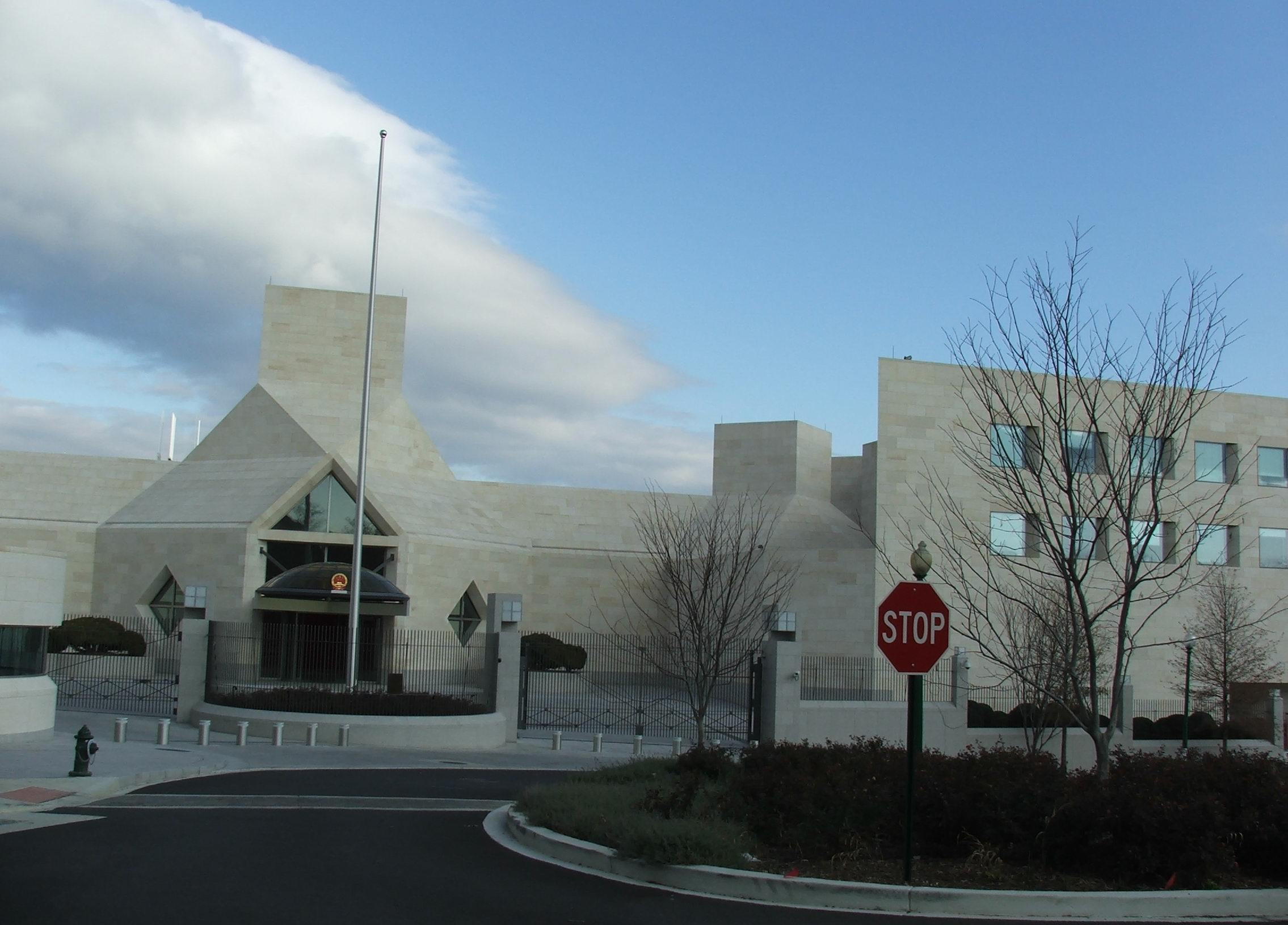
Đại sứ quán Trung Quốc tại Hoa Kỳ

Mối quan hệ quốc tế giữa Hoa Kỳ và Cộng hòa Nhân dân Trung Hoa khá phức tạp. Cả hai nước đều có quan hệ đối tác kinh tế cực kỳ nhiều, và một lượng lớn quan hệ thương mại giữa hai nước đòi hỏi một số quan hệ chính trị tích cực, nhưng vẫn tồn tại những mâu thuẫn nghiêm trọng. Đây là một mối quan hệ hợp tác kinh tế, nhưng lại cạnh tranh quyền bá chủ ở Thái Bình Dương, và hai nước nghi ngờ lẫn nhau về ý định của đối phương. Vì vậy, cả hai quốc gia này đã áp dụng một thái độ thận trọng về đối phương như một kẻ thù tiềm năng trong khi đồng thời lại là đối tác kinh tế cực kỳ mật thiết của nhau. Mối quan hệ này đã được mô tả bởi các nhà lãnh đạo thế giới và các học giả là mối quan hệ song phương quan trọng nhất thế giới của thế kỷ XXI.
Tính đến năm 2019, Hoa Kỳ là nền kinh tế lớn nhất thế giới và Trung Quốc là nền kinh tế lớn thứ hai thế giới, mặc dù Trung Quốc có GDP lớn hơn khi đo bằng PPP. Quan hệ giữa hai nước nói chung là ổn định với một số thời kỳ xung đột mở, đáng chú ý nhất là trong chiến tranh Triều Tiên và chiến tranh Việt Nam. Hiện nay, Hoa Kỳ và Trung Quốc có chung lợi ích chính trị, kinh tế và an ninh, bao gồm nhưng không giới hạn sự gia tăng vũ khí hạt nhân, mặc dù có những lo ngại chưa được giải quyết liên quan đến vai trò của dân chủ của chính phủ Trung Quốc và nhân quyền ở cả hai quốc gia. Hoa Kỳ đang là chủ nợ nước ngoài lớn nhất của Trung Quốc. Hai nước vẫn đang tranh chấp về các vấn đề lãnh thổ ở Biển Đông.
Theo cuộc thăm dò của BBC World Service 2017, 33% người Mỹ coi Trung Quốc là bạn và 61% coi nước này là kẻ thù. Tương tự như vậy, chỉ có 22% người Trung Quốc coi ảnh hưởng của Mỹ là tích cực và 70% xem nó là tiêu cực. Theo khảo sát năm 2019 của Trung tâm nghiên cứu Pew, 26% người Mỹ có quan điểm tích cực về Trung Quốc, với 60% bày tỏ quan điểm tiêu cực. Cuộc thăm dò cũng cho thấy 24% người Mỹ coi Trung Quốc là mối đe dọa hàng đầu đối với họ. Quan hệ giữa Hoa Kỳ với Trung Quốc bắt đầu hình thành dưới thời Tổng thống Hoa Kỳ George Washington, dẫn đến Hiệp ước Wangxia năm 1845. Hoa Kỳ đã liên minh với Trung Hoa Dân Quốc trong Chiến tranh Thái Bình Dương, nhưng sau chiến thắng của phe Cộng sản ở Trung Quốc đại lục trong Nội chiến Trung Quốc, Hoa Kỳ đã có một cuộc xung đột vũ trang lớn với Cộng hòa Nhân dân Trung Hoa trong Chiến tranh Triều Tiên. Hai nước không thiết lập quan hệ ngoại giao trong suốt 25 năm, cho đến chuyến thăm năm 1972 của Tổng thống Richard Nixon tới Trung Quốc. Kể từ chuyến thăm của Nixon, mọi tổng thống Mỹ, ngoại trừ Jimmy Carter, đều đã đi thăm Trung Quốc. Quan hệ hai nước bắt đầu căng thẳng do chiến lược xoay vòng châu Á của Tổng thống Barack Obama. Bất chấp căng thẳng, sự ủng hộ của người dân Trung Quốc đối với Hoa Kỳ vẫn ở mức 51% trong năm 2016, chỉ giảm ngay sau khi tổng thống Mỹ Donald Trump nắm quyền.
Mối quan hệ giữa hai nước đã xấu đi nhanh chóng dưới thời Tổng thống Donald Trump, với việc chính quyền Trump đã coi Trung Quốc là "đối thủ cạnh tranh chiến lược" bắt đầu từ Chiến lược An ninh Quốc gia 2017. Sau đó, Hoa Kỳ đã phát động một cuộc chiến thương mại chống lại Trung Quốc, cấm các công ty Mỹ bán thiết bị cho Huawei và các công ty khác liên quan đến vi phạm nhân quyền ở Tân Cương, tăng hạn chế thị thực đối với các sinh viên và học giả quốc tịch Trung Quốc  và chỉ định Trung Quốc là một quốc gia thao túng tiền tệ. Trong thời gian của chính quyền Trump, và đặc biệt là kể từ khi cuộc chiến thương mại Mỹ-Trung bắt đầu, các nhà quan sát chính trị đã bắt đầu cảnh báo rằng một cuộc chiến tranh Lạnh mới đang xuất hiện. Michael D. Swaine đã cảnh báo vào năm 2019, "Các lực lượng, lợi ích và niềm tin tích cực và lạc quan thường xuyên duy trì trong nhiều thập kỷ đang nhường chỗ cho sự bi quan không đáng có, sự thù địch và suy nghĩ không có căn cứ trong hầu hết mọi lĩnh vực liên quan."  Đến tháng 5 năm 2020, mối quan hệ này đã đạt đến một mức thấp mới khi cả hai bên đang tuyển mộ các đồng minh để tấn công nhau liên quan đến cảm giác tội lỗi về đại dịch COVID-19 trên toàn thế giới. Quan hệ giữa hai nước trở nên tồi tệ hơn trước quyết định của Trung Quốc áp đặt các biện pháp kiểm soát hơn nữa đối với Hồng Kông.

## Lịch sử

### Nhà Thanh và Hoa Kỳ
Năm 1784, Hoa Kỳ đã cố gắng gửi một lãnh sự đến Trung Quốc, nhưng Hoa Kỳ không được chính phủ Trung Quốc tiếp nhận. Quan hệ ngoại giao chính thức giữa Hoa Kỳ và Trung Hoa bắt đầu vào ngày 16 tháng 6 năm 1844 khi các nước tham gia vào các cuộc đàm phán dẫn đến Hiệp ước Wangxia.

#### Thương mại Trung Quốc trong quá khứ
Đồng xu bạc vàng, nhân sâm, và lông thú, và nổi bật hơn là trà, bông, lụa, đồ sơn mài, sứ, và đồ nội thất kỳ lạ đã được giao dịch. Các thương nhân người Mỹ, hầu hết có trụ sở tại Hiệp hội Hàng hải Đông Ấn ở Salem, Massachusetts, trở nên cực kỳ giàu có, cuối cùng đã sinh ra thế hệ triệu phú đầu tiên của nước Mỹ. Ngoài ra, nhiều nghệ nhân Trung Quốc bắt đầu chú ý đến mong muốn của người Mỹ đối với các sản phẩm kỳ lạ và điều chỉnh thực hành của họ cho phù hợp, sản xuất hàng hóa được sản xuất riêng cho xuất khẩu. Những sản phẩm xuất khẩu này thường thể hiện các họa tiết của Mỹ hoặc châu Âu để tận dụng triệt để nhân khẩu học của người tiêu dùng.

#### Nhiệm vụ Caleb Cushing
Sau Hiệp ước Nam Kinh năm 1842 khi kết thúc Chiến tranh thuốc phiện lần thứ nhất vào năm 1842, nhiều cảng Trung Quốc đã buộc phải mở cửa cho ngoại thương, đe dọa thương mại của Mỹ trong khu vực. Tổng thống John Tyler năm 1843 bổ nhiệm nhà ngoại giao Massachusetts Caleb Cushing làm ủy viên và Bộ trưởng. Với mục tiêu gây ấn tượng với tòa án Hoàng gia Trung Quốc, nhiệm vụ Cushing bất ngờ xuất hiện với bốn tàu chiến Mỹ, chứa đầy những món quà làm nổi bật các kỳ quan khoa học bao gồm súng lục ổ quay, kính viễn vọng và bách khoa toàn thư. Việc ông đến Macau vào tháng 2 năm 1844 đã tạo ra một cảm giác địa phương, nhưng chính phủ Trung Quốc đã miễn cưỡng chỉ định một quốc gia được ưa chuộng nhất. Cushing khéo léo trộn cà rốt và thanh. Ông cảnh báo - chống lại bối cảnh tàu chiến của mình - rằng không nhận được một phái viên là một sự xúc phạm quốc gia. Anh ta đe dọa sẽ trực tiếp đến Hoàng đế - một thủ tục chưa từng thấy. Hoàng đế đã cố gắng trì hoãn, nhưng cuối cùng ông đã phái một phái viên đến đàm phán với Cushing, dẫn đến việc ký kết Hiệp ước Wanghia tại làng Wanghia vào ngày 3 tháng 7 năm 1844. Ngoài vị thế quốc gia được ưa chuộng nhất, Cushing đảm bảo rằng người Mỹ đã nhận được ngoài hành tinh, có nghĩa là các vụ án pháp lý liên quan đến người Mỹ bên trong Trung Quốc sẽ được xét xử bởi các thẩm phán phương Tây, chứ không phải bởi các thẩm phán Trung Quốc. Trong những năm tiếp theo, thương mại của Mỹ với Trung Quốc tăng trưởng nhanh chóng, nhờ các tàu kéo tốc độ cao chuyên chở một lượng nhỏ hàng hóa có giá trị cao, chẳng hạn như nhân sâm và lụa. Các nhà truyền giáo Tin lành Mỹ cũng bắt đầu đến. Phản ứng phổ biến của Trung Quốc chủ yếu là thù địch, nhưng có một yếu tố thuận lợi cung cấp cơ sở hỗ trợ cho các nhà truyền giáo và doanh nhân Mỹ. Đến năm 1850-64, Trung Quốc bị cuốn vào cuộc nổi loạn Taiping khiến hàng triệu người sống và ngoại thương bị đình trệ.
Trong cuộc chiến tranh thuốc phiện lần thứ hai, các lực lượng Mỹ và Thanh đã đụng độ trong trận chiến Pháo đài rào cản, trường hợp đầu tiên của sự tham gia quân sự giữa Hoa Kỳ và Trung Quốc. Sau thất bại của Trung Quốc trong Chiến tranh thuốc phiện lần thứ hai, hoàng đế Trung Quốc lúc bấy giờ là Xianfeng đã trốn khỏi Bắc Kinh. Anh trai của ông, Yixin, Hoàng tử, đã phê chuẩn Hiệp ước Tentsin trong Công ước Bắc Kinh vào ngày 18 tháng 10 năm 1860. Hiệp ước này quy định, trong số các điều khoản khác, cùng với Anh, Pháp và Nga, Hoa Kỳ sẽ có quyền đến các văn phòng quân đoàn ở Bắc Kinh.

#### Đài Loan
Một số người Mỹ ủng hộ việc sáp nhập Đài Loan từ Trung Quốc. Thổ dân từ Đài Loan thường tấn công và tàn sát các thủy thủ phương Tây bị đắm. Năm 1867, trong sự cố Rover, thổ dân Đài Loan đã tấn công các thủy thủ Mỹ bị đắm tàu, giết chết toàn bộ thủy thủ đoàn. Sau đó, họ đã chiến đấu chống lại và đánh bại một đoàn thám hiểm trả đũa của quân đội Mỹ và giết chết một người Mỹ khác trong trận chiến.

## Trung Hoa Dân Quốc và Hoa Kỳ

### 1911–1937
Sau Cách mạng Tân Hợi năm 1911, chính phủ Hoa Kỳ công nhận Chính phủ Cộng hòa Trung Hoa là chính phủ hợp pháp và duy nhất của Trung Quốc mặc dù một số chính phủ cai trị nhiều vùng khác nhau của Trung Quốc. Trung Quốc được thống nhất bởi một chính phủ duy nhất, do Quốc dân đảng (KMT) lãnh đạo vào năm 1928. Người đoạt giải Nobel Văn học đầu tiên vì viết về Trung Quốc là một người Mỹ, sinh ra ở Hoa Kỳ nhưng lớn lên ở Trung Quốc, Pearl S. Buck, người có bài giảng Nobel năm 1938 có tựa đề Tiểu thuyết Trung Quốc.
Bắt đầu từ những năm 1870, các nhà truyền giáo người Mỹ bắt đầu phát triển các cơ sở giáo dục ở Trung Quốc. Họ phát hiện ra nhu cầu đối với nền giáo dục phương Tây mạnh hơn, và ưu tú hơn nhiều so với nhu cầu đối với Cơ đốc giáo. Các chương trình được thành lập để tài trợ cho sinh viên Trung Quốc tại các trường cao đẳng Mỹ.

### Thế chiến II

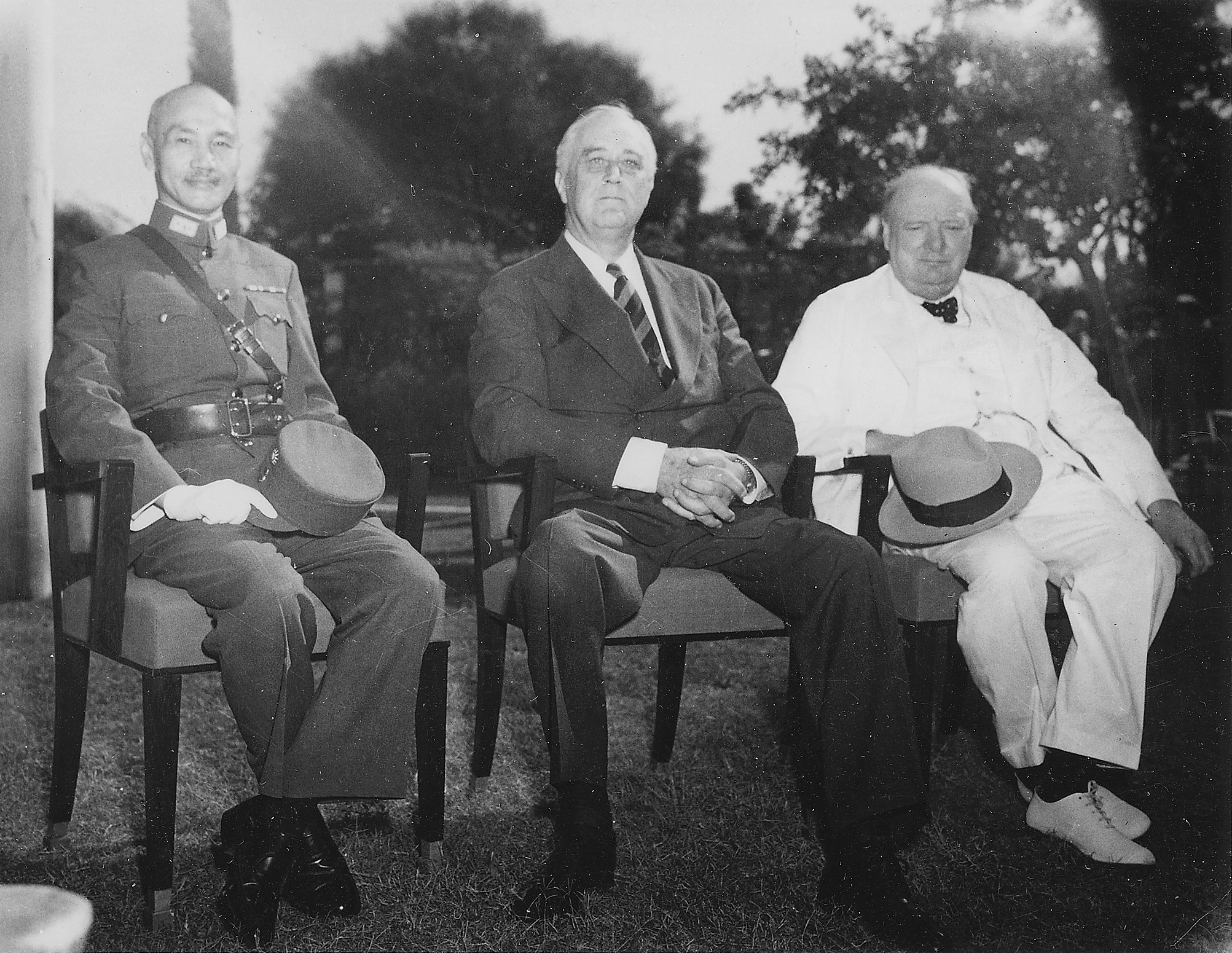
Tưởng Giới Thạch, Franklin D. Roosevelt và Winston Churchill tại Hội nghị Cairo năm 1943.

Sự bùng nổ của Chiến tranh Trung-Nhật lần thứ hai vào năm 1937 chứng kiến Hoa Kỳ đổ viện trợ vào Trung Hoa Dân Quốc (ROC) dưới thời Tổng thống Franklin D. Roosevelt. Một loạt các Đạo luật Trung lập cấm Mỹ viện trợ cho các nước có chiến tranh. Tuy nhiên, vì Chiến tranh Trung-Nhật lần thứ hai không được công bố, Roosevelt phủ nhận tình trạng chiến tranh tồn tại ở Trung Quốc và tiến hành gửi viện trợ cho Tưởng. Sự đồng cảm của công chúng Mỹ đối với người Trung Quốc đã được khơi dậy bởi các báo cáo từ các nhà truyền giáo, tiểu thuyết gia như Pearl S. Buck, và Tạp chí Time về sự tàn bạo của Nhật Bản ở Trung Quốc, bao gồm các báo cáo xung quanh Vụ thảm sát Nam Kinh, còn được gọi là 'Hiếp dâm Nam Kinh'. Mối quan hệ Nhật-Mỹ càng thêm xấu đi sau sự cố USS Panay ném bom Nam Kinh, trong đó một pháo hạm Tuần tra Dương Tử của Hải quân Mỹ bị máy bay ném bom của Lực lượng Phòng không Hải quân Đế quốc Nhật Bản vô tình đánh chìm. Roosevelt yêu cầu phía Nhật Bản xin lỗi và bồi thường, nhưng quan hệ giữa hai nước tiếp tục xấu đi. Dư luận Mỹ cực kỳ ủng hộ Trung Quốc và lên án Nhật Bản.
Hoa Kỳ ủng hộ mạnh mẽ Trung Quốc bắt đầu từ năm 1937 và cảnh báo Nhật Bản nên rút lui. Viện trợ tài chính và quân sự của Mỹ bắt đầu đổ về. Claire Lee Chennault chỉ huy Nhóm quân tình nguyện số 1 của Mỹ (biệt danh là Những chú hổ bay), với các phi công Mỹ lái máy bay chiến đấu của Mỹ vẽ cờ Trung Quốc để tấn công quân Nhật. Ông đứng đầu cả nhóm tình nguyện và các đơn vị Không quân Quân đội Hoa Kỳ mặc quân phục đã thay thế nó vào năm 1942. Hoa Kỳ đã cắt nguồn cung cấp dầu chính của Nhật Bản vào năm 1941 để buộc nước này phải thỏa hiệp với Trung Quốc, nhưng thay vào đó Nhật Bản tấn công các căn cứ của Mỹ, Anh và Hà Lan ở tây Thái Bình Dương.

#### Lên kế hoạch đánh bom Nhật Bản
Năm 1940, một năm trước Trân Châu Cảng, Chennault đã phát triển một kế hoạch đầy tham vọng cho một cuộc tấn công lén lút vào các căn cứ của Nhật Bản. Flying Tigers của ông sẽ sử dụng máy bay ném bom Mỹ và phi công Mỹ, tất cả đều mang dấu ấn Trung Quốc. Ông tuyên bố rằng một số ít người bay và máy bay có thể giành chiến thắng trong cuộc chiến. Quân đội Hoa Kỳ phản đối kế hoạch này và đưa ra những trở ngại, lưu ý rằng việc có thể đến Nhật Bản phụ thuộc vào việc Quân đội Cách mạng Quốc gia có thể xây dựng và bảo vệ các sân bay và căn cứ đủ gần với Nhật Bản, điều mà họ nghi ngờ rằng ông có thể làm được. Họ cũng không mấy tin tưởng vào Chennault.
Bất chấp lời khuyên của quân đội, các nhà lãnh đạo dân sự Mỹ vẫn bị thu hút bởi ý tưởng Trung Quốc tấn công Nhật Bản bằng đường không. Ý tưởng đã được các quan chức dân sự hàng đầu bao gồm Bộ trưởng Tài chính Henry Morgenthau Jr. và chính Tổng thống Franklin D. Roosevelt thông qua. Tuy nhiên, cuộc tấn công của Mỹ đã không bao giờ diễn ra: Người Trung Quốc đã không xây dựng và bảo đảm bất kỳ đường băng hoặc căn cứ nào đủ gần để tiếp cận Nhật Bản, như quân đội đã cảnh báo. Các máy bay ném bom và phi hành đoàn của Mỹ đã bị trì hoãn và cuối cùng đã đến ngay sau cuộc tấn công của Nhật Bản vào Trân Châu Cảng. Chúng đã được sử dụng cho cuộc chiến ở Miến Điện, vì chúng thiếu phạm vi tiếp cận Nhật Bản từ các căn cứ an toàn ở Trung Quốc.

#### Hoa Kỳ tuyên chiến
Hoa Kỳ chính thức tuyên chiến với Nhật Bản vào tháng 12 năm 1941. Chính quyền Roosevelt đã viện trợ một lượng lớn cho chính phủ bị bao vây của Tưởng, hiện có trụ sở chính tại Chungking. Bà Tưởng Giới Thạch, phu nhân được đào tạo tại Mỹ của Tổng thống Trung Hoa Dân Quốc Tưởng Giới Thạch, đã phát biểu trước Quốc hội Hoa Kỳ và đi tham quan khắp đất nước để vận động ủng hộ Trung Quốc. Quốc hội đã sửa đổi Đạo luật Loại trừ Trung Quốc và Roosevelt tiến tới chấm dứt các hiệp ước bất bình đẳng bằng cách thành lập Hiệp ước Từ bỏ các Quyền Ngoài Lãnh thổ ở Trung Quốc. Tuy nhiên, nhận thức rằng chính phủ của Tưởng không có khả năng chống lại quân Nhật một cách hiệu quả hoặc ông thích tập trung hơn vào việc đánh bại những người Cộng sản ngày càng tăng. Những tay Trung Quốc chẳng hạn như Joseph "Vinegar Joe" Stilwell - nói thông thạo tiếng phổ thông Trung Quốc - nhận thấy rằng việc thiết lập liên lạc với Cộng sản là vì lợi ích của Mỹ để chuẩn bị cho một cuộc phản công xâm lược Nhật Bản trên bộ. Phái bộ Dixie, bắt đầu vào năm 1943, là cuộc tiếp xúc chính thức đầu tiên của người Mỹ với những người Cộng sản. Những người Mỹ khác, chẳng hạn như Claire Lee Chennault, tranh luận về sức mạnh không quân và ủng hộ lập trường của Tưởng. Năm 1944, thành công yêu cầu thu hồi Stilwell. Tướng Albert Coady Wedemeyer thay thế Stilwell, và Patrick J. Hurley trở thành đại sứ.

### Nội chiến ở Trung Quốc đại lục
Sau khi Thế chiến thứ hai kết thúc vào năm 1945, sự thù địch giữa những người theo chủ nghĩa Quốc gia và những người Cộng sản bùng nổ dẫn đến cuộc Nội chiến Trung Quốc. Tổng thống Truman phái Tướng George Marshall đến Trung Quốc để hòa giải, nhưng Phái bộ Marshall không thành công. Vào tháng 2 năm 1948, Marshall, hiện là Ngoại trưởng, đã làm chứng trước Quốc hội trong một phiên họp bí mật rằng ngay từ đầu ông đã nhận ra rằng phe Quốc gia không bao giờ có thể đánh bại Cộng sản trên thực địa, vì vậy cần phải có một số thỏa thuận thương lượng hoặc nếu không Hoa Kỳ sẽ phải chiến đấu với chiến tranh. Ông đã cảnh báo:
- Bất kỳ nỗ lực quy mô lớn nào của Hoa Kỳ nhằm hỗ trợ Chính phủ Trung Quốc chống lại Cộng sản rất có thể sẽ biến thành nhiệm vụ và trách nhiệm trực tiếp của Hoa Kỳ, bao gồm cam kết của các lực lượng và nguồn lực lớn trong một thời gian không xác định. Việc tiêu hao các nguồn lực của Mỹ như vậy chắc chắn sẽ rơi vào tay người Nga, hoặc sẽ gây ra phản ứng có thể, thậm chí có thể dẫn đến một kiểu cách mạng Tây Ban Nha khác hoặc các hành động thù địch chung.... cái giá phải trả của một nỗ lực toàn lực nhìn thấy các lực lượng Cộng sản bị chống lại và bị tiêu diệt ở Trung Quốc... rõ ràng sẽ nằm ngoài tất cả các kết quả thu được.[47]

Khi rõ ràng rằng Quốc dân Đảng sẽ mất quyền kiểm soát hiệu quả đối với Trung Quốc vào năm 1949, Ngoại trưởng Dean Acheson đã chỉ đạo việc xuất bản Sách trắng về Trung Quốc để giải thích chính sách của Mỹ và bảo vệ trước những người chỉ trích (ví dụ: Hiệp hội Chính sách Trung Quốc của Mỹ), người đã hỏi " Ai Mất Trung Quốc? " Ông tuyên bố rằng Hoa Kỳ sẽ "đợi cho cát bụi lắng xuống" trước khi công nhận chính phủ mới. Các lực lượng quân sự Trung Quốc dưới sự chỉ đạo của Tưởng Giới Thạch đã đến đảo Đài Loan để chấp nhận sự đầu hàng của quân đội Nhật Bản, do đó bắt đầu cuộc chiếm đóng quân sự của Đài Loan, và rút lên đảo từ năm 1948 đến năm 1949. Chủ tịch Đảng Cộng sản Trung Quốc Mao Trạch Đông đã thành lập Cộng hòa Nhân dân Trung Hoa trên đất liền Trung Quốc, trong khi Đài Loan và các đảo khác vẫn thuộc quyền kiểm soát của Trung Hoa Dân Quốc.

## Cộng hòa Nhân dân Trung Hoa và Hoa Kỳ

### Khởi đầu của Cộng hòa Nhân dân Trung Hoa
Hoa Kỳ đã không chính thức công nhận Cộng hòa Nhân dân Trung Hoa (PRC) trong 30 năm sau khi thành lập. Thay vào đó, Mỹ duy trì quan hệ ngoại giao với chính phủ Trung Hoa Dân Quốc tại Đài Loan, công nhận đây là chính phủ hợp pháp duy nhất của Trung Quốc.
Tuy nhiên, chính phủ Trung Hoa Dân Quốc có trụ sở tại Đài Loan đã không tin tưởng Hoa Kỳ. Một kẻ thù của gia tộc họ Tưởng, Ngô Quốc Trinh, đã bị Tưởng Kinh Quốc đuổi khỏi vị trí thống đốc Đài Loan và trốn sang Mỹ năm 1953. Tưởng Giới Thạch, Tổng thống Trung Hoa Dân Quốc (ROC), nghi ngờ rằng CIA Mỹ đang thực hiện một cuộc đảo chính với Tôn Lập Nhân, một người đàn ông Trung Quốc có thời gian học tại Học viện Quân sự Virginia, với mục tiêu biến Đài Loan thành nhà nước độc lập. Tưởng Giới Thạch bắt Tôn quản thúc tại gia vào năm 1955.
Tưởng Kinh Quốc, từng được giáo dục ở Liên Xô, đã khởi xướng tổ chức quân sự kiểu Xô Viết trong quân đội Trung Hoa Dân Quốc, tổ chức lại và Liên Xô các sĩ quan chính trị và giám sát. Các hoạt động của Quốc Dân đảng được tuyên truyền trong toàn quân đội. Tôn Lập Nhân đã phản đối hành động này. Khi Quân đội Giải phóng Nhân dân Trung Quốc di chuyển về phía Nam để hoàn thành cuộc chinh phạt Trung Quốc đại lục vào năm 1949, Đại sứ quán Mỹ đã theo chính phủ Cộng hòa Trung Hoa của Tưởng Giới Thạch đến Đài Bắc, trong khi các quan chức lãnh sự quán Hoa Kỳ vẫn ở Trung Quốc đại lục. Tuy nhiên, Cộng hòa Nhân dân Trung Hoa đã tỏ ra thù địch với sự hiện diện của Hoa Kỳ tại đây và tất cả nhân viên Hoa Kỳ đã rút khỏi lục địa vào đầu năm 1950. Vào tháng 12 năm 1950, Cộng hòa Nhân dân Trung Hoa đã tịch thu toàn bộ tài sản của Hoa Kỳ tại nước này, với tổng trị giá 196,8 triệu USD, sau khi Hoa Kỳ đóng băng tài sản Trung Quốc ở Hoa Kỳ sau khi Trung Quốc tham gia Chiến tranh Triều Tiên vào tháng 11.

### Chiến tranh Triều Tiên

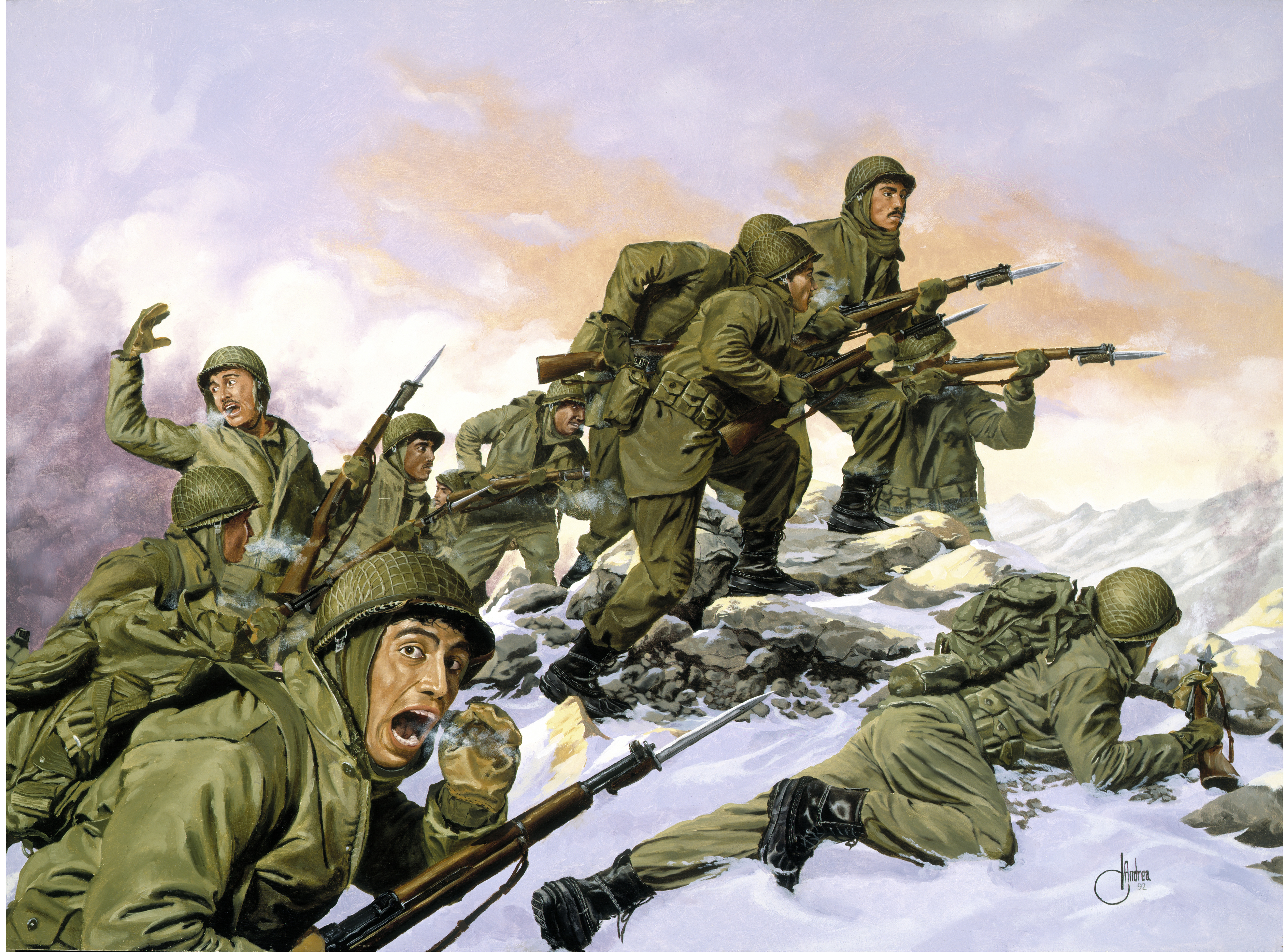
Bức tranh về tân công dùng lưỡi lê của Trung đoàn Bộ binh 65 Hoa Kỳ chống lại một sư đoàn Trung Quốc trong Chiến tranh Triều Tiên

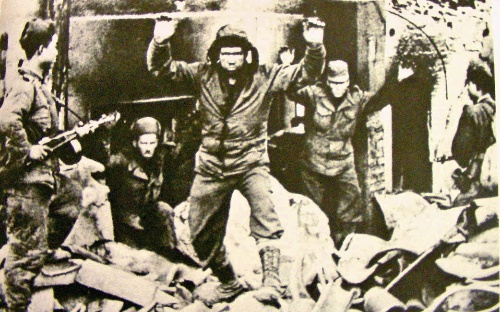
Lính Mỹ bị bắt làm tù binh trong một cuộc phản công của Trung Quốc trên Triangle Hill.

Chính quyền Truman tuyên bố vào ngày 5 tháng 1 năm 1950, rằng Hoa Kỳ sẽ không tham gia vào bất kỳ tranh chấp nào về Eo biển Đài Loan và ông sẽ không can thiệp vào sự kiện tấn công của Trung Quốc, nhưng những kế hoạch này đã nhanh chóng bị hủy bỏ khi Chiến tranh Triều Tiên bắt đầu vào ngày 25 tháng 6 với cuộc xâm lược Đại Hàn Dân Quốc do CHDCND Triều Tiên tiến hành (được Liên Xô hậu thuẫn). Một liên minh quân đội quốc tế do Hoa Kỳ lãnh đạo đã đẩy các lực lượng Bắc Triều Tiên khỏi miền Nam. Để đối phó với cuộc xâm lược của Bắc Triều Tiên, Hội đồng Bảo an Liên Hợp Quốc đã được triệu tập và thông qua Nghị quyết 82 của UNSC, tuyên bố chiến tranh với Triều Tiên nhất trí. Nghị quyết được thông qua chủ yếu vì Liên Xô, một cường quốc có quyền phủ quyết, đã tẩy chay các thủ tục của Liên Hợp Quốc kể từ tháng 1, để phản đối rằng Trung Hoa Dân Quốc chứ không phải Cộng hòa Nhân dân Trung Hoa đang giữ một vị trí thường trực trong Hội đồng.
Các lực lượng đồng minh do Mỹ đứng đầu đã đẩy Quân đội Nhân dân Triều Tiên xâm lược trở lại Bắc Triều Tiên, vượt qua biên giới Bắc-Nam tại vĩ tuyến 38 và bắt đầu tiếp cận sông Yalu trên biên giới Trung Quốc-Bắc Triều Tiên. Các cảnh báo của Trung Quốc cho các lực lượng Liên Hợp Quốc không mạo hiểm quá gần biên giới của họ đã bị phớt lờ vào tháng 11 năm 1950, một cuộc phản công lớn của Trung Quốc đã được phát động. Quân đội Trung Quốc đã tấn công ở phía tây dọc theo sông Chongchon và tràn ngập hoàn toàn một số sư đoàn của Hàn Quốc, đã giáng một đòn nặng nề vào sườn của các lực lượng còn lại. Thất bại của Quân đoàn 8 Hoa Kỳ dẫn đến sự rút lui lâu nhất của bất kỳ đơn vị quân đội Mỹ nào trong lịch sử. Cả hai bên đều chịu tổn thất nặng nề trước khi các lực lượng đồng minh có thể đẩy lực lượng Trung Quốc trở lại, gần sư đoàn ban đầu. Vào cuối tháng 3 năm 1951, sau khi quân đội Trung Quốc di chuyển một số lượng lớn lực lượng mới gần biên giới Triều Tiên, các hố nạp bom của Mỹ tại căn cứ không quân Kadena ở Okinawa đã được đưa vào hoạt động. Vào ngày 5 tháng 4, Tham mưu trưởng Liên quân Hoa Kỳ đã ra lệnh tấn công trả đũa ngay lập tức bằng vũ khí hạt nhân chống lại các căn cứ của Mãn Châu để ngăn chặn quân đội mới của Trung Quốc tham gia vào các trận chiến hoặc ném bom tấn công bắt nguồn từ các căn cứ đó. Cùng ngày, Truman đã chấp thuận cho chuyển chín viên đạn hạt nhân Mark IV "cho Tập đoàn bom thứ chín của Không quân, nhà vận chuyển vũ khí được chỉ định", đã ký một đơn đặt hàng để sử dụng chúng chống lại các mục tiêu của Trung Quốc và Hàn Quốc. Hai năm tiếp tục chiến đấu kết thúc trong bế tắc, cho đến khi Hiệp định đình chiến Triều Tiên được ký kết vào ngày 27 tháng 7 năm 1953. Kể từ đó, việc Triều Tiên bị chia cắt đã trở thành một yếu tố quan trọng trong quan hệ Mỹ-Trung. Ngoài ra, sự gia nhập của Trung Quốc trong Chiến tranh Triều Tiên đã gây ra một sự thay đổi lớn trong chính sách của Hoa Kỳ từ sự hỗ trợ tối thiểu của chính phủ Quốc gia ở Đài Loan sang Đài Loan trở thành được Hoa Kỳ bảo vệ.

### Chiến tranh Việt Nam
Cộng hòa Nhân dân Trung Hoa đã cung cấp tài nguyên và đào tạo cho Bắc Việt Nam, vào mùa hè năm 1962, Mao đã đồng ý cung cấp cho Hà Nội 90.000 súng trường và súng miễn phí. Sau khi ra mắt Chiến dịch "Sấm sét" của Mỹ năm 1965, Trung Quốc đã gửi các đơn vị phòng không và tiểu đoàn công binh tới Bắc Việt Nam để sửa chữa thiệt hại do ném bom của Mỹ, xây dựng lại đường bộ và đường sắt, và thực hiện các công việc kỹ thuật khác, giải phóng cho hàng trăm hàng ngàn đơn vị quân đội Bắc Việt rảnh tay chiến đấu chống lại quân Mỹ hỗ trợ ở Nam Việt Nam. Hoa Kỳ đã mất 58.159 quân trong Chiến tranh Việt Nam.
Sự hiện diện của Trung Quốc tại Bắc Việt Nam đã được các quan chức Hoa Kỳ biết đến và có thể giải thích một số yếu tố xung quanh chiến lược của Mỹ trong cuộc xung đột. Cụ thể, Tổng thống Johnson và Bộ trưởng Quốc phòng Robert McNamara đã loại trừ khả năng một cuộc xâm lược trên bộ của Bắc Việt Nam từ rất sớm, vì sợ lặp lại Chiến tranh Triều Tiên nhưng giờ là với một Trung Quốc có vũ trang hạt nhân. Tuy nhiên, không rõ chính xác phản ứng của Bắc Kinh đối với một cuộc xâm lược Bắc Việt của Hoa Kỳ là gì, Mao Trạch Đông đã nói với nhà báo Edgar Snow vào năm 1965 rằng Trung Quốc không có ý định chiến đấu để cứu chính quyền Hà Nội và sẽ không tham chiến với quân đội Hoa Kỳ trừ khi Hoa Kỳ đánh thẳng vào lãnh thổ Trung Quốc. Trong những dịp khác, Mao bày tỏ sự tin tưởng rằng Quân đội Giải phóng Nhân dân có thể đánh nhau với Mỹ một lần nữa, giống như ở Triều Tiên. Dù kế hoạch của Trung Quốc có là gì đi chăng nữa, Chính quyền Johnson vẫn không sẵn lòng mạo hiểm và vì thế quân đội Mỹ không bao giờ xâm nhập vào Bắc Việt Nam.

### Quan hệ bị đóng băng
Giữa năm 1949 và 1971, quan hệ Mỹ-Trung thống nhất là thù địch, với các cuộc tấn công tuyên truyền thường xuyên ở cả hai hướng. Quan hệ xấu đi dưới thời Tổng thống John F. Kennedy (1961-1963). Trước cuộc khủng hoảng tên lửa Cuba, các nhà hoạch định chính sách ở Washington không chắc chắn liệu Trung Quốc có chia tay Liên Xô hay không trên cơ sở tư tưởng, tham vọng quốc gia và sẵn sàng cho vai trò hướng dẫn các hoạt động cộng sản ở nhiều nước. Cái nhìn sâu sắc mới đến với cuộc chiến tranh biên giới Trung-Ấn vào tháng 11 năm 1962 và phản ứng của Bắc Kinh đối với cuộc khủng hoảng tên lửa Cuba. Các quan chức chính quyền của Kennedy kết luận rằng Trung Quốc có nhiều chiến binh và nguy hiểm hơn Liên Xô, khiến mối quan hệ tốt hơn với Moscow được mong muốn, với cả hai quốc gia đang cố gắng kiềm chế tham vọng của Trung Quốc. Sự công nhận ngoại giao của Trung Quốc vẫn nằm ngoài câu hỏi, vì một quyền phủ quyết quan trọng đối với Hội đồng Bảo an Liên Hợp Quốc đã được đồng minh của Mỹ nắm giữ tại Đài Loan. Hoa Kỳ tiếp tục làm việc để ngăn chặn Trung Quốc chiếm ghế của Trung Hoa Dân Quốc tại Liên Hợp Quốc và khuyến khích các đồng minh của họ không đối phó với Trung Quốc. Hoa Kỳ đã cấm vận giao dịch với Trung Quốc và khuyến khích các đồng minh tuân theo.
Trung Quốc đã phát triển vũ khí hạt nhân vào năm 1964 và, sau đó các tài liệu được giải mật tiết lộ, Tổng thống Lyndon B. Johnson đã cân nhắc các cuộc tấn công phủ đầu nhằm ngăn chặn chương trình hạt nhân của Trung Quốc. Cuối cùng, ông quyết định rằng biện pháp tấn công mang lại quá nhiều rủi ro và không thực hiện nó. Thay vào đó Johnson tìm mọi cách để cải thiện quan hệ. Công chúng Mỹ dường như cởi mở hơn với ý tưởng mở rộng liên lạc với Trung Quốc, chẳng hạn như nới lỏng lệnh cấm vận thương mại. Nhưng chiến tranh ở Việt Nam đang hoành hành với Trung Quốc giúp đỡ Bắc Việt. Bước nhảy vọt vĩ đại của Mao là một thất bại nhục nhã, và cuộc Cách mạng Văn hóa của Mao đã gây ra cảm xúc thù địch với Hoa Kỳ. Cuối cùng, Johnson không có động thái nào để thay đổi bế tắc.
Mặc dù không được công nhận chính thức, Hoa Kỳ và Cộng hòa Nhân dân Trung Hoa đã tổ chức 136 cuộc họp ở cấp đại sứ bắt đầu từ năm 1954 và tiếp tục cho đến năm 1970, lần đầu tiên tại Geneva và năm 1958-1970 tại Warsaw.
Cuộc cách mạng văn hóa đã mang lại sự cô lập gần như hoàn toàn của Trung Quốc với thế giới bên ngoài và những lời tố cáo cả chủ nghĩa đế quốc Mỹ và chủ nghĩa xét lại của Liên Xô.
Bắt đầu từ năm 1967, Ủy ban Giải quyết Khiếu nại Nước ngoài đã thành lập Chương trình Khiếu nại Trung Quốc, trong đó công dân Mỹ có thể quy kết tổng số tài sản và tài sản bị mất của họ sau khi Trung Quốc chiếm giữ tài sản nước ngoài vào năm 1950. Các công ty Mỹ không muốn đầu tư vào Trung Quốc mặc dù có cam đoan của Đặng Tiểu Bình (Chủ tịch tương lai) về một môi trường kinh doanh ổn định.

### Tái lập quan hệ
Sự kết thúc của thập niên 1960 đã mang đến một thời kỳ biến đổi. Đối với Trung Quốc, khi tổng thống Mỹ Johnson quyết định kết thúc chiến tranh Việt Nam năm 1968, Trung Quốc đã có ấn tượng rằng Hoa Kỳ không còn quan tâm đến việc mở rộng ở châu Á nữa trong khi Liên Xô trở thành mối đe dọa nghiêm trọng hơn khi nước này can thiệp vào Tiệp Khắc để thay thế một chính phủ cộng sản và cũng có thể can thiệp vào Trung Quốc.
Điều này trở thành một mối quan tâm đặc biệt quan trọng đối với Cộng hòa Nhân dân Trung Hoa sau cuộc xung đột biên giới Trung-Xô năm 1969. Trung Quốc bị cô lập về mặt ngoại giao và giới lãnh đạo tin rằng mối quan hệ được cải thiện với Hoa Kỳ sẽ là một đối trọng hữu ích cho mối đe dọa của Liên Xô. Chu Ân Lai, Thủ tướng của Trung Quốc, đã đi đầu trong nỗ lực này với sự ủng hộ cam kết của Chủ tịch Mao Trạch Đông. Năm 1969, Hoa Kỳ đã khởi xướng các biện pháp nhằm nới lỏng các hạn chế thương mại và các trở ngại khác đối với liên hệ song phương, mà Trung Quốc đã đáp trả. Tuy nhiên, quá trình tái lập quan hệ này đã bị đình trệ bởi Chiến tranh Việt Nam nơi Trung Quốc đang hỗ trợ kẻ thù của Hoa Kỳ. Tuy nhiên, việc liên lạc giữa các nhà lãnh đạo Trung Quốc và Mỹ được thực hiện thông qua Romania, Pakistan  và Ba Lan với tư cách là trung gian.

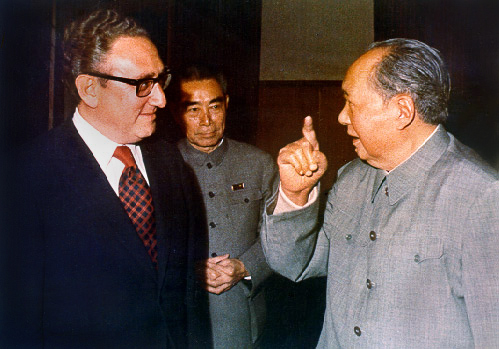
Henry Kissinger, Chu Ân Lai và Mao Trạch Đông. Kissinger đã thực hiện hai chuyến đi bí mật đến Trung Quốc vào năm 1971 trước chuyến thăm đột phá của Nixon vào năm 1972.

Tại Hoa Kỳ, các học giả như John K. Fairbank và A. Doak Barnett chỉ ra sự cần thiết phải đối phó thực tế với chính quyền Bắc Kinh, trong khi các tổ chức như Ủy ban Quốc gia về Quan hệ Trung Quốc Hoa Kỳ tài trợ để thúc đẩy nhận thức cộng đồng. Nhiều người nhìn thấy bóng ma của Trung Quốc Cộng sản đằng sau các phong trào cộng sản ở Việt Nam, Campuchia và Lào, nhưng một số lượng người ngày càng tăng kết luận rằng nếu Trung Quốc quan hệ tốt với Hoa Kỳ, điều đó có nghĩa là sự phân phối lại quyền lực toàn cầu chống lại Liên Xô. Thị trường Trung Quốc đại lục với gần một tỷ người tiêu dùng kêu gọi doanh nghiệp Mỹ. Thượng nghị sĩ J. William Fulbright, Chủ tịch Ủy ban Đối ngoại Thượng viện, đã tổ chức một loạt các phiên điều trần về vấn đề này.
Richard M. Nixon đã đề cập trong bài phát biểu khai mạc nhiệm kỳ của mình rằng hai nước đang bước vào kỷ nguyên đàm phán sau kỷ nguyên đối đầu. Mặc dù Nixon trong chiến dịch tranh cử tổng thống năm 1960 của ông đã hỗ trợ rất nhiều cho Tưởng Giới Thạch, đến nửa sau của thập kỷ, ông ngày càng bắt đầu nói về việc "không có lý do gì để khiến Trung Quốc tức giận và cô lập". Cuộc bầu cử tổng thống vào năm 1968 của Nixon ban đầu đã gặp phải sự thù địch bởi Bắc Kinh, một biên tập viên trên tờ Nhật báo Nhân dân đã tố cáo ông là "một thủ lĩnh mà thế giới tư bản đã tuyệt vọng". Nixon tin rằng đó là vì lợi ích quốc gia của Mỹ để củng cố mối quan hệ với Trung Quốc, mặc dù có sự khác biệt rất lớn giữa hai nước. Ông đã được cố vấn an ninh quốc gia Henry Kissinger hỗ trợ trong việc này. Chính trị trong nước cũng đi vào suy nghĩ của Nixon, vì sự thúc đẩy từ một cuộc tán tỉnh thành công của Trung Quốc có thể giúp ông trong cuộc bầu cử tổng thống Mỹ năm 1972. Ông cũng lo lắng rằng một trong những lãnh tụ đảng Dân chủ sẽ đi trước và đến thăm Trung Quốc trước khi mình làm việc này.
Năm 1971, một cuộc gặp gỡ thân thiện bất ngờ giữa các vận động viên bóng bàn người Mỹ và Trung Quốc có tên Glenn Cowan và Zhuang Zedong tại Nhật Bản đã mở đường cho chuyến thăm Trung Quốc, mà đích thân Mao đã chấp thuận. Vào tháng 4 năm 1971, các vận động viên đã trở thành người Mỹ đầu tiên chính thức đến thăm Trung Quốc kể từ khi cộng sản tiếp quản. Sự chấp nhận suôn sẻ của cái gọi là " ngoại giao bóng bàn " này đã mang lại niềm tin cho cả hai bên. Vào tháng 7 năm 1971, Henry Kissinger giả vờ bị bệnh khi đang trong chuyến đi đến Pakistan và không xuất hiện trước công chúng trong một ngày. Ông thực sự đang trong một nhiệm vụ tối mật đến Bắc Kinh để đàm phán với Thủ tướng Trung Quốc Chu Ân Lai.
Kissinger và các trợ lý của ông đã không nhận được sự chào đón nồng nhiệt ở Bắc Kinh, và khách sạn họ ở được trang bị những cuốn sách nhỏ kích thích chủ nghĩa đế quốc Mỹ. Tuy nhiên, cuộc gặp với Chu Ân Lai đã có kết quả và Thủ tướng Trung Quốc bày tỏ hy vọng cải thiện quan hệ Trung-Mỹ. Ông bình luận rằng Hoa Kỳ đã cố tình cô lập Trung Quốc, chứ không phải ngược lại, và bất kỳ sáng kiến nào để khôi phục quan hệ ngoại giao đều phải đến từ phía Mỹ. Chu nói về kế hoạch khôi phục quan hệ với Trung Quốc của cố Tổng thống Kennedy và nói với Kissinger "Chúng tôi sẵn sàng chờ đợi chừng nào chúng tôi cần. Nếu những cuộc đàm phán này thất bại, đúng lúc một Kennedy hoặc một Nixon khác sẽ xuất hiện. " 
Vào ngày 15 tháng 7 năm 1971, Tổng thống Richard Nixon tiết lộ sứ mệnh này với thế giới và ông đã chấp nhận lời mời đến thăm Trung Quốc.
Thông báo này  gây ra cú sốc ngay lập tức trên toàn thế giới. Tại Hoa Kỳ, một số người chống cộng cứng rắn (đáng chú ý nhất là Thượng nghị sĩ bang Arizona Barry Goldwater) đã lên án quyết định này, nhưng hầu hết dư luận đều ủng hộ động thái này và Nixon đã chứng kiến sự nhảy vọt trong các cuộc thăm dò mà ông ta hy vọng. Vì Nixon có thông tin chống cộng, nên tất cả đều miễn nhiễm với việc được gọi là "mềm mại với chủ nghĩa cộng sản". Nixon và các trợ lý của ông muốn đảm bảo rằng báo chí đưa ra hình ảnh ấn tượng. Nixon đặc biệt háo hức với thông báo của ông được báo chí đưa tin rộng khắp.

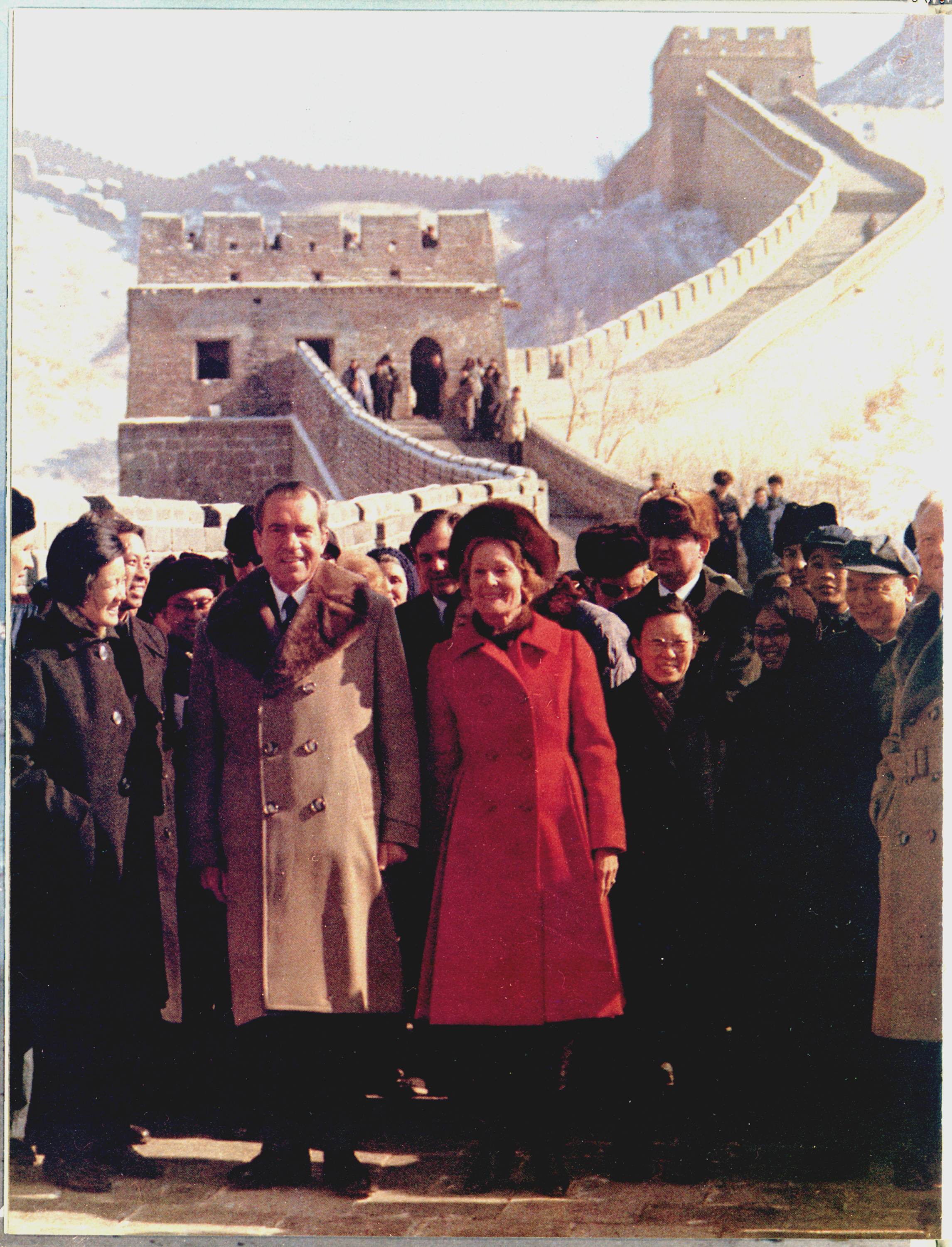
Tổng thống Nixon và Đệ nhất phu nhân Pat Nixon đi bộ cùng phái đoàn Mỹ và chủ nhà Trung Quốc của họ trên Vạn Lý Trường Thành của Trung Quốc.

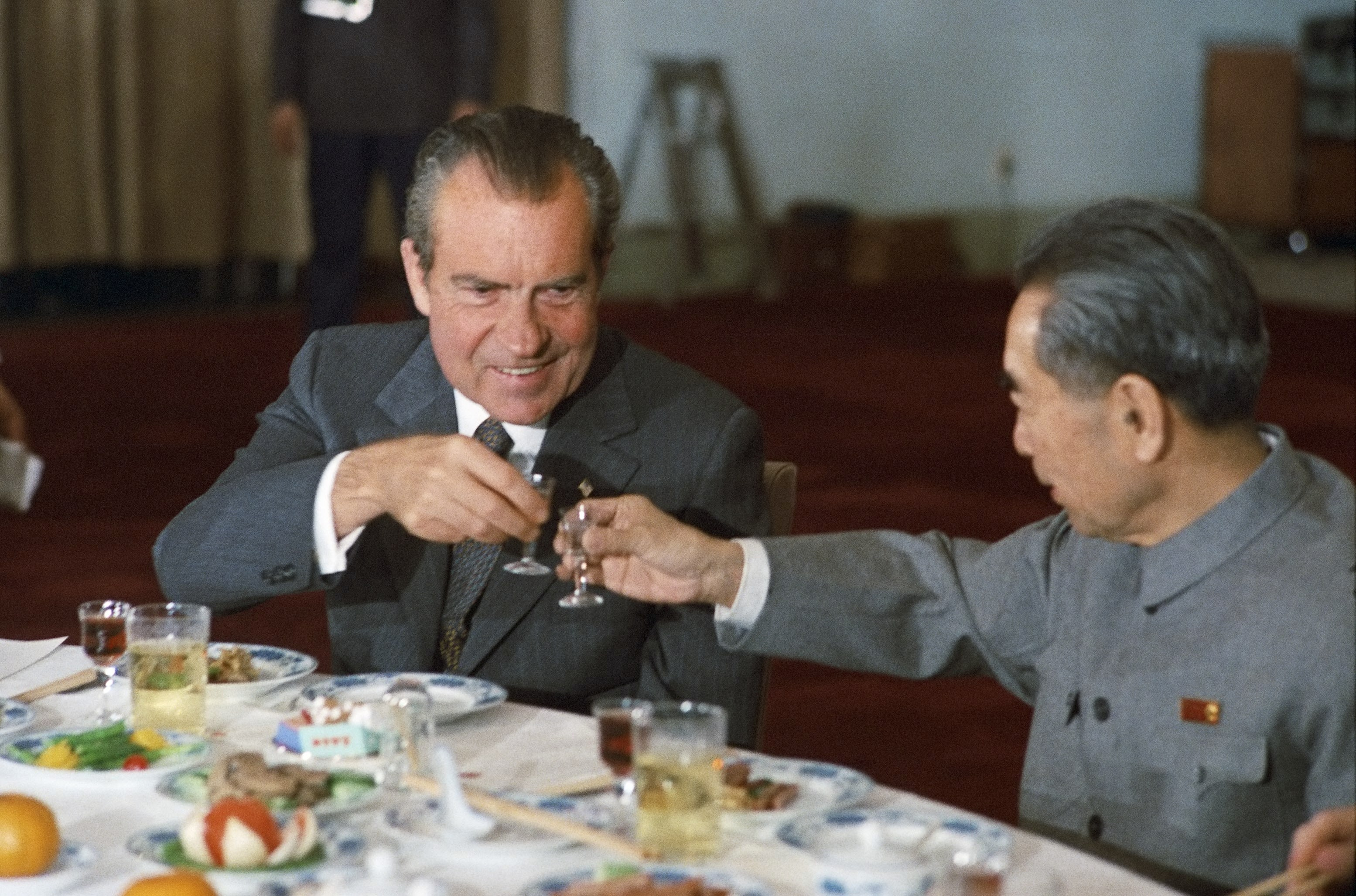
Tổng thống Nixon và Thủ tướng Trung Quốc Chu Ân Lai trong chuyến thăm năm 1972 của Nixon tới Trung Quốc

Trong nội bộ Trung Quốc cũng bắt đầu xảy ra mâu thuẫn về việc nước này có nên thiết lập bang giao với Hoa Kỳ hay không. Người duy nhất phản đối việc Trung Quốc thiết lập bang giao với Hoa Kỳ là Lâm Bưu, một viên tướng quân đội. Ông ta được cho là đã chết trong một vụ tai nạn máy bay bí ẩn ở Mông Cổ trong khi đang cố gắng đào thoát sang Liên Xô. Cái chết của ông ta đã dập tắt hầu hết những bất đồng nội bộ về chuyến thăm của tổng thống Mỹ đến Trung Quốc.
Quốc tế có những phản ứng đa dạng. Trong thế giới cộng sản, Liên Xô đã tỏ ra quan ngại sâu sắc rằng Trung Quốc đã giải quyết được mối bất đồng sâu sắc giữa họ và Hoa Kỳ, và chính sách  détente của Hoa Kỳ dường như đã thành công. Tổng thống Romania Nicolae Ceaușescu ca ngợi Hoa Kỳ "đã hành động vì hòa bình thế giới". Một số quốc gia cộng sản là Cuba, Albania và Bắc Việt Nam, đã chỉ trích Trung Quốc "bắt tay với chủ nghĩa đế quốc". Sau đó Trung Quốc quay sang tố ngược lại các nước này "ngăn cản Trung Quốc mở cửa với thế giới" và khuyên họ: "Đừng có dại mà nhắc đến chủ nghĩa đế quốc khi nói về Hoa Kỳ!". 
Các đồng minh châu Âu và Canada của Mỹ cũng hài lòng với sáng kiến này của Hoa Kỳ, đặc biệt là vì nhiều nước trong số họ đã công nhận Trung Quốc. Ở châu Á, phản ứng hỗn hợp hơn nhiều. Nhật Bản đã bực mình vì đã không được biết gì về sáng kiến này cho đến mười lăm phút trước khi nó được đưa ra, và nước này sợ rằng Hoa Kỳ đã thực sự ủng hộ Trung Quốc, kẻ thù của Nhật Bản. Một thời gian ngắn sau đó, Nhật Bản cũng công nhận Trung Quốc và cam kết thương mại đáng kể với sức mạnh lục địa. Cả Hàn Quốc và Việt Nam Cộng hòa đều lo ngại rằng mối quan hệ tốt đẹp giữa Hoa Kỳ và Trung Quốc có thể sẽ khiến cho Hoa Kỳ phải ngừng hỗ trợ các quốc gia này chống lại những kẻ thù cộng sản của họ. Tuy nhiên, cả hai quốc gia trên thường xuyên được Hoa Kỳ đảm bảo rằng họ sẽ không bị bỏ rơi.
Từ ngày 21 tháng 2 đến ngày 28 tháng 2 năm 1972, Tổng thống Nixon đã tới Bắc Kinh, Hàng Châu và Thượng Hải. Khi kết thúc chuyến đi của mình, Hoa Kỳ và Trung Quốc đã ban hành Thông cáo Thượng Hải, một tuyên bố về quan điểm chính sách đối ngoại tương ứng của họ. Trong Thông cáo, cả hai quốc gia cam kết sẽ làm việc để bình thường hóa hoàn toàn các quan hệ ngoại giao. Điều này không dẫn đến sự công nhận ngay lập tức của Cộng hòa Nhân dân Trung Hoa nhưng "văn phòng liên lạc" đã được thành lập tại Bắc Kinh và Washington. Hoa Kỳ thừa nhận lập trường của Trung Quốc rằng tất cả người Trung Quốc ở hai bên eo biển Đài Loan đều cho rằng chỉ có một Trung Quốc và Đài Loan là một phần của Trung Quốc. Tuyên bố cho phép Mỹ và Trung Quốc tạm thời đặt vấn đề Đài Loan và thương mại và truyền thông mở. Ngoài ra, cả Mỹ và Trung Quốc đều đồng ý hành động chống lại 'bất kỳ quốc gia nào' nỗ lực thiết lập 'quyền bá chủ' ở châu Á-Thái Bình Dương. Về một số vấn đề, chẳng hạn như các cuộc xung đột đang diễn ra ở Hàn Quốc, Việt Nam và Israel, Mỹ và Trung Quốc không thể đạt được sự hiểu biết chung.
Hầu hết các "tuyên truyền chống Mỹ" ở Trung Quốc đều biến mất ngay sau khi nước này bình thường hoá bang giao với Hoa Kỳ; mặc dù một số chính trị gia ở nước này vẫn có quan điểm chỉ trích Hoa Kỳ. Như vậy, Liên Xô đã dứt khoát trở thành kẻ thù truyền kiếp của Trung Quốc trong những thập kỷ sau này.
Việc hợp tác với Hoa Kỳ đã mang lại lợi ích rất lớn cho Trung Quốc và tăng cường an ninh cho phần còn lại của Chiến tranh Lạnh. Người ta đã lập luận rằng Hoa Kỳ, mặt khác, đã thấy ít lợi ích hơn so với những gì họ mong đợi, vì sự bực bội khi Trung Quốc tiếp tục chống lại kẻ thù của Mỹ ở Hà Nội và Bình Nhưỡng. Tuy nhiên, cuối cùng, sự nghi ngờ của Trung Quốc về động cơ của Việt Nam đã dẫn đến việc nước này phá vỡ hợp tác với Việt Nam và, khi quốc gia này xâm chiếm Campuchia năm 1978, Chiến tranh Trung-Việt đã nổ ra và Trung Quốc đã bắt tay với Khmer Đỏ để chống lại Việt Nam. Cả Hoa Kỳ và Trung Quốc đều ủng hộ các chiến dịch, phong trào chống lại ảnh hưởng của chủ nghĩa cộng sản ở các nước Châu Phi, cũng như tham gia vào các cuộc chiến có sự tham gia của Liên Xô để chống lại nước này. Lợi ích kinh tế của việc bình thường hóa là chậm vì phải mất hàng thập kỷ để các sản phẩm của Mỹ xâm nhập thị trường Trung Quốc rộng lớn. Trong khi chính sách Trung Quốc của Nixon được nhiều người coi là điểm nhấn trong nhiệm kỳ tổng thống của ông, những người khác như William Bundy đã lập luận rằng nó mang lại rất ít lợi ích cho Hoa Kỳ. 

### Văn phòng liên lạc (1973-1978)

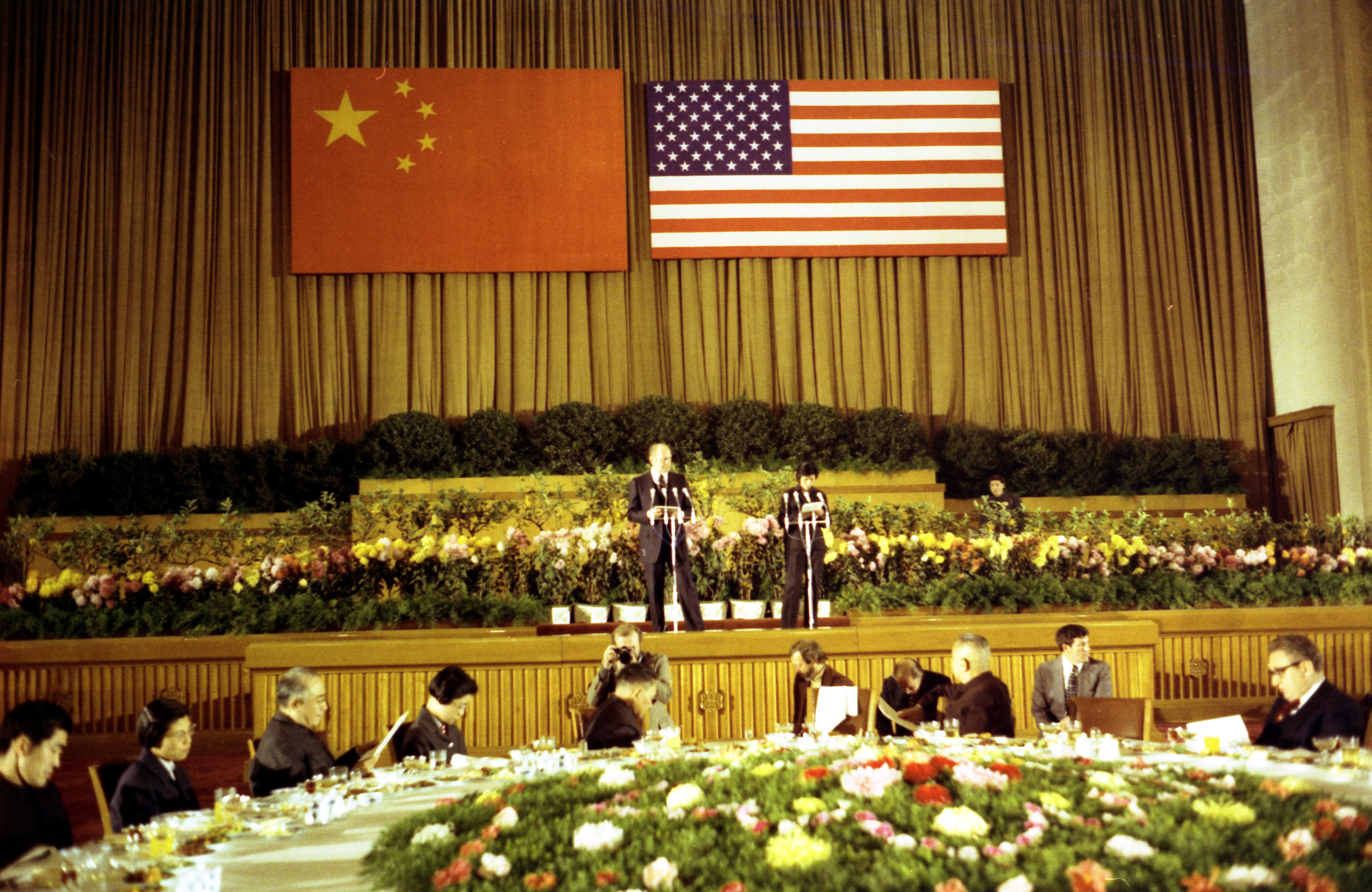
Tổng thống Gerald Ford đưa ra nhận xét tại một bữa tối đối ứng ở Bắc Kinh vào ngày 4/12/1975.

Vào tháng 5 năm 1973, trong nỗ lực xây dựng các mối quan hệ ngoại giao chính thức, Hoa Kỳ và Trung Quốc đã thành lập Văn phòng Liên lạc Hoa Kỳ (USLO) tại Bắc Kinh và một văn phòng Liên lạc Trung Quốc đối ứng tại Washington. Vào năm 1973 đến 1978, những người Mỹ nổi tiếng như David KE Bruce, George HW Bush, Thomas S. Gates, Jr. và Leonard Woodcock từng là người đứng đầu USLO với cấp bậc đại sứ cá nhân. Trung Quốc nói rõ rằng họ coi Liên Xô là đối thủ chính của mình, và thúc giục Hoa Kỳ mạnh mẽ, từ đó đánh lạc hướng Moscow. Sĩ quan liên lạc George Bush kết luận: "Trung Quốc tiếp tục muốn chúng tôi mạnh mẽ, muốn chúng tôi bảo vệ châu Âu, muốn chúng tôi tăng ngân sách quốc phòng, v.v."  Bush kết luận rằng sự tham gia của Mỹ là rất cần thiết để hỗ trợ thị trường, đồng minh và sự ổn định ở châu Á và trên thế giới.
Tổng thống Gerald Ford đã đến thăm Trung Quốc năm 1975 và tái khẳng định mối quan tâm của Mỹ trong việc bình thường hóa quan hệ với Bắc Kinh. Ngay sau khi nhậm chức vào năm 1977, Tổng thống Jimmy Carter một lần nữa khẳng định lại các mục tiêu của Thông cáo Thượng Hải. Ngoại trưởng Cyrus Vance, Cố vấn An ninh Quốc gia của Carter Zbigniew Brzezinski, và nhân viên cấp cao của Hội đồng An ninh Quốc gia Michel Oksenberg khuyến khích Carter tìm kiếm quan hệ ngoại giao và thương mại đầy đủ với Trung Quốc. Mặc dù Brzezinski tìm cách nhanh chóng thiết lập mối quan hệ an ninh với Bắc Kinh để chống lại Liên Xô, Carter đứng về phía Vance khi tin rằng một thỏa thuận như vậy sẽ đe dọa các mối quan hệ Xô-Mỹ hiện tại, bao gồm cả các cuộc đàm phán SALT II. Vì vậy, chính quyền đã quyết định thận trọng theo đuổi bình thường hóa chính trị và không quan hệ quân sự. Vance, Brzezinski và Oksenberg đã tới Bắc Kinh vào đầu năm 1978 để làm việc với Leonard Woodcock, lúc đó là người đứng đầu văn phòng liên lạc, để đặt nền móng cho việc này. Hoa Kỳ và Cộng hòa Nhân dân Trung Hoa tuyên bố vào ngày 15 tháng 12 năm 1978, hai chính phủ sẽ thiết lập quan hệ ngoại giao vào ngày 1 tháng 1 năm 1979.

### Bình thường hóa quan hệ

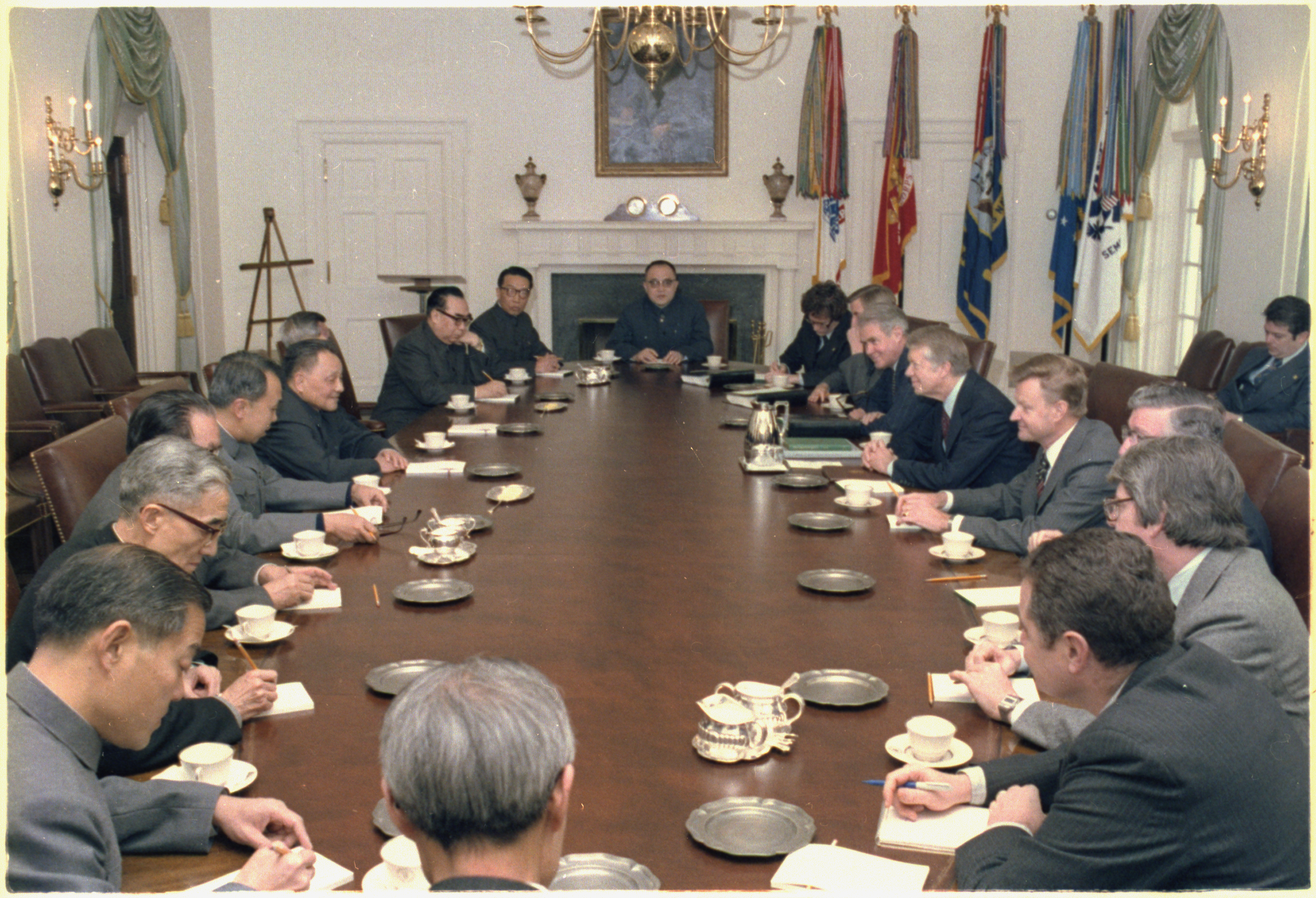
Jimmy Carter, Zbigniew Brzezinski và các quan chức Hoa Kỳ khác gặp nhau trong Phòng Nội các Nhà Trắng với Đặng Tiểu Bình, ngày 29 tháng 1 năm 1979

Trong Thông cáo chung về việc thiết lập quan hệ ngoại giao, ngày 1 tháng 1 năm 1979, Hoa Kỳ đã bắt đầu công nhận ngoại giao đối với Bắc Kinh. Hoa Kỳ nhắc lại sự thừa nhận của Thông cáo Thượng Hải về lập trường của Trung Quốc rằng chỉ có một Trung Quốc và Đài Loan là một phần của Trung Quốc; Bắc Kinh thừa nhận rằng người dân Mỹ sẽ tiếp tục thực hiện các liên hệ thương mại, văn hóa và liên hệ không chính thức khác với người dân Đài Loan.
Giống như chuyến thăm Nixon tới Bắc Kinh sáu năm trước đó, việc thiết lập quan hệ chính thức giữa Hoa Kỳ và Trung Quốc đã gặp phải phản ứng trái chiều từ nhiều quốc gia. Đài Loan, mặc dù hoàn toàn mong đợi bước này, dù sao cũng bày tỏ sự thất vọng vì chưa được hỏi ý kiến trước. Phản ứng của thế giới cộng sản cũng tương tự như năm 1972, với Liên Xô và các đồng minh ở Đông Âu chủ yếu là không rõ ràng, Romania hoan nghênh động thái này, và Cuba và Albania thì mạnh mẽ chống lại nó. Triều Tiên đã đưa ra một tuyên bố chúc mừng "những người hàng xóm anh em của chúng tôi đã chấm dứt mối quan hệ thù địch lâu dài với Mỹ". 
Chuyến thăm Washington tháng 1 năm 1979 của Phó Thủ tướng Đặng Tiểu Bình đã khởi xướng một loạt các trao đổi cấp cao, quan trọng kéo dài đến mùa xuân năm 1989. Điều này dẫn đến nhiều thỏa thuận song phương, đặc biệt là trong các lĩnh vực trao đổi khoa học, công nghệ và văn hóa, cũng như quan hệ thương mại. Từ đầu năm 1979, Hoa Kỳ và Trung Quốc đã khởi xướng hàng trăm dự án nghiên cứu chung và các chương trình hợp tác theo Hiệp định Hợp tác Khoa học và Công nghệ, chương trình song phương lớn nhất.
Vào ngày 1 tháng 3 năm 1979, hai nước chính thức thành lập các đại sứ quán ở thủ đô của nhau. Năm 1979, các khiếu nại tư nhân nổi bật đã được giải quyết và một hiệp định thương mại song phương đã được hoàn thành. Phó Tổng thống Walter Mondale đã đáp lại chuyến thăm của Phó Thủ tướng Đặng với chuyến đi tháng 8 năm 1979 tới Trung Quốc. Chuyến thăm này đã dẫn đến các thỏa thuận vào tháng 9 năm 1980 về các vấn đề hàng hải, liên kết hàng không dân dụng và các vấn đề dệt may, cũng như một công ước lãnh sự song phương.
Các mối đe dọa của cuộc xâm lược Afghanistan của Liên Xô và Việt Nam xâm lược Campuchia là những yếu tố chính đưa Washington và Bắc Kinh đến gần nhau hơn bao giờ hết. Hợp tác quân sự Mỹ-Trung bắt đầu từ năm 1979; Việc bán vũ khí của Mỹ cho Trung Quốc đã được bắt đầu, vào năm 1981, nó đã được tiết lộ rằng một trạm nghe Trung-Mỹ đã được vận hành ở Tân Cương, gần biên giới Liên Xô.
Nhu cầu của Trung Quốc về công nghệ tiên tiến từ Mỹ không phải lúc nào cũng được đáp ứng, một phần do sự phản đối của các nghị sĩ Mỹ, những người không tin tưởng chuyển giao công nghệ cho một quốc gia cộng sản ngoài nguyên tắc, hoặc lo ngại rằng không có gì đảm bảo rằng công nghệ đó sẽ không nằm trong tay của bên thứ ba không thân thiện. Năm 1983, Bộ Ngoại giao Hoa Kỳ đã thay đổi phân loại Trung Quốc thành "một quốc gia thân thiện, đang phát triển",  do đó làm tăng số lượng công nghệ và vũ khí có thể được bán. Sự hoài nghi của một số Dân biểu Hoa Kỳ không hoàn toàn bị xóa bỏ khi Trung Quốc trong những năm 1980 tiếp tục bán vũ khí cho Iran và các quốc gia khác công khai thù địch với lợi ích của Mỹ.

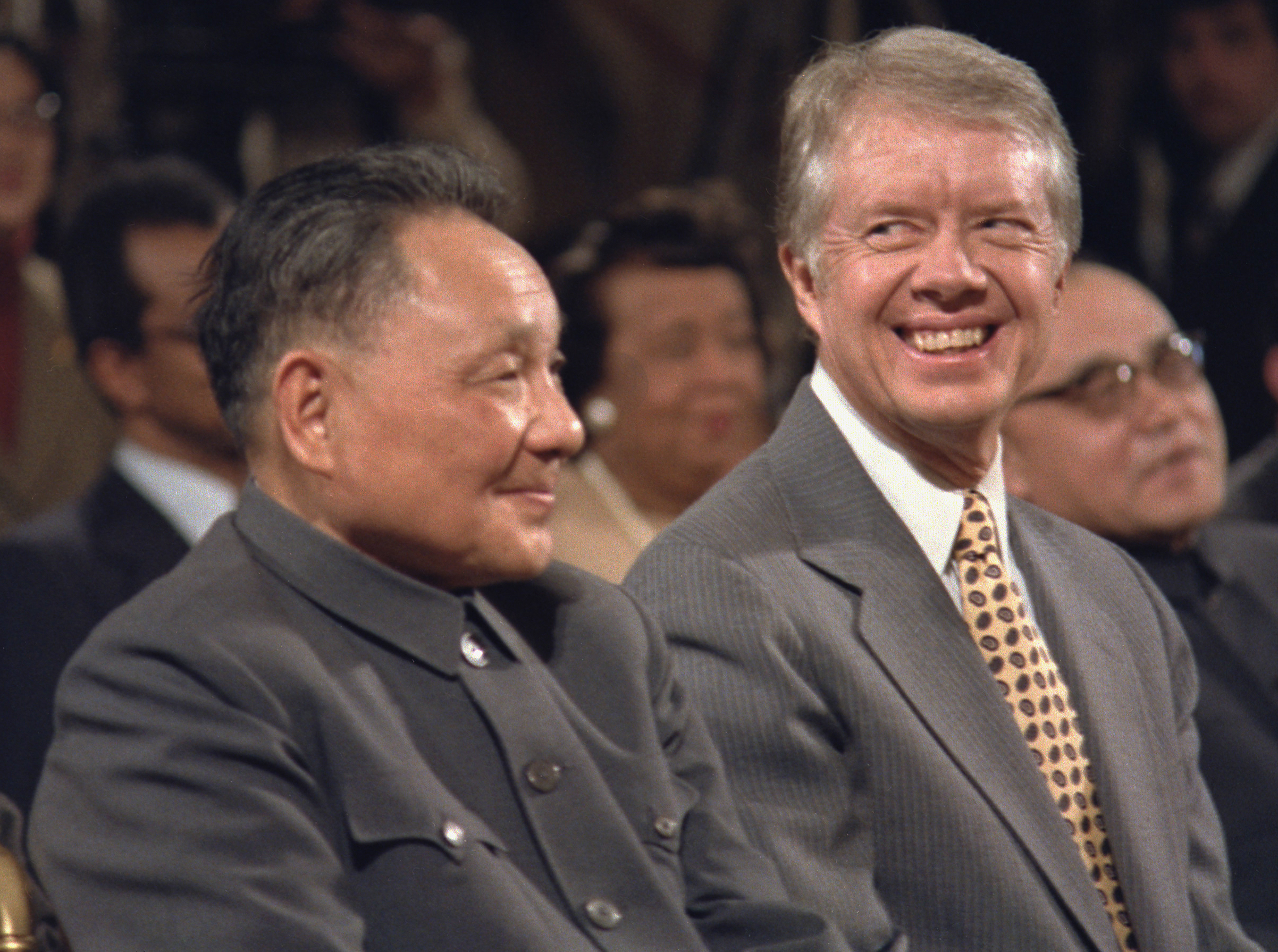
Đặng Tiểu Bình với Tổng thống Hoa Kỳ Jimmy Carter

Do kết quả của các liên hệ cấp cao và cấp độ được khởi xướng từ năm 1980, thành phố New York và Bắc Kinh trở thành thành phố chị em, cuộc đối thoại của Hoa Kỳ với PRC đã mở rộng để giải quyết nhiều vấn đề, bao gồm các vấn đề chiến lược toàn cầu và khu vực, các câu hỏi chính trị - quân sự, bao gồm kiểm soát vũ khí, LHQ và các vấn đề tổ chức đa phương khác, và các vấn đề ma túy quốc tế.
Trao đổi cấp cao tiếp tục là một phương tiện quan trọng để phát triển mối quan hệ PRC của Hoa Kỳ trong những năm 1980. Tổng thống Ronald Reagan và Thủ tướng Zhao Ziyang đã có những chuyến thăm đối ứng vào năm 1984. Chuyến thăm của Reagan tới Bắc Kinh diễn ra tốt đẹp, tuy nhiên một bài phát biểu mà ông đã chỉ trích Liên Xô và ca ngợi chủ nghĩa tư bản, dân chủ và tự do tôn giáo đã không được phát sóng trên truyền hình nhà nước Trung Quốc. Vào tháng 7 năm 1985, Chủ tịch Trung Quốc Li Xiannian đã tới Hoa Kỳ, là  nguyên thủ quốc gia Trung Quốc đầu tiên đặt chân đến đất nước này. Phó Tổng thống Bush đã đến thăm Trung Quốc vào tháng 10 năm 1985 và mở Tổng lãnh sự quán Hoa Kỳ tại Thành Đô, cơ quan lãnh sự thứ tư của Hoa Kỳ tại Trung Quốc. Trao đổi thêm về các quan chức cấp nội các diễn ra từ năm 1985 đến 1989, giới hạn bởi chuyến thăm của Tổng thống Bush tới Bắc Kinh vào tháng 2 năm 1989.

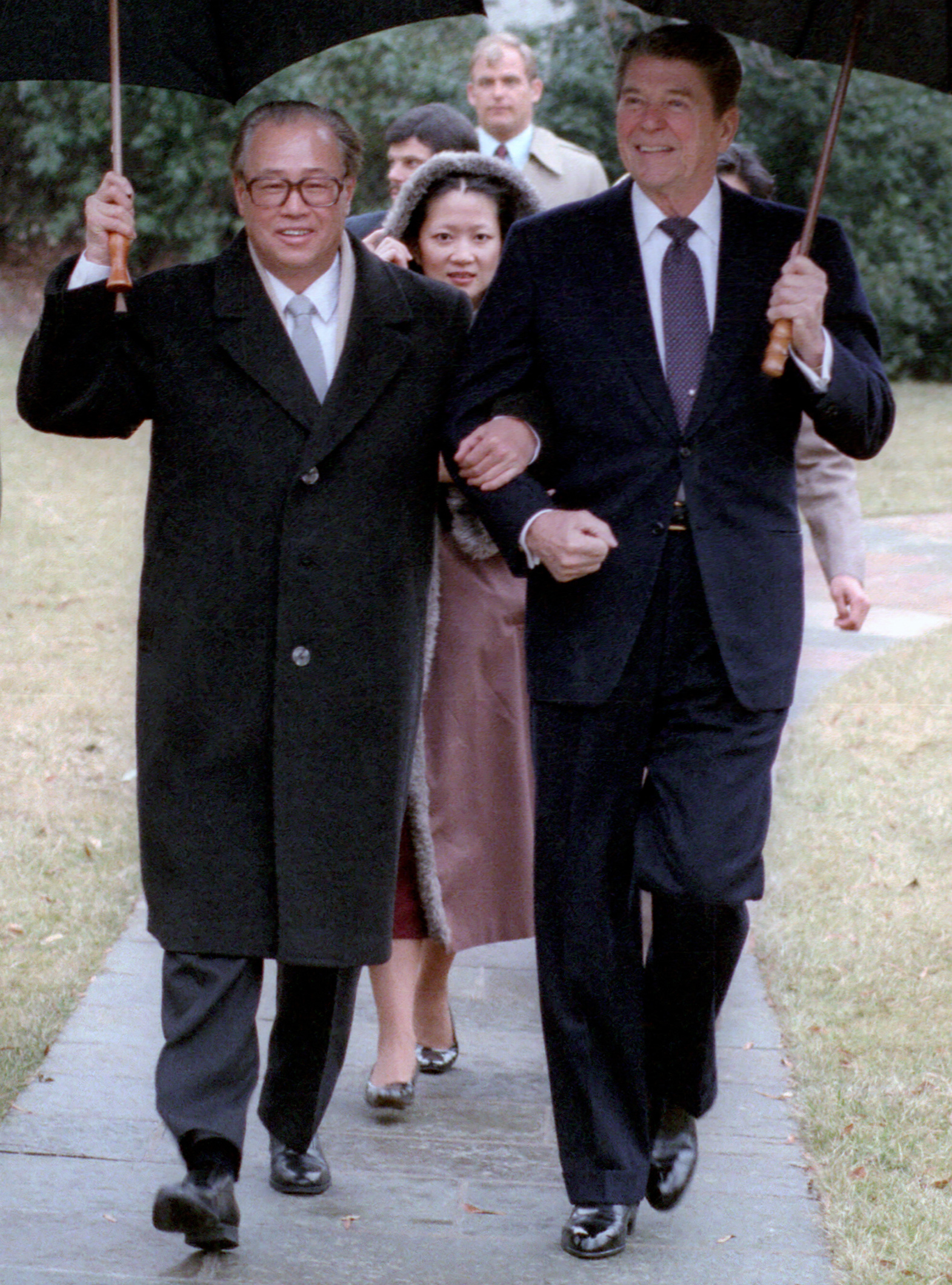
Tổng thống Ronald Reagan đi bộ cùng Thủ tướng Triệu Tử Dương trong chuyến thăm Nhà Trắng vào ngày 10 tháng 1 năm 1984.

Ngay sau khi được bầu làm tổng thống năm 1980, Ronald Reagan đã có bài phát biểu chỉ trích Bắc Kinh và hoan nghênh việc Hoa Kỳ nối lại quan hệ với Đài Bắc. Bài phát biểu này đã gây ra làn sóng tranh cãi ở Trung Quốc, thế nhưng phía Reagan đã sớm rút lại bài phát biểu trên để tránh xảy ra cuộc đụng độ Mỹ-Trung.
Hai năm đầu cầm quyền của Reagan đã chứng kiến sự xấu đi của mối quan hệ Mỹ-Trung do chủ nghĩa chống cộng mạnh mẽ của Reagan, cũng như sự bất lực của hai quốc gia trong việc hiểu biết chung về cuộc đối đầu của Hàn Quốc, cuộc xung đột giữa Israel và Palestine, hay Chiến tranh Falkland. Năm 1982, Đặng Tiểu Bình, trong một lần nhắc lại lý thuyết "Ba thế giới" của Mao Trạch Đông, đã chỉ trích Liên Xô và Hoa Kỳ về chủ nghĩa đế quốc. Năm 1983, một tay vợt người Trung Quốc tên Hu Na đã trốn sang Mỹ, và một sự kiện mới đây là một cuộc diễu hành Olympic ở thành phố New York hiển thị cờ Đài Loan chứ không phải là cờ của PRC.
Trong thời gian xảy ra cuộc biểu tình tại Thiên An Môn năm 1989, ngay trước khi kết thúc nhiệm kỳ tổng thống, Ronald Reagan đã nói rằng việc ông thẳng thừng chỉ trích Bắc Kinh và muốn nối lại quan hệ với Đài Bắc hồi mới đắc cử tổng thống là "hoàn toàn đúng đắn" và ông cũng mong rằng Bắc Kinh "sẽ sớm bị suy sụp và Đài Bắc sẽ trở nên mạnh mẽ hơn". Ông cũng có ý định hủy bỏ chức vụ Đại sứ Hoa Kỳ tại Trung Quốc và yêu cầu các nhà ngoại giao đang ở Trung Quốc hãy trở về nước nhưng kế hoạch này không bao giờ được thực hiện. Nhiều đoàn đại biểu chuyên nghiệp và chính thức của Trung Quốc đại lục đã đến thăm Hoa Kỳ mỗi tháng. Nhiều cuộc trao đổi này tiếp tục sau khi các cuộc biểu tình ở Thiên An Môn bị đàn áp.

### Vấn đề Đài Loan
Kể từ khi đổi mới quan hệ Mỹ-Trung vào đầu năm 1979, vấn đề Đài Loan vẫn là một trung tâm tranh cãi lớn. Sau khi công bố ý định thiết lập quan hệ ngoại giao với Trung Quốc đại lục (PRC) vào ngày 15 tháng 12 năm 1978, Trung Hoa Dân Quốc (Đài Loan) đã ngay lập tức lên án Hoa Kỳ, dẫn đến các cuộc biểu tình tràn lan ở cả Đài Loan và Hoa Kỳ. Vào tháng 4 năm 1979, Quốc hội Hoa Kỳ đã ký thành luật Đạo luật Quan hệ Đài Loan, cho phép quan hệ không chính thức với Đài Loan phát triển, và duy trì quyền của Hoa Kỳ cung cấp cho Đài Loan vũ khí phòng thủ. Mối quan hệ mở rộng sau khi bình thường hóa đã bị đe dọa vào năm 1981 bởi sự phản đối của PRC đối với mức độ bán vũ khí của Hoa Kỳ cho Trung Hoa Dân Quốc tại Đài Loan. Ngoại trưởng Alexander Haig đã đến thăm Trung Quốc vào tháng 6 năm 1981 trong nỗ lực giải quyết những lo ngại của Trung Quốc về mối quan hệ không chính thức của Mỹ với Đài Loan. Phó Tổng thống Bush đã đến thăm Trung Quốc vào tháng 5 năm 1982. Tám tháng đàm phán đã tạo ra Thông cáo chung Hoa Kỳ-PRC ngày 17 tháng 8 năm 1982. Trong thông cáo thứ ba này, Hoa Kỳ tuyên bố ý định giảm dần mức độ bán vũ khí cho Trung Hoa Dân Quốc, và PRC được mô tả là một chính sách cơ bản để họ cố gắng giải quyết vấn đề hòa bình cho vị thế của Đài Loan. Đại sứ Trung Quốc tại Washington, trong một cuộc phỏng vấn với CGTN vào tháng 4 năm 2018, được trích dẫn khi nói rằng mối quan hệ Trung-Mỹ chủ yếu dựa trên Thông cáo chung giữa Hoa Kỳ và Trung Quốc đã ký kết giữa hai bên và Hoa Kỳ đã đồng ý không thách thức chủ quyền của Trung Quốc đảo Đài Loan, nhưng để tôn trọng "luật chống ly khai" của Trung Quốc, cho đến thời điểm đó Đài Loan sẽ được thống nhất với Đại lục. Khi chính quyền Trump lên nắm quyền, sự tranh chấp về vấn đề Đài Loan được tăng cường; Tổng thống Trump trở thành tổng thống Hoa Kỳ đầu tiên kể từ Jimmy Carter năm 1979 có bất kỳ liên hệ chính trị hoặc ngoại giao chính thức nào với Đài Loan khi ông quyết định nhận được một cuộc điện thoại từ tổng thống Thái Anh Văn. Trump đã mở rộng nhiệm vụ của Đại sứ quán thực tế Hoa Kỳ tại Đài Bắc - Học viện Hoa Kỳ tại Đài Loan - bằng cách bổ sung thêm nhân viên an ninh, và đã giám sát các chuyến thăm phi ngoại giao của Tsai Ing-Wen và Dân biểu tới các quốc gia / khu vực của nhau. Ngoài ra, các tàu chiến Mỹ đã thông báo vượt qua eo biển Đài Loan và tăng cường các cuộc tập trận quân sự với Đài Loan, nơi Trung Quốc đại lục coi là mối đe dọa trực tiếp đến chủ quyền của nước này. Chính phủ Đài Loan cũng cảnh báo Quần đảo Solomon không được chuyển sang công nhận PRC như một phần của nỗ lực bảo tồn số lượng đồng minh bị thu hẹp trên toàn thế giới.

### Chính quyền George HW Bush (1989-1993)
Sau khi Trung Quốc đàn áp bạo lực các cuộc biểu tình chính trị vào tháng 6 năm 1989, Hoa Kỳ và các chính phủ khác đã ban hành một số biện pháp chống lại vi phạm nhân quyền của Trung Quốc. Mỹ đình chỉ trao đổi chính thức cấp cao với PRC và xuất khẩu vũ khí từ Mỹ sang PRC. Mỹ cũng áp đặt một số lệnh trừng phạt kinh tế. Vào mùa hè năm 1990, tại hội nghị thượng đỉnh G7 Houston, phương Tây kêu gọi đổi mới chính trị và cải cách kinh tế ở Trung Quốc đại lục, đặc biệt là trong lĩnh vực nhân quyền.
Sự kiện Thiên An Môn đã phá vỡ mối quan hệ thương mại Mỹ-Trung và mối quan tâm của các nhà đầu tư Hoa Kỳ vào Trung Quốc đại lục giảm đáng kể. Giao thông du lịch giảm mạnh. Chính quyền Bush đã tố cáo sự đàn áp và đình chỉ một số chương trình thương mại và đầu tư vào ngày 5 và 20 tháng 6 năm 1989, tuy nhiên Quốc hội chịu trách nhiệm áp đặt nhiều hành động này và Nhà Trắng đã có thái độ ít phê phán hơn đối với Bắc Kinh, liên tục bày tỏ hy vọng rằng hai nước có thể duy trì quan hệ bình thường hóa. Một số biện pháp trừng phạt đã được luật hóa trong khi những biện pháp khác là hành động. Những ví dụ bao gồm:
- Cơ quan Thương mại và Phát triển Hoa Kỳ (TDA): các hoạt động mới ở Trung Quốc đại lục đã bị đình chỉ từ tháng 6 năm 1989 đến tháng 1 năm 2001, khi Tổng thống Bill Clinton dỡ bỏ việc đình chỉ này.
- Tổng công ty bảo hiểm tư nhân ở nước ngoài (OPIC): các hoạt động mới đã bị đình chỉ kể từ tháng 6 năm 1989.
- Tín dụng cho vay của Ngân hàng Phát triển / Quỹ Tiền tệ Quốc tế (IMF): Hoa Kỳ không hỗ trợ cho vay ngân hàng phát triển và sẽ không hỗ trợ tín dụng IMF cho PRC ngoại trừ các dự án đáp ứng nhu cầu cơ bản của con người.
- Xuất khẩu danh sách đạn dược: theo các trường hợp ngoại lệ nhất định, không có giấy phép nào có thể được cấp cho việc xuất khẩu bất kỳ bài viết quốc phòng nào trong Danh sách đạn dược của Hoa Kỳ. Hạn chế này có thể được miễn theo quyết định lợi ích quốc gia của tổng thống.
- Nhập khẩu vũ khí - nhập khẩu các mặt hàng quốc phòng từ Trung Quốc đã bị cấm sau khi áp dụng lệnh cấm xuất khẩu vũ khí cho Trung Quốc. Lệnh cấm nhập khẩu sau đó đã được Chính quyền miễn trừ và áp dụng lại vào ngày 26 tháng 5 năm 1994. Nó bao gồm tất cả các mục trong Danh sách Nhập khẩu Munitions của BATFE. Trong giai đoạn quan trọng này, J. Stapleton Roy, một Chuyên viên Dịch vụ Đối ngoại Hoa Kỳ, từng làm đại sứ tại Bắc Kinh.[97]

Sau sự kiện Thiên An Môn, quan hệ Trung-Mỹ ngày càng xấu đi, rơi vào tình trạng tồi tệ nhất kể từ thập niên 1960, với việc Bắc Kinh cáo buộc Mỹ "âm mưu kéo dài hàng thập kỷ để lật đổ chủ nghĩa xã hội Trung Quốc". Thời gian 2 năm rưỡi từ 1989 đến 1992 cũng chứng kiến sự hồi sinh của hệ tư tưởng Maoist cứng rắn và sự hoang tưởng gia tăng của PRC khi chế độ cộng sản sụp đổ ở Đông Âu. Tuy nhiên, Trung Quốc tiếp tục tìm kiếm đầu tư và kinh doanh nước ngoài.
Quan hệ quân sự giữa Mỹ và Trung Quốc đã bị chấm dứt đột ngột vào năm 1989 và đến năm 2020 chưa bao giờ được khôi phục. Dư luận Trung Quốc trở nên thù địch với Hoa Kỳ hơn sau năm 1989, như tiêu biểu của bản tuyên ngôn năm 1996 Trung Quốc có thể nói không. Các tác giả tức giận kêu gọi Bắc Kinh thực hiện các hành động quyết liệt hơn đối với Hoa Kỳ và Nhật Bản để xây dựng vị thế quốc tế mạnh mẽ hơn. Chính phủ Trung Quốc lúc đầu tán thành bản tuyên ngôn, sau đó bác bỏ nó là vô trách nhiệm.

Bill Clinton và Giang Trạch Dân tổ chức một cuộc họp báo chung tại Nhà Trắng, ngày 29 tháng 10 năm 1997.

### Chính quyền Clinton (1993-2001)
Tranh cử tổng thống năm 1992, Bill Clinton chỉ trích gay gắt người tiền nhiệm George HW Bush vì ưu tiên các mối quan hệ thương mại có lợi đối với các vấn đề nhân quyền ở Trung Quốc. Là tổng thống, 1993-2001, tuy nhiên, Clinton đã rút lui khỏi vị thế của mình. Ông đã nói rõ một tập hợp mục tiêu mong muốn cho Trung Quốc. Chúng bao gồm di cư tự do, không xuất khẩu hàng hóa làm bằng lao động tù nhân, thả người biểu tình ôn hòa, đối xử với tù nhân theo tiêu chuẩn quốc tế, công nhận văn hóa khu vực khác biệt của Tây Tạng, cho phép truyền hình quốc tế và đài phát thanh, và quan sát nhân quyền được chỉ định theo nghị quyết của Liên Hợp Quốc. Trung Quốc từ chối tuân thủ, và đến mùa hè năm 1994, Clinton đã thừa nhận thất bại và kêu gọi đổi mới quan hệ thương mại bình thường hóa. Tuy nhiên, áp lực của quốc hội, đặc biệt là từ đảng Cộng hòa, buộc Clinton phải chấp thuận bán vũ khí cho Đài Loan, bất chấp sự bất mãn mạnh mẽ của Bắc Kinh.
Năm 1993, Hải quân Hoa Kỳ đã chặn một tàu container Trung Quốc, Yinhe, trên đường đến Kuwait trên vùng biển quốc tế, giữ nó tại chỗ trong vài tuần, với cáo buộc tàu này đang mang theo tiền thân của vũ khí hóa học cho Iran, và cuối cùng buộc con tàu phải qua kiểm tra ở Ả Rập Saudi. Tuy nhiên, không có tiền chất của vũ khí hóa học được tìm thấy. Vụ việc này được Trung Quốc nhìn nhận là sự bắt nạt quy mô quốc tế của Hoa Kỳ.

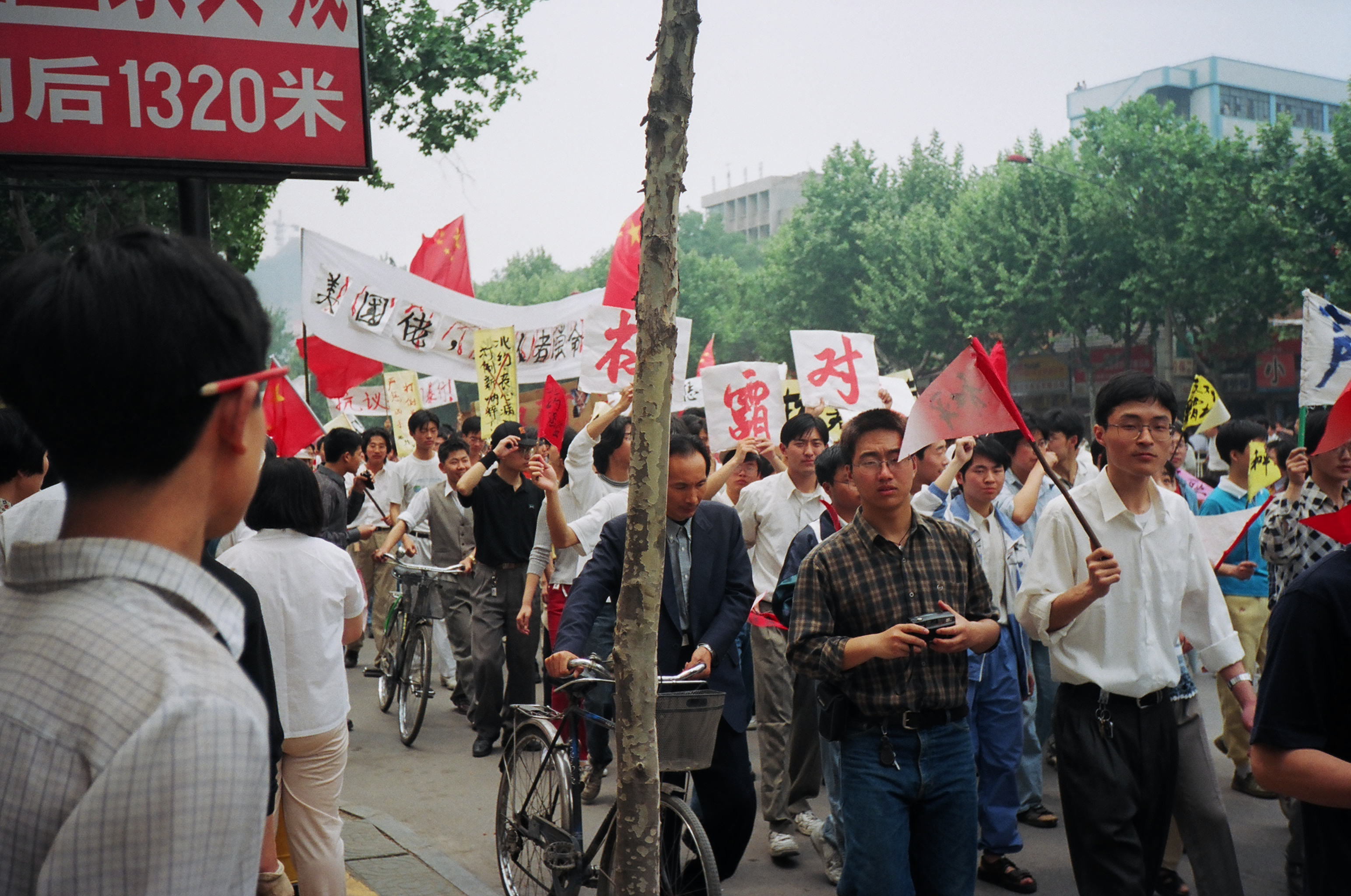
Các cuộc biểu tình chống Mỹ ở Nam Kinh sau vụ Mỹ ném bom Đại sứ quán Trung Quốc tại Belgrade, 1999

Năm 1996, Trung Quốc đã tiến hành các cuộc tập trận quân sự ở eo biển Đài Loan trong một nỗ lực rõ ràng nhằm đe dọa bầu cử Trung Hoa Dân Quốc trước cuộc bầu cử tổng thống đang chờ kết quả, gây ra cuộc khủng hoảng eo biển Đài Loan lần thứ ba. Hoa Kỳ phái hai nhóm tác chiến tàu sân bay đến khu vực. Sau đó, căng thẳng ở eo biển Đài Loan giảm dần và mối quan hệ giữa Mỹ và Trung Quốc được cải thiện, với sự trao đổi cấp cao và tiến bộ về nhiều vấn đề song phương, bao gồm nhân quyền, phổ biến hạt nhân và thương mại. Nhà lãnh đạo Trung Quốc Giang Trạch Dân đã đến thăm Hoa Kỳ vào mùa thu năm 1997, chuyến thăm cấp nhà nước đầu tiên tới Hoa Kỳ của một nhà lãnh đạo tối cao kể từ năm 1979. Liên quan đến chuyến thăm đó, hai bên đã thống nhất thực hiện thỏa thuận năm 1985 về Hợp tác hạt nhân hòa bình, cũng như một số vấn đề khác. Tổng thống Clinton đã đến thăm Trung Quốc vào tháng 6 năm 1998. Ông đã đi du lịch nhiều nơi ở Trung Quốc đại lục và có sự tương tác trực tiếp với người dân Trung Quốc, bao gồm các bài phát biểu trực tiếp và chương trình phát thanh cho phép Tổng thống truyền đạt ý thức về lý tưởng và giá trị của Mỹ. Tuy vậy tổng thống Clinton đã bị một số người chỉ trích, vì đã không chú ý đầy đủ đến các vi phạm nhân quyền ở Trung Quốc đại lục.
Mối quan hệ hai nước đã bị hủy hoại trong một thời gian do Hoa Kỳ ném bom Đại sứ quán Trung Quốc tại Belgrade vào tháng 5 năm 1999, được Nhà Trắng tuyên bố là sự sai lệch giữa tình báo và quân đội, mặc dù một số người Trung Quốc cho là có chủ ý. Trong mọi trường hợp, Bắc Kinh trong nhiều ngày đã bị rung chuyển bởi các cuộc biểu tình lớn chống Mỹ. Đến cuối năm 1999, quan hệ bắt đầu dần được cải thiện. Vào tháng 10 năm 1999, hai nước đã đạt được thỏa thuận về bồi thường cho gia đình của những người là nạn nhân, cũng như các khoản thanh toán cho các thiệt hại đối với các tài sản ngoại giao tương ứng ở Belgrade và Trung Quốc. Quan hệ Mỹ-Trung năm 1999 cũng bị tổn hại bởi những cáo buộc rằng một nhà khoa học người Mỹ gốc Hoa tại Phòng thí nghiệm quốc gia Los Alamos đã trao bí mật hạt nhân của Mỹ cho Bắc Kinh.
Vào tháng 4 năm 2001, một máy bay chiến đấu PRC J-8 đã va chạm với một máy bay trinh sát EP-3 của Hoa Kỳ bay về phía nam của PRC, nơi được gọi là sự cố đảo Hải Nam. EP-3 đã có thể hạ cánh khẩn cấp trên đảo Hải Nam của PRC mặc dù thiệt hại lớn; Máy bay PRC bị rơi với sự mất mát của phi công, Wang Wei. Phi hành đoàn đã bị PLA bắt giữ sau khi phá hủy tất cả các tài liệu được phân loại liên quan đến hoạt động của máy bay. Người ta tin rằng máy bay trinh sát EP-3 đang thực hiện một nhiệm vụ gián điệp trên PLA trước khi vụ va chạm xảy ra trên vùng biển quốc tế. Sau các cuộc đàm phán mở rộng dẫn đến "bức thư của hai lời xin lỗi", phi hành đoàn của EP-3 đã được thả ra khỏi nhà tù và được phép rời khỏi PRC mười một ngày sau đó. Máy bay Mỹ đã được Bắc Kinh trả lại ba tháng sau đó với các mảnh vỡ, sau đó mối quan hệ giữa Mỹ và Trung Quốc dần được cải thiện một lần nữa.

### Chính quyền George W. Bush (2001-2009)

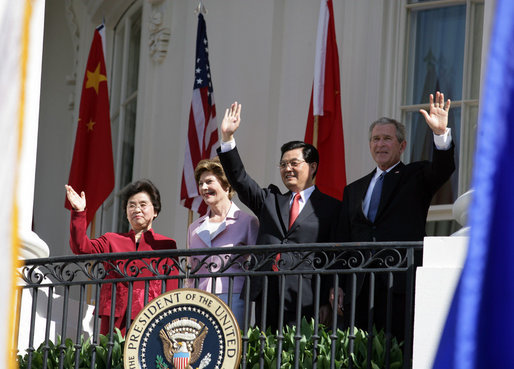
Tổng thống George W. Bush và Chủ tịch Hồ Cẩm Đào với các đệ nhất phu nhân Laura Bush và Lưu Vĩnh Thanh vẫy tay từ Nhà Trắng vào tháng 4 năm 2006.

Quan hệ Mỹ-Trung được cải thiện sau vụ tấn công khủng bố ngày 11 tháng 9. Hai công dân Trung Quốc đã chết trong các cuộc tấn công vào Trung tâm Thương mại Thế giới. Các công ty và cá nhân Trung Quốc đã gửi lời chia buồn tới các đối tác Mỹ. Trung Quốc, bản thân gặp rắc rối bởi những kẻ ly khai Hồi giáo ở Tân Cương, đã đề nghị hỗ trợ công khai mạnh mẽ cho Cuộc chiến chống khủng bố tại APEC Trung Quốc 2001. PRC đã bỏ phiếu ủng hộ UNSCR 1373, công khai ủng hộ chiến dịch liên minh ở Afghanistan, và đóng góp 150 triệu đô la hỗ trợ song phương cho việc tái thiết Afghanistan sau thất bại của Taliban. Ngay sau ngày 9/11, Mỹ và Trung Quốc cũng bắt đầu đối thoại chống khủng bố. Vòng thứ ba của cuộc đối thoại đó đã được tổ chức tại Bắc Kinh vào tháng 2/2003.
Tại Hoa Kỳ, các cuộc tấn công khủng bố đã thay đổi đáng kể bản chất của diễn ngôn. Việc tranh luận không còn hợp lý nữa, vì Nhóm Xanh đã khẳng định trước đó, rằng PRC là mối đe dọa an ninh chính đối với Hoa Kỳ, và sự cần thiết phải tập trung vào Trung Đông và Cuộc chiến chống khủng bố đã tránh được những phiền nhiễu tiềm ẩn trong Đông Á là ưu tiên hàng đầu của Hoa Kỳ.
Có những lo ngại ban đầu trong giới lãnh đạo PRC rằng cuộc chiến chống khủng bố sẽ dẫn đến nỗ lực chống PRC của Mỹ, đặc biệt là khi Mỹ bắt đầu thiết lập các căn cứ ở các nước Trung Á như Uzbekistan và Tajikistan và đổi mới các nỗ lực chống Iraq. Vì những thất bại trong chiến dịch tại Iraq của Mỹ, những nỗi sợ hãi này phần lớn đã lắng xuống. Việc áp dụng sức mạnh của Mỹ ở Iraq và những nỗ lực tiếp tục của Hoa Kỳ để hợp tác với Trung Quốc đã làm giảm đáng kể chủ nghĩa chống Mỹ phổ biến đã phát triển vào giữa những năm 1990.
Trung Quốc và Hoa Kỳ cũng đã hợp tác chặt chẽ trong các vấn đề khu vực, bao gồm cả những vấn đề liên quan đến Triều Tiên và chương trình vũ khí hạt nhân của nước này. Cộng hòa Nhân dân Trung Hoa đã nhấn mạnh sự phản đối của họ đối với quyết định của Triều Tiên rút khỏi Hiệp ước về Không phổ biến vũ khí hạt nhân, mối quan ngại của họ đối với khả năng hạt nhân của Triều Tiên và mong muốn về Bán đảo phi hạt nhân của Triều Tiên. Nó cũng đã bỏ phiếu để giới thiệu sự không tuân thủ của Triều Tiên với các nghĩa vụ của Cơ quan Năng lượng Nguyên tử Quốc tế của mình với Hội đồng Bảo an Liên Hợp Quốc.
Đài Loan vẫn là một vấn đề không đưa đến nhất trí, nhưng vẫn còn trong tầm kiểm soát. Chính sách của Hoa Kỳ đối với Đài Loan có liên quan đến việc nhấn mạnh Bốn không và một không có. Có dịp Hoa Kỳ đã khiển trách Chủ tịch nước Cộng hòa Trung Quốc Trần Thủy Biển vì những lời lẽ ủng hộ độc lập mang tính khiêu khích. Tuy nhiên, vào năm 2005, Trung Quốc đã thông qua Luật chống ly khai, tuyên bố rằng Trung Quốc sẽ được chuẩn bị để sử dụng "các biện pháp phi hòa bình" nếu Đài Loan tuyên bố độc lập chính thức. Nhiều người chỉ trích Trung Quốc, chẳng hạn như Đội Xanh, cho rằng Trung Quốc đang cố gắng lợi dụng cuộc chiến của Mỹ ở Iraq để khẳng định yêu sách của mình đối với lãnh thổ Cộng hòa Trung Quốc. Năm 2008, cử tri Đài Loan đã bầu Ma Ying-jeou. Ma, đại diện cho Quốc dân đảng, đã vận động trên một nền tảng bao gồm quan hệ với Trung Quốc đại lục. Cuộc bầu cử của ông có ý nghĩa quan trọng đối với tương lai của các mối quan hệ xuyên eo biển.
Nhà lãnh đạo tối cao của Trung Quốc Hồ Cẩm Đào đã đến thăm Hoa Kỳ vào tháng 4 năm 2006. Clark Randt, Đại sứ Hoa Kỳ tại Trung Quốc từ năm 2001 đến 2008 đã xem xét "Tình trạng quan hệ giữa Hoa Kỳ và Trung Quốc trong một bài giảng năm 2008 tại Viện USC US-China.
Một cuộc thăm dò dư luận của toàn bộ dân số Trung Quốc do Pew thực hiện vào mùa xuân năm 2008 cho thấy:
Quan điểm đối với Nhật Bản đặc biệt tiêu cực - 69% có ý kiến không thuận lợi về Nhật Bản và một số lượng đáng kể người Trung Quốc (38%) coi Nhật Bản là kẻ thù. Ý kiến của Hoa Kỳ cũng có xu hướng tiêu cực, và 34% mô tả Hoa Kỳ là kẻ thù, trong khi chỉ có 13% cho rằng đây là đối tác của Trung Quốc. Quan điểm về Ấn Độ là hỗn hợp tốt nhất - 25% cho rằng Ấn Độ là đối tác, trong khi một số tương tự (24%) mô tả quốc gia này là kẻ thù.

### Chính quyền Obama (2009-2017)

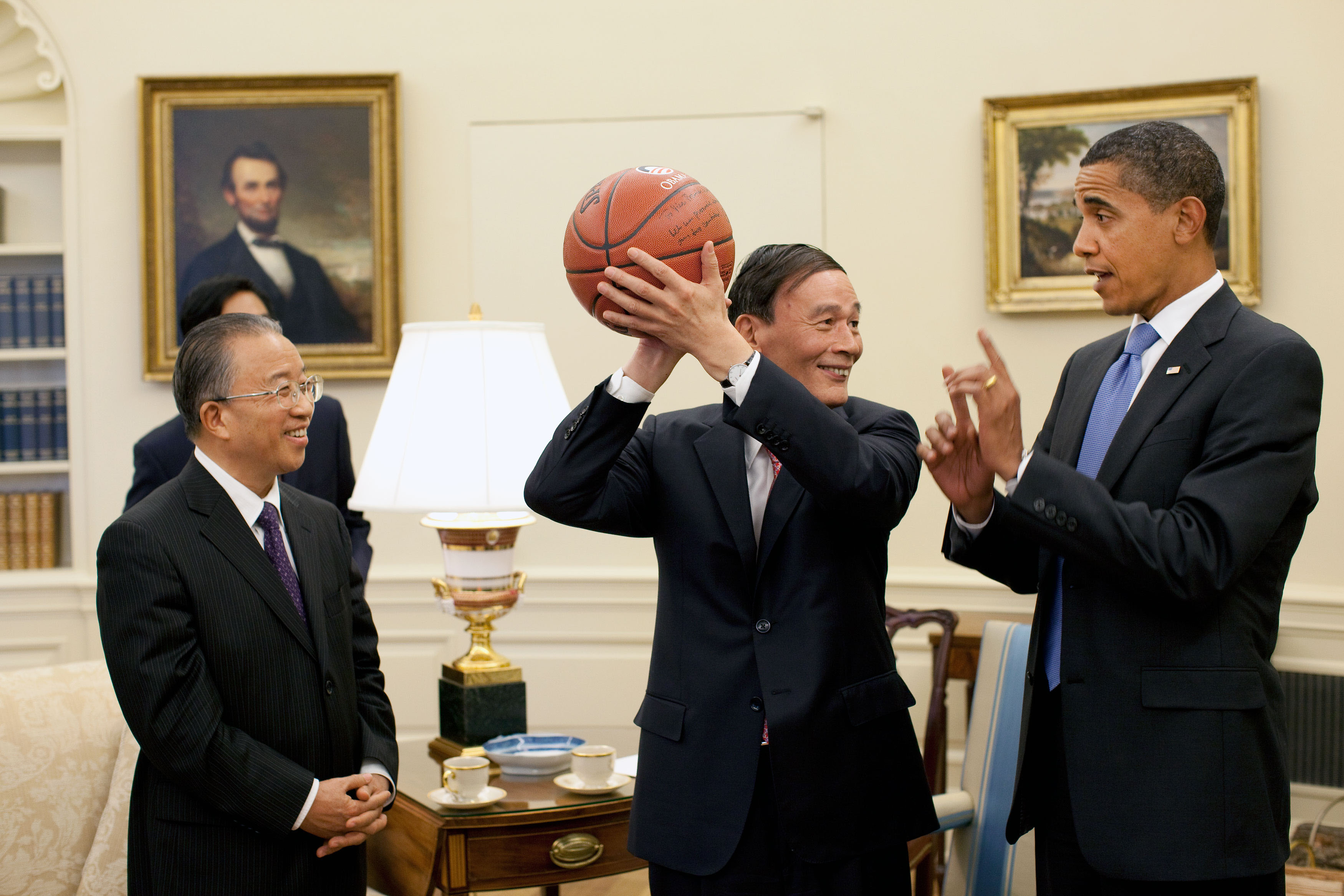
Phó Thủ tướng Trung Quốc Vương Kỳ Sơn, trung tâm, giữ quả bóng rổ có chữ ký do Tổng thống Obama tặng cho ông sau cuộc họp tại Washington ngày 28 tháng 7 năm 2009 để thảo luận về kết quả của Đối thoại Chiến lược và Kinh tế Trung Quốc đầu tiên của Hoa Kỳ. Phía bên trái là Ủy viên Quốc vụ Trung Quốc Đới Bỉnh Quốc.

Cuộc bầu cử tổng thống Mỹ năm 2008 tập trung vào các vấn đề chiến tranh và suy thoái kinh tế, nhưng các ứng cử viên Barack Obama và John McCain cũng nói nhiều về chính sách của Hoa Kỳ đối với Trung Quốc. Cả hai đều ủng hộ hợp tác với Trung Quốc trong các vấn đề lớn, nhưng họ khác nhau về chính sách thương mại. Obama bày tỏ lo ngại rằng giá trị đồng tiền của Trung Quốc đang bị cố tình đặt ở mức thấp để mang lại lợi ích cho các nhà xuất khẩu của Trung Quốc. McCain lập luận rằng thương mại tự do là rất quan trọng và đang có tác động biến đổi ở Trung Quốc. Tuy nhiên, McCain lưu ý rằng mặc dù Trung Quốc có thể có chung lợi ích với Mỹ, nhưng nó không chia sẻ các giá trị của Mỹ.
Việc trở thành Tổng thống của Barack Obama đã thúc đẩy hy vọng tăng cường hợp tác và tăng cường tình hữu nghị giữa hai quốc gia. Vào ngày 8 tháng 11 năm 2008, Hu Jintao và Barack Obama đã chia sẻ một cuộc trò chuyện qua điện thoại trong đó Chủ tịch Trung Quốc chúc mừng ông Obama về chiến thắng bầu cử. Trong cuộc trò chuyện, cả hai bên đều đồng ý rằng sự phát triển của quan hệ Mỹ-Trung không chỉ vì lợi ích của cả hai quốc gia, mà còn vì lợi ích của thế giới.
Các tổ chức khác ở Trung Quốc cũng có những phản ứng tích cực đối với cuộc bầu cử với kết quả Barack Obama, đặc biệt với cam kết sửa đổi chính sách biến đổi khí hậu của Mỹ. Greenpeace đã xuất bản một bài viết chi tiết về chiến thắng của Obama sẽ thay đổi tích cực như thế nào đối với đầu tư vào lĩnh vực việc làm xanh như là một phần để đối phó với cuộc khủng hoảng tài chính đang kẹp chặt thế giới vào thời điểm Obama nhậm chức. Một số tổ chức, bao gồm Bộ Năng lượng và Thương mại Hoa Kỳ, các tổ chức phi chính phủ như Hội đồng Quan hệ Đối ngoại và Viện Brookings, và các trường đại học, đã làm việc với các đối tác Trung Quốc để thảo luận về cách giải quyết biến đổi khí hậu. Cả chính phủ Hoa Kỳ và Trung Quốc đã giải quyết suy thoái kinh tế với các sáng kiến kích thích kinh tế lớn. Người Trung Quốc đã bày tỏ lo ngại rằng các thành phần "Mua hàng Mỹ" trong kế hoạch của Hoa Kỳ phân biệt đối xử với các nhà sản xuất nước ngoài, bao gồm cả những công ty ở Trung Quốc.
Là hai quốc gia có ảnh hưởng và quyền lực nhất trên thế giới, ngày càng có nhiều đề xuất mạnh mẽ trong giới chính trị Mỹ về việc tạo mối quan hệ G-2 (Chimerica) cho Hoa Kỳ và Trung Quốc để cùng nhau giải quyết các vấn đề toàn cầu.

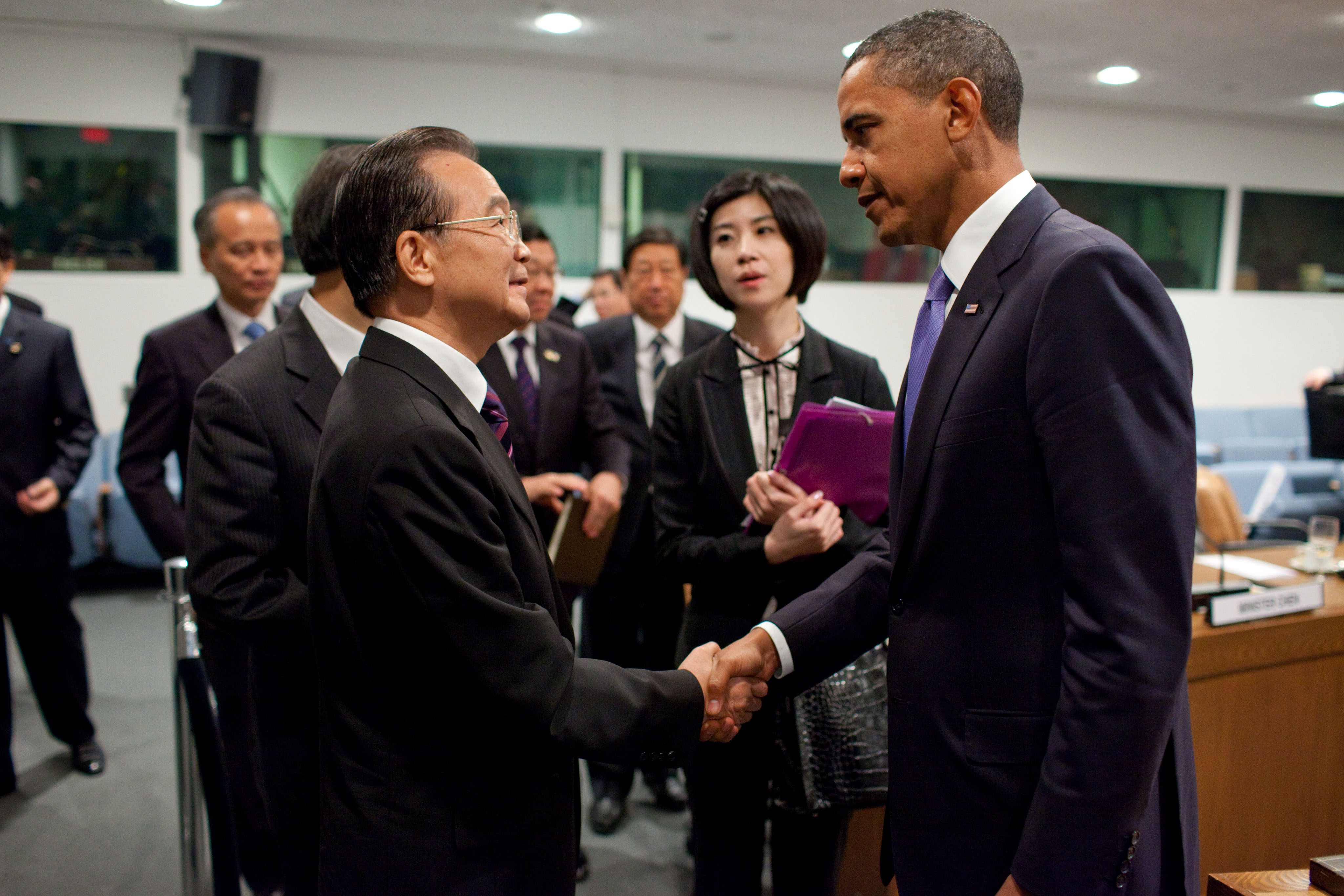
Obama gặp Ôn Gia Bảo và các thành viên của phái đoàn Trung Quốc sau cuộc gặp song phương tại Liên Hợp Quốc ở thành phố New York.

Đối thoại kinh tế chiến lược do Tổng thống Hoa Kỳ lúc bấy giờ là Geogre W. Bush và Chủ tịch Trung Quốc Hồ Cẩm Đào và Bộ trưởng Tài chính Hoa Kỳ Henry Paulson và Phó Thủ tướng Trung Quốc Wu Yi lãnh đạo năm 2006 đã được chính quyền Obama mở rộng. Bây giờ được gọi là Đối thoại Kinh tế và Chiến lược Trung Quốc của Hoa Kỳ, nó được lãnh đạo bởi Bộ trưởng Ngoại giao Hoa Kỳ Hillary Clinton và Bộ trưởng Tài chính Hoa Kỳ Timothy Geithner cho Hoa Kỳ và Phó Thủ tướng Vương Kỳ Sơn và Ủy viên Quốc vụ Trung Quốc Dai Bingguo cho Trung Quốc. Trọng tâm của các cuộc họp đầu tiên vào tháng 7 năm 2009 là để đối phó với cuộc khủng hoảng kinh tế, tìm cách hợp tác để ngăn chặn sự nóng lên toàn cầu và giải quyết các vấn đề như phổ biến vũ khí hạt nhân và khủng hoảng nhân đạo.
Tổng thống Hoa Kỳ Barack Obama đã đến thăm Trung Quốc vào ngày 15 tháng 11 năm1818 để thảo luận về những lo ngại kinh tế, mối lo ngại về sự phổ biến vũ khí hạt nhân và sự cần thiết phải hành động chống lại biến đổi khí hậu. Viện USC US-China đã đưa ra một loạt các ý kiến báo chí về chuyến thăm này và trong các chuyến đi của tổng thống trước đó.
Vào tháng 1 năm 2010, Hoa Kỳ đã đề xuất bán vũ khí trị giá 6,4 tỷ đô la cho Trung Hoa Dân Quốc. Đáp lại, PRC đe dọa sẽ áp đặt các biện pháp trừng phạt đối với các công ty Mỹ cung cấp vũ khí cho Đài Loan và đình chỉ hợp tác trong một số vấn đề khu vực và quốc tế.

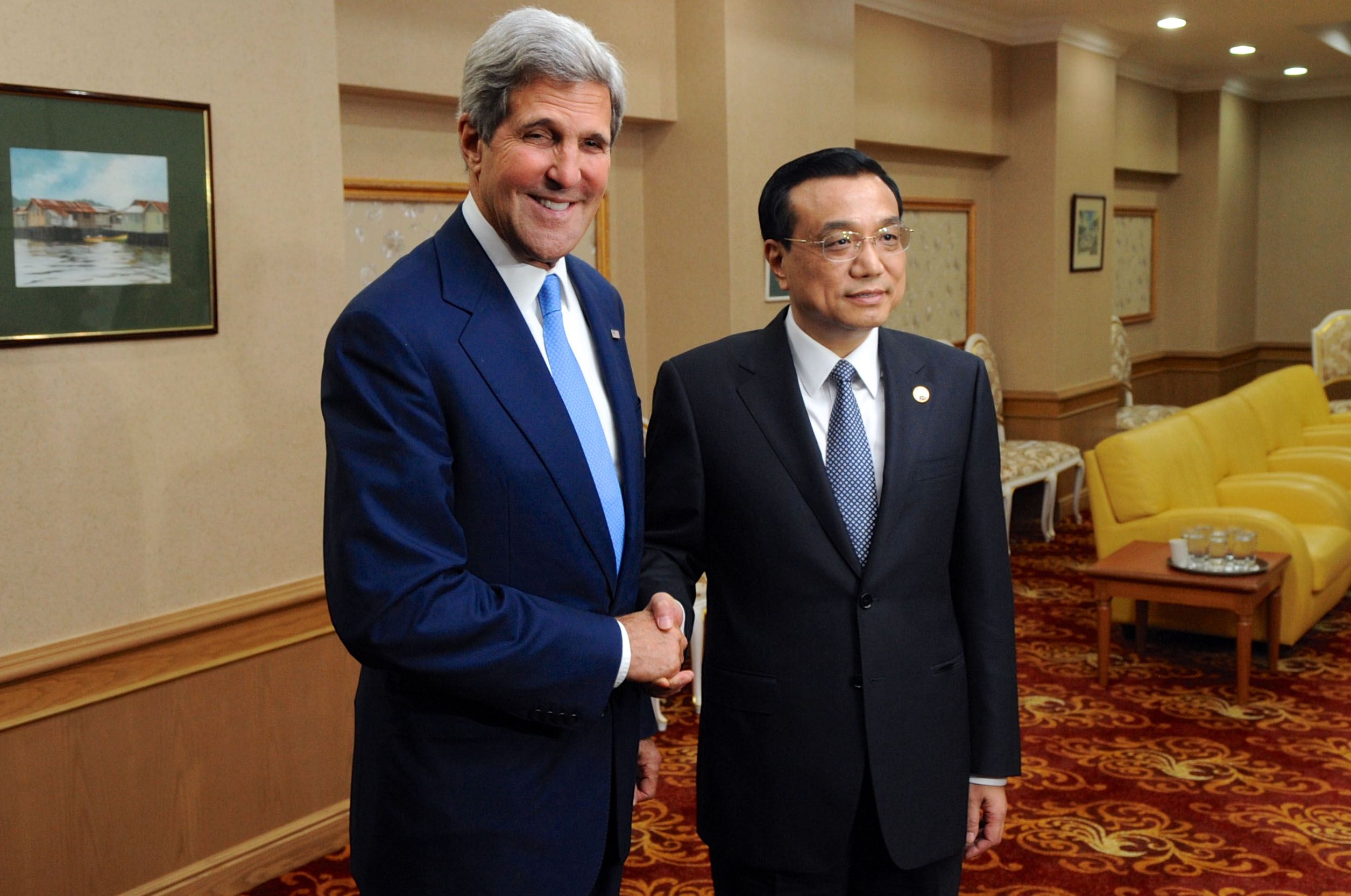
Ngoại trưởng Hoa Kỳ John Kerry nói chuyện với Thủ tướng Trung Quốc Lý Khắc Cường, ngày 9 tháng 10 năm 2013.

Vào ngày 19 tháng 2 năm 2010, Tổng thống Obama đã gặp Đức Dalai Lama, bị Trung Quốc cáo buộc là "bất ổn ở Tây Tạng ". Sau cuộc họp, Trung Quốc đã triệu tập đại sứ Hoa Kỳ tại Trung Quốc, Jon Huntsman, nhưng Time đã mô tả phản ứng của Trung Quốc là "tắt tiếng", suy đoán rằng đó có thể là do "cuộc họp diễn ra vào Tết Nguyên đán... khi hầu hết Các quan chức đang nghỉ phép. " Một số nhà hoạt động chỉ trích Obama vì chất lượng tương đối thấp của chuyến thăm.

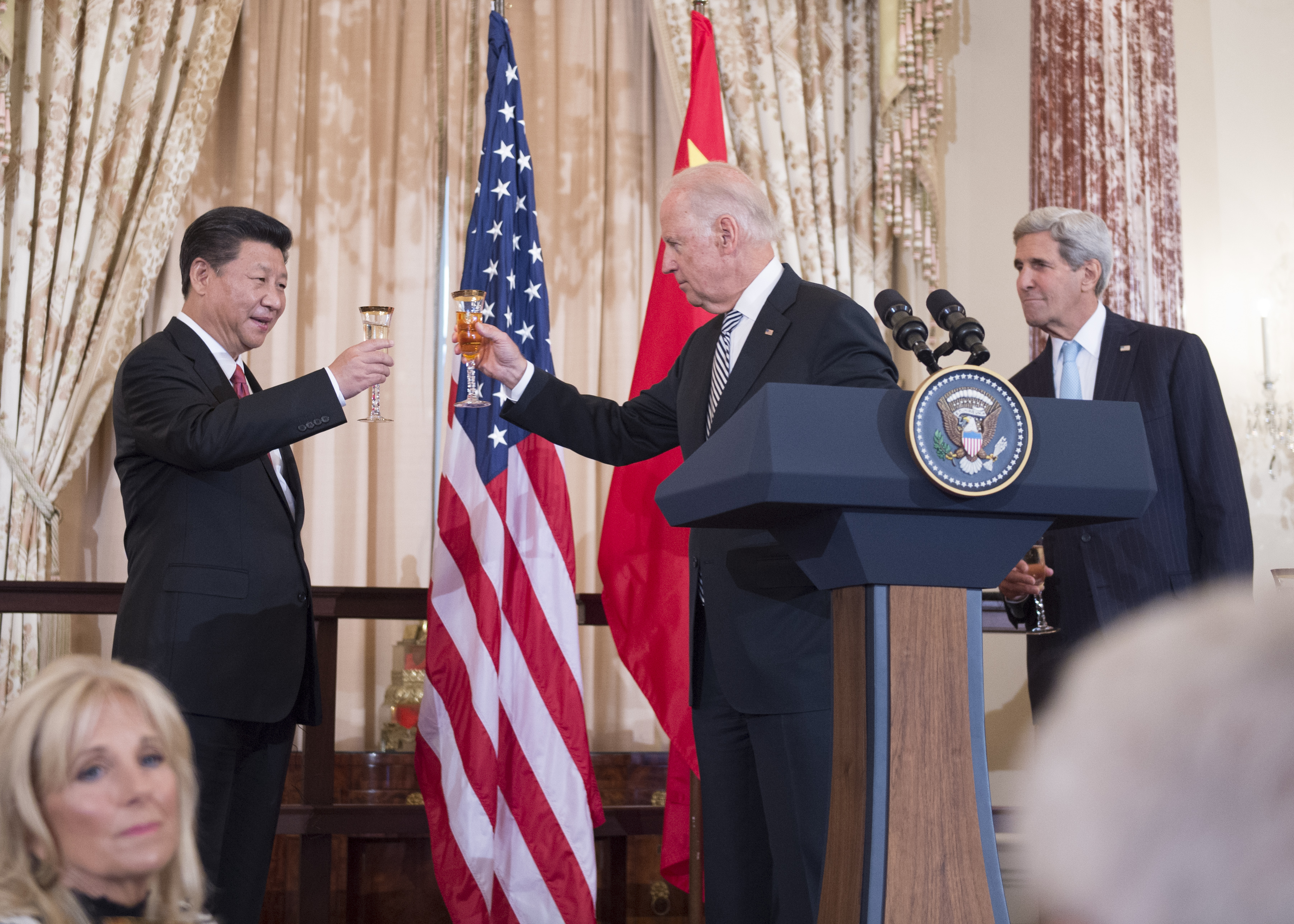
Ngoại trưởng Hoa Kỳ John Kerry và Phó Tổng thống Joe Biden với nhà lãnh đạo Trung Quốc Tập Cận Bình, ngày 25 tháng 9 năm 2015.

Năm 2012, PRC chỉ trích chiến lược quốc phòng mới của Obama, được xem rộng rãi  như nhằm mục đích cô lập Trung Quốc ở khu vực Đông Á. Obama đang tìm cách tăng ảnh hưởng quân sự của Hoa Kỳ trong khu vực với sự hiện diện luân phiên của các lực lượng tại các quốc gia thân thiện.
Vào tháng 3 năm 2012, Trung Quốc bất ngờ bắt đầu cắt giảm việc mua dầu từ Iran, cùng với một số dấu hiệu về các vấn đề an ninh nhạy cảm như Syria và Triều Tiên, cho thấy sự phối hợp với chính quyền Obama.
Vào tháng 3 năm 2013, Hoa Kỳ và Trung Quốc đã đồng ý áp dụng các biện pháp trừng phạt nghiêm khắc hơn đối với Triều Tiên khi tiến hành các vụ thử hạt nhân, tạo tiền đề cho cuộc bỏ phiếu của Hội đồng Bảo an Liên Hợp Quốc. Thỏa thuận như vậy có thể báo hiệu một mức độ hợp tác mới giữa Mỹ và Trung Quốc.
Trong nỗ lực xây dựng một "mô hình mới" cho mối quan hệ, Tổng thống Obama đã gặp nhà lãnh đạo tối cao Tập Cận Bình trong hai ngày họp, từ ngày 6 tháng 6 đến ngày 8 tháng 6 năm 2013, tại khu bất động sản Sunnylands ở thành phố Rancho Mirage, California. Hội nghị thượng đỉnh được coi là "cuộc gặp quan trọng nhất giữa một tổng thống Mỹ và một nhà lãnh đạo Cộng sản Trung Quốc trong 40 năm, kể từ khi Tổng thống Nixon và Mao Chủ tịch", theo Joseph Nye, một nhà khoa học chính trị tại Đại học Harvard. Các nhà lãnh đạo đã nhất trí đồng ý chống lại biến đổi khí hậu và cũng tìm thấy mối quan tâm lẫn nhau mạnh mẽ trong việc cắt giảm chương trình hạt nhân của Triều Tiên. Tuy nhiên, các nhà lãnh đạo vẫn chia rẽ mạnh mẽ về gián điệp mạng và bán vũ khí của Mỹ cho Đài Loan. Xi đã bác bỏ các khiếu nại của Mỹ về an ninh mạng. Tom Donilon, Cố vấn An ninh Quốc gia Hoa Kỳ, tuyên bố rằng nếu các nhà lãnh đạo Trung Quốc không biết về sự thật này, họ sẽ biết ngay bây giờ.

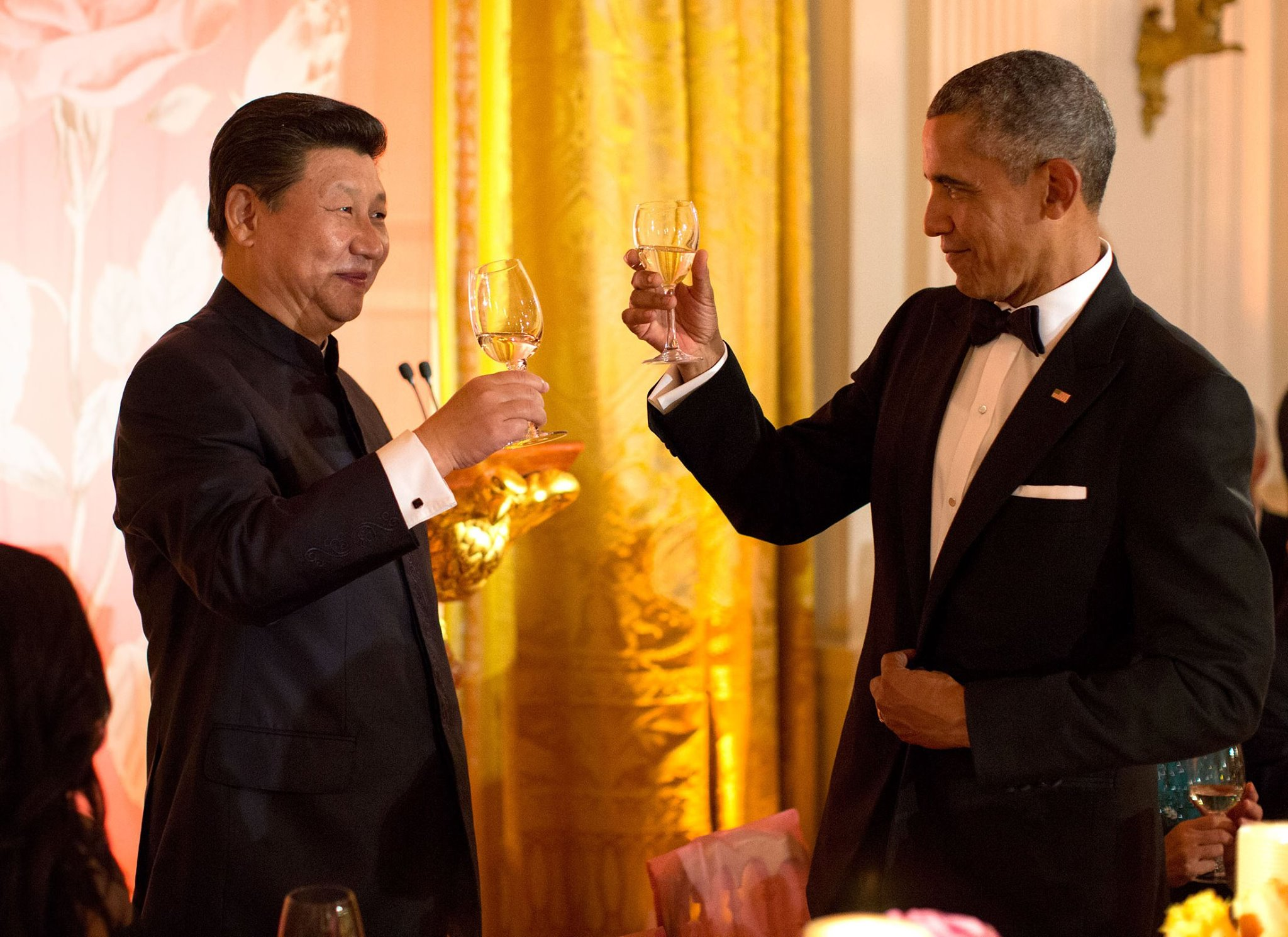
Tổng thống Barack Obama và nhà lãnh đạo tối cao của Trung Quốc Tập Cận Bình vào tháng 9 năm 2015

Quan hệ giữa lãnh đạo quân sự hai nước được cải thiện trong năm 2013. Tướng Qi nói rằng về lâu dài, lợi ích chung của hai quốc gia sẽ lớn hơn sự khác biệt giữa hai nước. 
Obama đã ủng hộ chính sách Một Trung Quốc. Năm 2014, Tổng thống Obama tuyên bố rằng "Chúng tôi công nhận Tây Tạng là một phần của Cộng hòa Nhân dân Trung Hoa. Chúng tôi không ủng hộ độc lập. " 
Vào tháng 5 năm 2015, Bộ trưởng Quốc phòng Hoa Kỳ Ashton Carter đã cảnh báo Trung Quốc tạm dừng việc xây dựng đảo nhanh chóng ở Biển Đông.
Tổng thống Obama đã đón Lãnh đạo tối cao Tập Cận Bình của Cộng hòa Nhân dân Trung Hoa để thực hiện một cuộc họp song phương bên lề Hội nghị Thượng đỉnh An ninh Hạt nhân vào ngày 31 tháng 3 năm 2016.

### Chính quyền Trump (2017-2020)

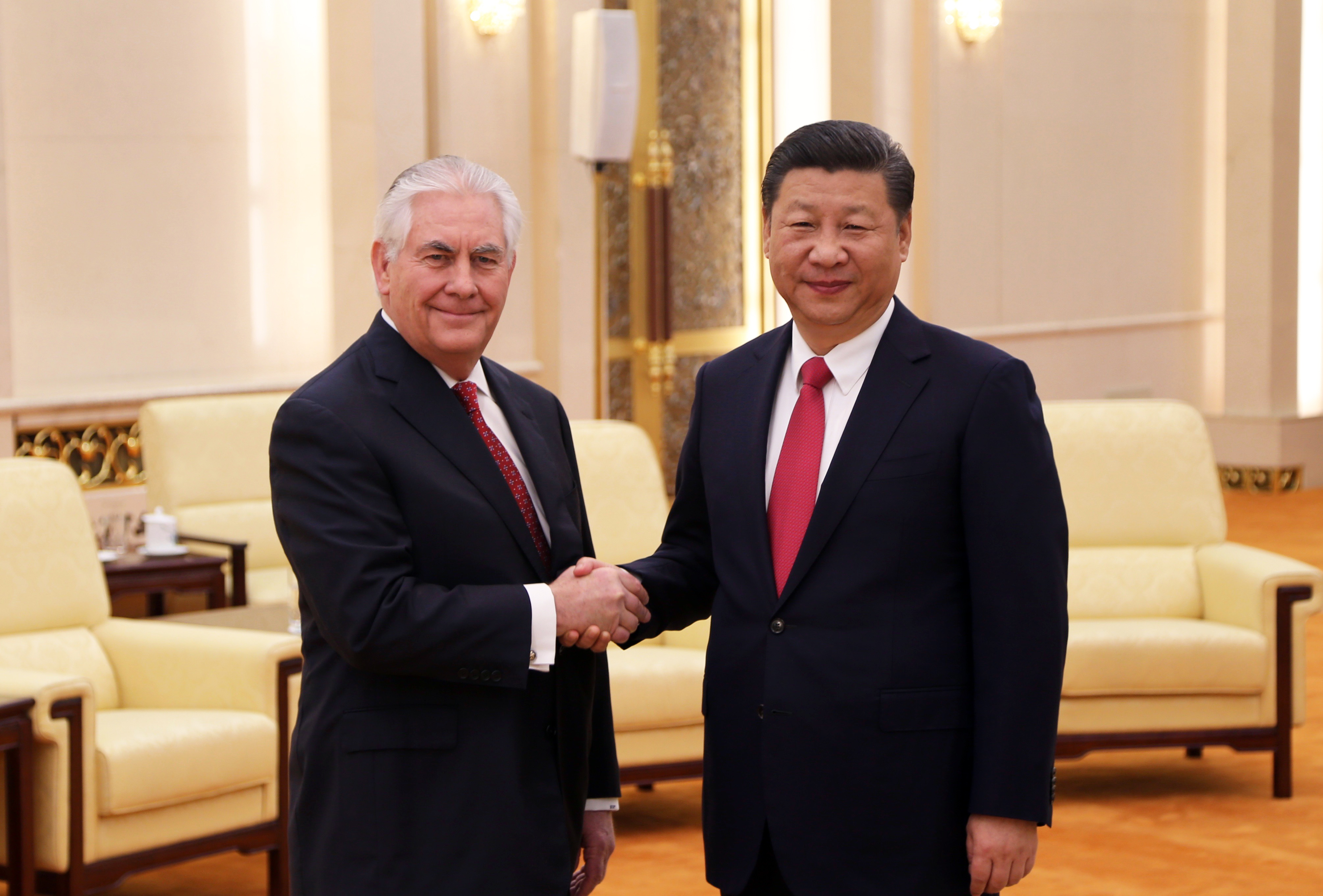
Ngoại trưởng Rex Tillerson bắt tay với nhà lãnh đạo tối cao Tập Cận Bình khi đến Bắc Kinh, ngày 19 tháng 3 năm 2017.

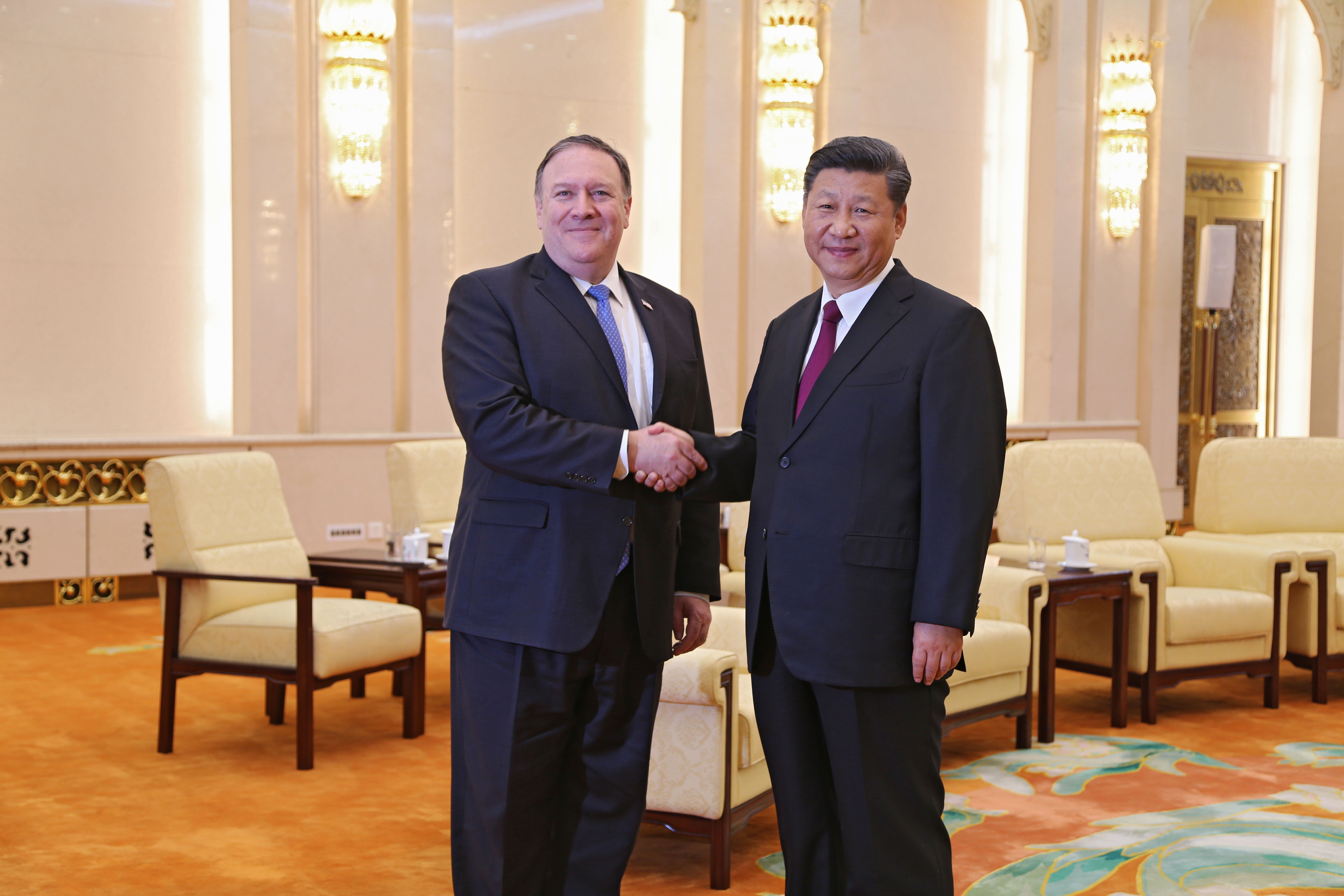
Ngoại trưởng Mike Pompeo bắt tay với nhà lãnh đạo tối cao Tập Cận Bình khi đến Bắc Kinh, ngày 14 tháng 6 năm 2018.

Cuộc trò chuyện qua điện thoại của Tổng thống Hoa Kỳ Donald Trump với tổng thống Đài Loan Thái Anh Văn vào ngày 2 tháng 12 năm 2016 là lần đầu tiên liên lạc với Đài Loan của một tổng thống đắc cử hoặc tổng thống Mỹ kể từ năm 1979. Nó kích động Bắc Kinh đưa ra một cuộc biểu tình ngoại giao ("tỏ thái độ nghiêm khắc"). Trump tiếp tục làm rõ động thái của mình bằng cách nói với Fox News: "Tôi hoàn toàn hiểu chính sách "một Trung Quốc", nhưng tôi không biết tại sao chúng ta phải bị ràng buộc bởi chính sách "một Trung Quốc" trừ khi chúng ta thỏa thuận với Trung Quốc để làm những thứ khác, bao gồm cả thương mại. " 
Vào ngày nhậm chức của ông Trump, một quan chức của Quân đội Giải phóng Nhân dân đã viết trên trang web chính thức rằng việc xây dựng quân đội của Mỹ ở châu Á, và việc thúc đẩy Hàn Quốc với hệ thống phòng thủ tên lửa THAAD là những điểm nóng khiêu khích. "Và rằng cơ hội chiến tranh đã trở nên" thực tế hơn ".
Vào ngày 23 tháng 1, nói về tuyên bố chủ quyền của Trung Quốc đối với quần đảo Trường Sa ở Biển Đông, phát ngôn viên Nhà Trắng Sean Spicer nói: "Đó là câu hỏi liệu những hòn đảo đó có thực sự nằm trong vùng biển quốc tế hay không?, chúng tôi sẽ đảm bảo rằng chúng tôi bảo vệ các lãnh thổ quốc tế khỏi bị một quốc gia chiếm đóng." 

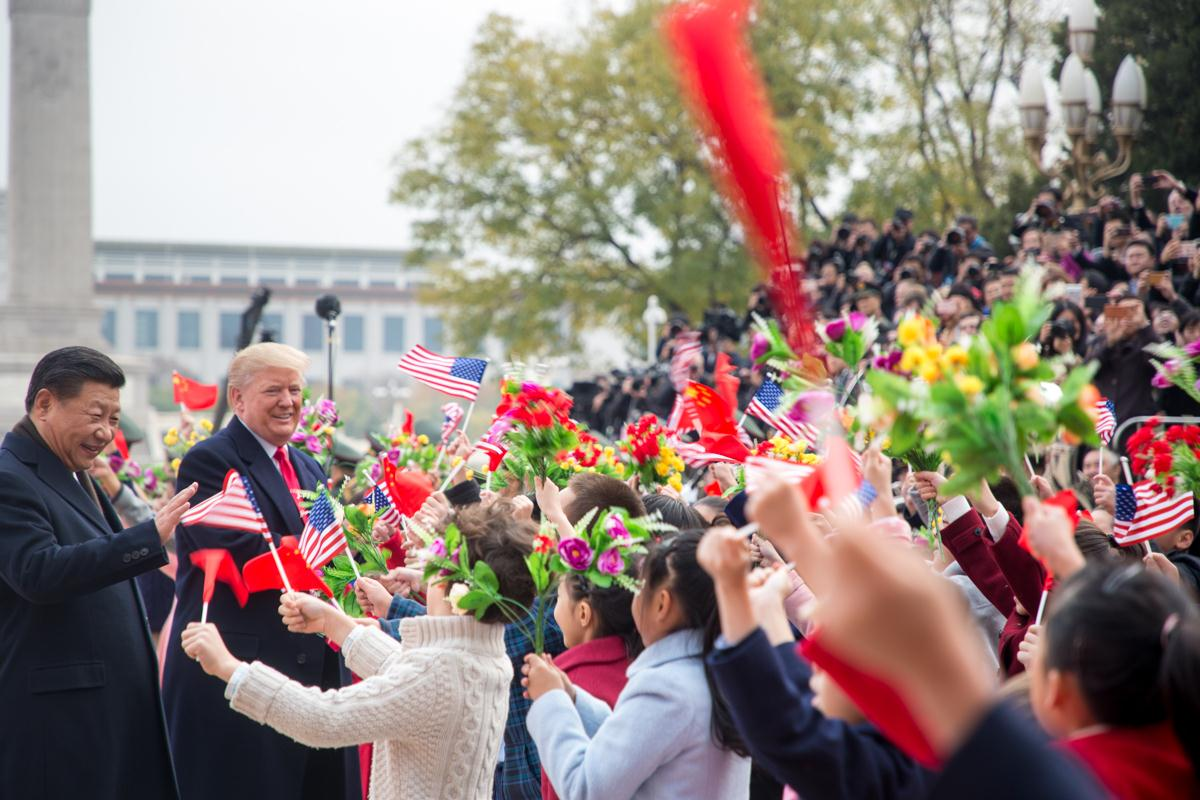
Tổng thống Trump đến Trung Quốc vào tháng 11 năm 2017

Vào ngày 4 tháng 1, trong chuyến thăm Nhật Bản, Bộ trưởng Quốc phòng Hoa Kỳ James Mattis đã tái khẳng định cam kết của Washington theo Hiệp ước Hợp tác và An ninh lẫn nhau giữa Hoa Kỳ và Nhật Bản để bảo vệ Nhật Bản, bao gồm Quần đảo Senkaku (Biển Hoa Đông). Trung Quốc.
Vào ngày 9 tháng 2, Trump đã nói chuyện với nhà lãnh đạo Trung Quốc Tập Cận Bình qua điện thoại thảo luận về một loạt các vấn đề; Trump được cho là đã lặp lại cam kết của Hoa Kỳ đối với chính sách hiện trạng 'một Trung Quốc'.
Nhà lãnh đạo tối cao Tập Cận Bình đã nhắc lại trước Tổng thống Trump, trong cuộc trò chuyện qua điện thoại giữa hai người vào ngày 3 tháng 7 năm 2017, rằng "quan hệ Trung Quốc-Hoa Kỳ đã có những tiến bộ lớn trong những ngày gần đây, nhưng họ cũng bị ảnh hưởng bởi một số yếu tố tiêu cực."  Theo "các yếu tố tiêu cực", Geng Shuang, phát ngôn viên của chính phủ Trung Quốc, đã giải thích trong một cuộc họp ngắn trên truyền hình: "Dưới cái cớ tự do hàng hải, phía Mỹ một lần nữa đưa tàu quân sự vào lãnh hải Tây Sa (Hoàng Sa) của Trung Quốc. Nó đã vi phạm luật pháp Trung Quốc và quốc tế, xâm phạm chủ quyền của Trung Quốc, và phá vỡ trật tự, hòa bình và an ninh của các vùng biển liên quan và đưa vào các cơ sở và nhân viên nguy hiểm trên các đảo Trung Quốc có liên quan. Đó là một sự khiêu khích chính trị và quân sự nghiêm trọng. Phía Trung Quốc rất không hài lòng và kiên quyết phản đối các hành động liên quan của Mỹ. " 
Vào ngày 8 tháng 11 năm 2017, Tổng thống Trump đã đến thăm Bắc Kinh như một phần của chuyến công du châu Á. Chủ đề chính của cuộc họp nhấn mạnh các vấn đề liên quan đến phi hạt nhân hóa trên bán đảo Triều Tiên bên cạnh việc ổn định quan hệ Trung Quốc Hoa Kỳ. Tổng thống Trump nhắc lại tầm quan trọng của sự phát triển thương mại giữa hai nước và tái khẳng định sự ủng hộ của Mỹ đối với chính sách Một Trung Quốc.   Tuy nhiên, theo Đạo luật An ninh Quốc gia mới nhất của Hoa Kỳ từ ngày 18 tháng 12 năm 2017, các tàu của Hải quân Hoa Kỳ có thể ghé cảng tại Đài Loan. Thực tế này phá vỡ luật "Một Trung Quốc", xem xét chính phủ Trung Quốc. Đại sứ Trung Quốc tại Hoa Kỳ Lee Kexin nói rằng "ngày mà bất kỳ tàu chiến nào của Mỹ cập cảng Cao Hùng Đài Loan, lực lượng CPLA sẽ thống nhất Trung Quốc".

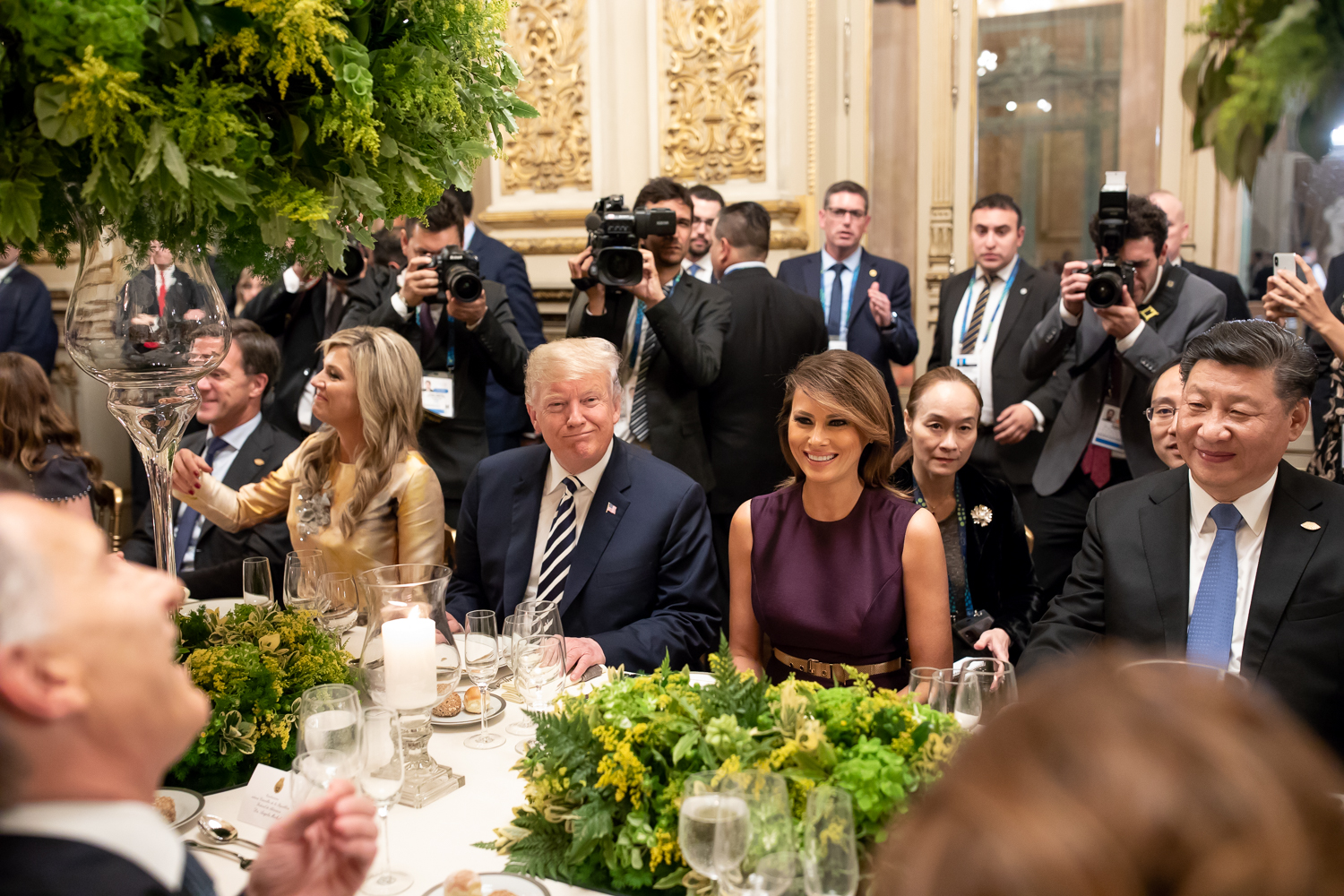
Trump và Tập Cận Bình tại hội nghị thượng đỉnh G20 Buenos Aires vào tháng 11 năm 2018

Vào ngày 13 tháng 3 năm 2018, Bộ trưởng Ngoại giao Hoa Kỳ, Rex Tillerson, nói: "Vẫn còn nhiều việc phải làm để nhìn rõ bản chất của mối quan hệ tương lai của chúng ta với Trung Quốc, hai nước sẽ đối phó với nhau như thế nào trong năm mươi năm tới và đảm bảo một thời kỳ thịnh vượng cho tất cả các dân tộc của chúng ta, không có xung đột giữa hai quốc gia rất hùng mạnh. " 
Trung Quốc đã thi hành thuế trừng phạt đối với 128 loại hàng hóa của Mỹ vào ngày 1 tháng 4 năm 2018 để trả đũa thuế an ninh quốc gia của Chính quyền Trump đối với hàng nhập khẩu thép và nhôm vào tháng trước. Phản ứng của Chính phủ Trung Quốc được đo lường, ảnh hưởng đến 3 tỷ đô la thương mại hàng năm hoặc khoảng 2% xuất khẩu hàng hóa của Hoa Kỳ sang Trung Quốc. Đến cuối tháng 9 năm 2018, Chính quyền Trump đã áp đặt mức thuế (tăng thuế 25%) đối với hàng hóa trị giá 250 tỷ USD của Trung Quốc, trong nỗ lực bù đắp sự mất cân bằng thương mại giữa hai nước.
Tăng thêm căng thẳng cho quan hệ Mỹ-Trung Quốc, Giám đốc tài chính của Huawei Mạnh Vãn Chu, con gái của người sáng lập của Huawei Nhậm Chính Phi, bị bắt tại Canada vào ngày 01 tháng 12 năm 2018 theo lệnh của chính quyền Mỹ. Thượng nghị sĩ Hoa Kỳ Ben Sasse cáo buộc Trung Quốc phá hoại lợi ích an ninh quốc gia của Mỹ, thường "sử dụng các thực thể khu vực tư nhân" để thông qua các lệnh trừng phạt của Mỹ đối với việc bán thiết bị viễn thông cho Iran.
Theo nhà phân tích chính trị, Andrew Leung, "Trung Quốc được coi là đối thủ và đối thủ của Hoa Kỳ", và sự trỗi dậy của Trung Quốc được coi là "mối đe dọa đối với trật tự thế giới được củng cố bởi sự thống trị của Mỹ hoặc các giá trị của Mỹ". Hơn nữa, ông tuyên bố rằng vụ bắt giữ CFO của Huawei vào ngày 1 tháng 12 năm 2018 tương ứng với cái chết đáng ngờ vào cùng ngày của một nhà vật lý lượng tử và nhà đầu tư mạo hiểm hàng đầu Trung Quốc tại Đại học Stanford, Giáo sư Shou-Cheng Zhang, người đã trên thị thực H-1B, làm phát sinh các thuyết âm mưu. Vào tháng 8 năm 2018, chính phủ Hoa Kỳ đã ký một bản cập nhật pháp luật cho Ủy ban Đầu tư nước ngoài tại Hoa Kỳ., Mở rộng sự giám sát của chính phủ để kiểm soát các khoản đầu tư của VC, và đặc biệt là do Trung Quốc tài trợ cho các công ty khởi nghiệp công nghệ Hoa Kỳ.

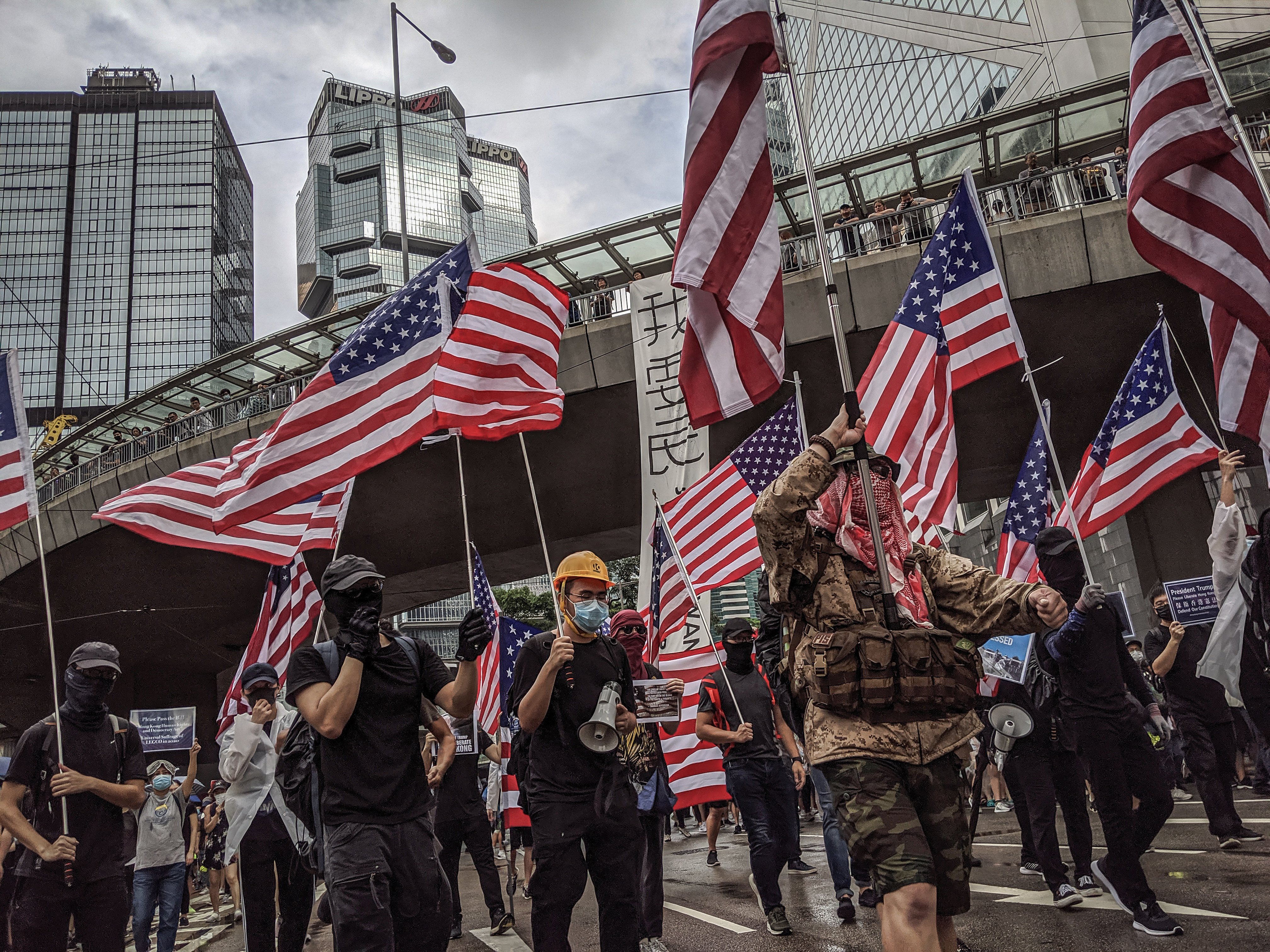
Các nhà lập pháp Hoa Kỳ từ cả hai đảng đã lên tiếng ủng hộ các cuộc biểu tình ủng hộ dân chủ Hồng Kông năm 2019

Vào ngày 11 tháng 7 năm 2019, trong một cuộc phỏng vấn với The Atlantic, Thứ trưởng Hoa Kỳ tại Trung Đông Michael Mulroy đã giải thích rằng Bộ Quốc phòng lo ngại về mong muốn của Trung Quốc làm xói mòn lợi thế quân sự của Hoa Kỳ, cũng như sự thúc đẩy của Trung Quốc trong việc tiếp cận và căn cứ, sử dụng kinh tế để đe dọa thông qua sáng kiến Một vành đai Một con đường (là một chiến dịch đầu tư cơ sở hạ tầng trên toàn thế giới) và trộm cắp công nghệ và sở hữu trí tuệ, mua lại và thâm nhập. Tiếp theo đó là lời khai của Tướng quân đội Hoa Kỳ Mark Milley trong phiên điều trần xác nhận Thượng viện của ông để trở thành Chủ tịch tiếp theo của Tham mưu trưởng liên quân, nơi ông nói rằng Trung Quốc là thách thức chính của Hoa Kỳ và họ đang vượt qua Hoa Kỳ trong nghiên cứu, phát triển và mua sắm.
Đến tháng 9 năm 2019, do tranh chấp thương mại đang diễn ra giữa Hoa Kỳ và Trung Quốc, Trung Quốc đã giảm từ vị trí thứ nhất xuống thứ ba, sau Mexico và Canada, với tư cách là đối tác thương mại hàng đầu của Mỹ.

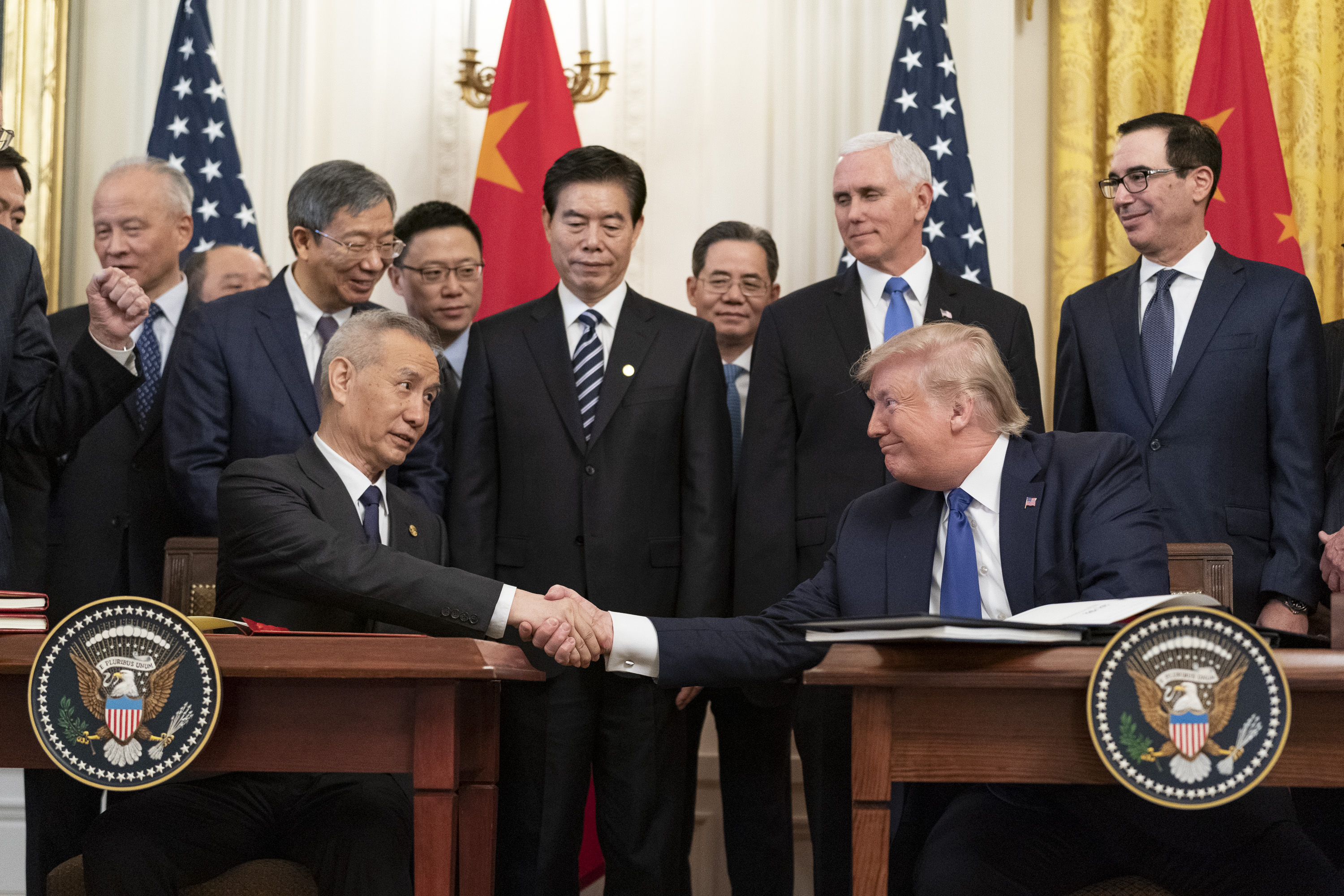
Tổng thống Donald Trump và Phó Thủ tướng Lưu Hạc ký Thỏa thuận thương mại giai đoạn một vào tháng 1 năm 2020

Cả hai bên đã ký thỏa thuận thương mại Giai đoạn 1 của Hoa Kỳ vào ngày 15 tháng 1. Không giống như các hiệp định thương mại khác, thỏa thuận không dựa vào trọng tài thông qua một tổ chức liên chính phủ như Tổ chức Thương mại Thế giới, mà thông qua cơ chế song phương.

### Suy thoái nhanh chóng
Mối quan hệ Mỹ-Trung đang đối mặt với thách thức khó khăn nhất trong bốn mươi năm kể từ khi hai nước thiết lập quan hệ ngoại giao. Xu hướng hiện nay cho thấy mối quan hệ ngày càng xấu đi trong thời gian dài, với những hậu quả ngày càng bất lợi cho tất cả các chủ thể tham gia. Cụ thể, Bắc Kinh và Washington đang chuyển từ mối quan hệ đôi khi gây tranh cãi nhưng đôi bên cùng có lợi sang một tập hợp tương tác ngày càng đối nghịch, phá hoại lẫn nhau. Các lực lượng, lợi ích và niềm tin tích cực và lạc quan thường xuyên duy trì trong nhiều thập kỷ đang nhường chỗ cho sự bi quan không đáng có, sự thù địch và tư duy không tổng hợp trong hầu hết mọi lĩnh vực tham gia.
Theo hai chuyên gia về quan hệ Mỹ-Trung, Giáo sư Rosemary Foot tại Đại học Oxford và Giảng viên cao cấp Amy King tại Đại học Quốc gia Úc, sự đồng thuận của các chuyên gia là:
Mối quan hệ bắt đầu xấu đi trong thập kỷ thứ hai của thế kỷ 21, và chính quyền Trump đã đẩy nhanh sự xuống cấp. Một số yếu tố liên quan đến những thay đổi về nhân sự chính thức ở cả Hoa Kỳ và Trung Quốc, một số khác về sự thay đổi và quyền lực tương đối giữa hai nước sau cuộc khủng hoảng tài chính toàn cầu 2007 20072008, và những người khác quyết tâm cải cách các thể chế quản trị toàn cầu và của Trung Quốc đóng nhiều vai trò lãnh đạo toàn cầu.
Foot and King nhấn mạnh những nỗ lực tích cực của Trung Quốc trong việc phát triển các công nghệ tiên tiến với ý nghĩa quân sự và thương mại quan trọng, trong khi Hoa Kỳ thấy cần phải tự bảo vệ mình một cách quyết liệt trước hành vi trộm cắp công nghệ.
Theo giáo sư kinh tế Hồng Kông Lawrence J. Lau, một nguyên nhân chính của sự suy thoái là cuộc chiến ngày càng lớn giữa Trung Quốc và Mỹ để thống trị kinh tế và công nghệ toàn cầu. Tổng quát hơn, ông lập luận: "Đó cũng là sự phản ánh sự trỗi dậy của chủ nghĩa dân túy, chủ nghĩa cô lập, chủ nghĩa dân tộc và chủ nghĩa bảo hộ ở hầu hết mọi nơi trên thế giới, kể cả ở Mỹ." 
Theo cách tiếp cận cứng rắn này với Trung Quốc, năm 2019, một báo cáo của Ủy ban đánh giá kinh tế và an ninh Mỹ-Trung đề nghị mọi người nên ngừng gọi nhà lãnh đạo Trung Quốc Tập Cận Bình bằng chức danh " Chủ tịch ", dưới sự lãnh đạo độc đảng của ông Tập và thay vào đó sử dụng thuật ngữ Tổng Bí thư của Đảng Cộng sản Trung Quốc.
Vào ngày 18 tháng 2 năm 2020, chính phủ Hoa Kỳ tuyên bố năm công ty truyền thông Trung Quốc  sẽ chỉ định "các nhiệm vụ nước ngoài", yêu cầu họ phải đăng ký hợp pháp với chính phủ Hoa Kỳ với tư cách là một thực thể chính phủ nước ngoài. Trung Quốc, cùng tháng đó, đã hành động chống lại ba nhà báo Mỹ với Tạp chí Phố Wall bằng cách thu hồi thông tin báo chí của họ về một cột ý kiến coronavirus mà bài báo của họ đã chạy. Theo Trung Quốc, chuyên mục phân biệt chủng tộc và bôi nhọ. Vào ngày 18 tháng 3, Trung Quốc tuyên bố trục xuất các nhà báo Mỹ làm việc cho tờ New York Times, Wall Street Journal và The Washington Post, nói rằng việc trục xuất là "trên tinh thần có đi có lại" đối với chỉ định "sứ mệnh nước ngoài" của Hoa Kỳ trong năm hãng truyền thông Trung Quốc. Vào ngày 8 tháng 5, Hoa Kỳ chuyển công dân Trung Quốc tại các cửa hàng tin tức không phải của Mỹ từ thị thực làm việc kết thúc mở, chuyển sang thị thực làm việc 90 ngày có thể gia hạn.
Người Mỹ, đặc biệt là cử tri Cộng hòa lớn tuổi, đã có cái nhìn ngày càng tiêu cực về Trung Quốc và Tập Cận Bình trong đại dịch COVID-19, bày tỏ mối quan tâm về kinh tế, nhân quyền và môi trường.
Đến tháng 5 năm 2020, các mối quan hệ đã đạt đến một mức thấp mới vì cả hai bên đều cáo buộc bên kia có tội về dịch coronavirus trên toàn thế giới. Washington đã huy động một chiến dịch điều tra, truy tố và hạn chế xuất khẩu. Trong khi đó, Bắc Kinh đã đẩy mạnh các hoạt động quân sự ở Biển Đông gây tranh cãi và đưa ra các đơn tố cáo của Ngoại trưởng Mỹ Mike Pompeo và công khai suy đoán rằng quân đội Mỹ đã cố tình giải phóng virus ở Trung Quốc. Trong ngày càng tăng, vào ngày 15 tháng 5 năm 2020, Hoa Kỳ đã chặn các lô hàng bán dẫn cho Huawei, trong khi đó, Trung Quốc, đã đe dọa sẽ đưa Apple, Boeing và các công ty khác của Mỹ vào danh sách "các thực thể không đáng tin cậy", và đã đổ lỗi cho chính phủ Hoa Kỳ sử dụng quyền lực nhà nước dưới cái gọi là lý do an ninh quốc gia, và lạm dụng các biện pháp kiểm soát xuất khẩu để liên tục đàn áp và kiềm chế các doanh nghiệp cụ thể của các quốc gia khác. Orville Schell, giám đốc Trung tâm Quan hệ Mỹ-Trung tại Hiệp hội Châu Á, đã tóm tắt tình huống như sau: "Hậu quả của sự đổ vỡ trong quan hệ Mỹ-Trung sẽ rất nghiêm trọng đối với thế giới và nền kinh tế toàn cầu bởi vì khả năng Mỹ và Trung Quốc hợp tác với nhau là yếu tố then chốt của toàn bộ kiến trúc toàn cầu hóa và thương mại toàn cầu. Khi đổ vỡ xảy ra, sẽ có một sự xáo trộn rất lớn. " 
Các cuộc thăm dò của Mỹ cho thấy công chúng Mỹ có quan điểm ngày càng tiêu cực về Trung Quốc.
Ngày 7 tháng 7 năm 2020, Ngoai trưởng Mike Pompeo chính thức công bố, lệnh cấm du hành đến Mỹ. Lệnh hạn chế, hoặc ngăn chặn hoàn toàn đối với các giới chức Trung quốc, Theo ông Pompeo đây là một lệnh trừng phạt với các quan chức Trung quốc vì lý do, chính quyền Trung quốc cấm du khách tiếp cận khu vực Tân cương Tây tạng. Ngày 22 tháng 7 năm 2020, chính phủ Mỹ lênh cho đóng cửa văn phòng ngoại giao của Trung Quốc tại Hoa Kỳ vì một vụ cháy nhỏ tại văn phòng. Có những đồn đoán cho rằng các nhân viên ngoại giao của Trung Quốc đã dùng lữa để thiêu hủy các tài liệu mật.

## Các vấn đề quan trọng

### Chi tiêu và kế hoạch quân sự

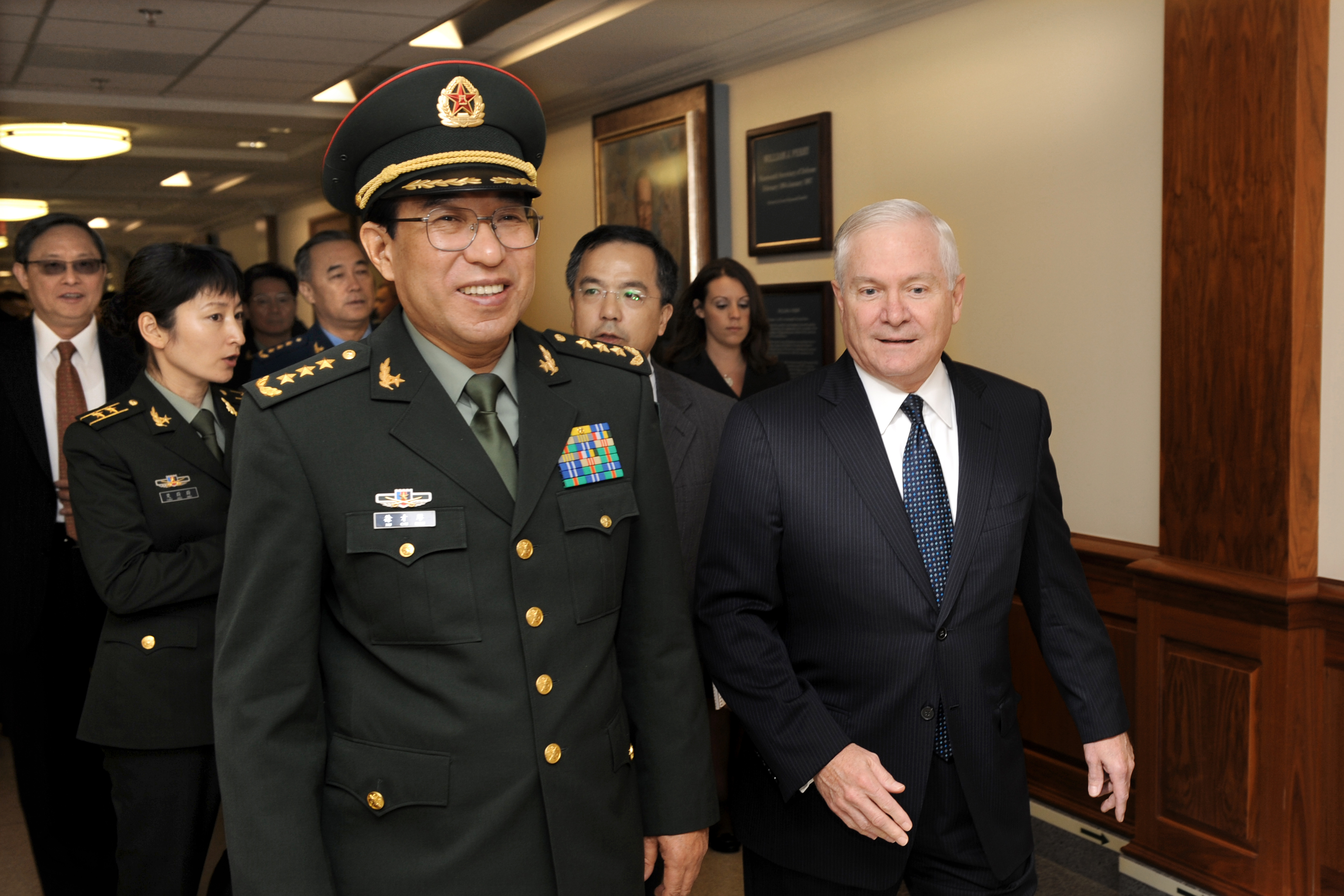
Tướng Từ Tài Hậu của Quân đội Giải phóng Nhân dân Trung Quốc và Bộ trưởng Quốc phòng Hoa Kỳ Robert Gates tại Lầu năm góc

Ngân sách quân sự của Trung Quốc thường được nhắc đến như một mối đe dọa của nhiều người, bao gồm cả Đội Xanh. Đầu tư của Trung Quốc vào quân đội đang tăng nhanh. Hoa Kỳ, cùng với các nhà phân tích độc lập, vẫn tin rằng Trung Quốc che giấu mức độ thực sự của chi tiêu quân sự. Theo chính phủ của mình, Trung Quốc đã chi 45 tỷ đô la cho quốc phòng trong năm 2007  Ngược lại, Hoa Kỳ có ngân sách 623 tỷ đô la cho quân đội năm 2008, nhiều hơn 123 tỷ đô la so với ngân sách quân sự kết hợp của tất cả các quốc gia khác trên thế giới. Một số ước tính rất rộng của Hoa Kỳ duy trì rằng quân đội Trung Quốc chi từ 85 đến 125 tỷ đô la. Theo số liệu chính thức, Trung Quốc đã chi 123 triệu đô la cho quốc phòng mỗi ngày trong năm 2007. So sánh, Hoa Kỳ đã chi 1,7 tỷ đô la (1.660 triệu đô la) mỗi ngày trong năm đó.
Những lo ngại về ngân sách quân sự Trung Quốc có thể xuất phát từ lo ngại của Hoa Kỳ rằng Trung Quốc đang cố đe dọa các nước láng giềng hoặc thách thức Hoa Kỳ. Những lo ngại đã được đặt ra rằng Trung Quốc đang phát triển một căn cứ hải quân lớn gần Biển Đông và đã chuyển các nguồn lực từ Lực lượng Mặt đất Quân đội Giải phóng Nhân dân sang Hải quân Quân Giải phóng Nhân dân và phát triển lực lượng không quân và tên lửa.
Andrew Scobell đã viết rằng dưới thời Chủ tịch Hồ Cẩm Đào, sự kiểm soát dân sự khách quan và sự giám sát của PLA dường như được áp dụng một cách yếu ớt.
Vào ngày 27 tháng 10 năm 2009, Bộ trưởng Quốc phòng Hoa Kỳ Robert Gates đã ca ngợi các bước mà Trung Quốc đã thực hiện để tăng tính minh bạch trong chi tiêu quốc phòng. Tuy nhiên, vào tháng 6 năm 2010, ông nói rằng quân đội Trung Quốc đang chống lại các nỗ lực cải thiện quan hệ quân sự với quân đội Hoa Kỳ. Gates cũng nói rằng Hoa Kỳ sẽ "khẳng định quyền tự do hàng hải" để đáp lại những phàn nàn của Trung Quốc về việc triển khai của Hải quân Hoa Kỳ ở vùng biển quốc tế gần Trung Quốc. Đô đốc Michael Mullen nói rằng Hoa Kỳ đã tìm kiếm mối quan hệ quân sự chặt chẽ hơn với Trung Quốc nhưng sẽ tiếp tục hoạt động ở phía tây Thái Bình Dương.
Một báo cáo gần đây tuyên bố rằng năm trong số sáu căn cứ của Không quân Hoa Kỳ trong khu vực có khả năng dễ bị tổn thương trước tên lửa của Trung Quốc, và nó kêu gọi tăng cường phòng thủ.
Trong khi đó, Bản tin của các nhà khoa học nguyên tử viết trong một báo cáo năm 2010 rằng Trung Quốc tiếp tục đầu tư vào hiện đại hóa lực lượng hạt nhân của họ bởi vì họ nhận thấy rằng lực lượng răn đe của họ dễ bị tổn thương trước khả năng của Mỹ và việc cải thiện hơn nữa trong phòng thủ tên lửa của Mỹ sẽ thúc đẩy chi tiêu của Trung Quốc trong lĩnh vực đó.

Yêu sách lãnh thổ ở Biển Đông

Bộ trưởng Quốc phòng Trung Quốc Liang Guanglie nói rằng Trung Quốc chậm hơn Hoa Kỳ 20 năm về công nghệ quân sự.
Viện nghiên cứu chiến lược quốc tế, trong một báo cáo năm 2011, lập luận rằng nếu xu hướng chi tiêu tiếp tục, Trung Quốc sẽ đạt được sự bình đẳng quân sự với Hoa Kỳ trong 15-20 năm.
Trung Quốc và Hoa Kỳ đã được mô tả là tham gia vào một cuộc đua công nghệ quân sự. Việc Trung Quốc mở rộng và phát triển vũ khí mới đã bị đe dọa đến mức gây ra kế hoạch rút quân của Hoa Kỳ khỏi gần Trung Quốc, phân tán các căn cứ của Hoa Kỳ trong khu vực và phát triển các hệ thống vũ khí mới khác nhau.    Trung Quốc cũng đang phát triển năng lực tấn công các vệ tinh và cho chiến tranh mạng.
Năm 2012, có thông tin rằng Hoa Kỳ sẽ mời một nhóm các nhà logistic cao cấp của Trung Quốc thảo luận về khả năng thỏa thuận hợp tác hậu cần đầu tiên giữa hai nước.
Giáo sư James R. Holmes, chuyên gia về Trung Quốc tại Đại học Chiến tranh Hải quân Hoa Kỳ, đã nói rằng các khoản đầu tư của Trung Quốc vào một cuộc xung đột tiềm năng trong tương lai gần với Hoa Kỳ hơn là lần đầu tiên xuất hiện vì Trung Quốc chi tiêu quá mức, cơ cấu giá nội bộ của hai nước là khác nhau, và Trung Quốc chỉ cần tập trung vào lực lượng quân sự phóng ra một khoảng cách ngắn từ bờ biển của họ. Sự cân bằng có thể chuyển sang lợi thế cho Trung Quốc rất nhanh nếu họ tiếp tục tăng trưởng hai con số hàng năm, và Mỹ và các đồng minh đã giảm tăng trưởng.
Theo lý thuyết chuyển đổi quyền lực, ý tưởng cho rằng "các cuộc chiến có xu hướng nổ ra... khi quỹ đạo đi lên của một cường quốc đang tiến gần đến giao cắt với quỹ đạo đi xuống của một cường quốc đang suy giảm", một số người đã lập luận rằng xung đột giữa Trung Quốc, đang nổi lên như một quyền lực mới, và Hoa Kỳ, siêu cường hiện tại, là không thể tránh khỏi.

### Tranh giành ảnh hưởng ở châu Á
Sự gia tăng kinh tế của Trung Quốc đã dẫn đến một số xích mích chính trị địa lý giữa Mỹ và Trung Quốc ở Đông Á. Ví dụ, để đáp lại phản ứng của Trung Quốc đối với vụ pháo kích Yeonpyeong của Triều Tiên, "Washington đang chuyển sang xác định lại mối quan hệ với Hàn Quốc và Nhật Bản, có khả năng tạo ra một khối chống Trung Quốc ở Đông Bắc Á mà các quan chức nói rằng họ không muốn nhưng có thể cần."  Chính phủ Trung Quốc lo ngại một âm mưu của Mỹ nhằm bao vây nước này.
Trung Quốc và Mỹ gần đây đã có các nỗ lực cạnh tranh để có được ảnh hưởng trong thương mại và phát triển châu Á. Năm 2015, Trung Quốc đã lãnh đạo việc thành lập Ngân hàng Đầu tư Cơ sở hạ tầng châu Á với mục tiêu tài trợ cho các dự án sẽ thúc đẩy sự phát triển của các nền kinh tế châu Á cấp thấp hơn, do đó tạo điều kiện cho mối quan hệ kinh tế được cải thiện trong khu vực. Có ý kiến cho rằng Hoa Kỳ coi AIIB là một thách thức đối với Ngân hàng Phát triển Châu Á và Ngân hàng Thế giới do Mỹ hậu thuẫn và coi nỗ lực của Trung Quốc là một nỗ lực nhằm đưa ra chương trình nghị sự kinh tế toàn cầu về các điều khoản sẽ được Trung Quốc xây dựng chính quyền. Chính quyền Obama dẫn đầu một nỗ lực ban hành Thỏa thuận đối tác xuyên Thái Bình Dương, một hiệp ước thương mại đa phương giữa một số quốc gia Vành đai Thái Bình Dương, ngoại trừ Trung Quốc. Theo Đại diện Thương mại Hoa Kỳ, thỏa thuận này được thiết kế để thúc đẩy tăng trưởng kinh tế; hỗ trợ tạo và duy trì việc làm; tăng cường đổi mới, năng suất và khả năng cạnh tranh; nâng cao mức sống; giảm nghèo ở các nước ký kết; và thúc đẩy tính minh bạch, quản trị tốt và tăng cường bảo vệ lao động và môi trường. "  Thỏa thuận đã bị đình chỉ sau khi Mỹ rút khỏi thỏa thuận vào ngày 23 tháng 1 năm 2017. Những nỗ lực này là một trong những nỗ lực của cả Mỹ và Trung Quốc nhằm tăng cường ảnh hưởng của họ đối với châu Á-Thái Bình Dương bằng cách tăng cường quan hệ kinh tế trong khu vực.
Theo một bài báo đăng trên Jura Gentium, Tạp chí Triết học về Luật quốc tế và Chính trị toàn cầu, có một "Phạm vi ảnh hưởng mới 2"  được định hình chủ yếu bởi Trung Quốc và Hoa Kỳ. Ngay cả trên phương tiện truyền thông xã hội, nếu các sự kiện và cuộc sống hàng ngày của phương Tây, Nhật Bản và Hàn Quốc được liên kết thông qua Facebook, các thói quen và phong tục của Trung Quốc và Mỹ bị ngắt kết nối do thiếu chia sẻ trên phương tiện truyền thông xã hội.    Chiến lược đó để tránh ảnh hưởng của Mỹ từ các mạng xã hội được chính phủ Trung Quốc bảo tồn.
Để đối phó với các cuộc tấn công bằng máy bay không người lái của Mỹ nhằm vào các chiến binh ở khu vực biên giới của Pakistan trong thời gian của chính quyền Obama, Trung Quốc đã cung cấp thêm máy bay chiến đấu cho Pakistan.
Các quốc gia ở Đông Nam Á đã đáp trả yêu sách của Trung Quốc đối với các vùng biển bằng cách tìm kiếm mối quan hệ gần gũi hơn với Hoa Kỳ. Bộ trưởng Quốc phòng Mỹ Leon Panetta nói rằng bất chấp áp lực ngân sách, Hoa Kỳ sẽ mở rộng ảnh hưởng trong khu vực để chống lại sự tập trung của quân đội Trung Quốc.
Vào ngày 7 tháng 6 năm 2013, Denny Roy, một thành viên cao cấp tại Trung tâm East East West ở Honolulu, đã lập luận trên tờ The Diplomat rằng Hoa Kỳ và Trung Quốc phải ngừng phấn đấu để tin tưởng mà thay vào đó nhấn mạnh vào việc xác minh: hòa bình được xây dựng trên tiền đề rằng những nghi ngờ giữa Trung Quốc và Mỹ là không có cơ sở và sẽ bốc hơi với cuộc đối thoại ngày càng sâu sắc hơn. Thật không may, tuy nhiên, ít nhất một số trong những nghi ngờ này đều được khẳng định."  Liệu luật pháp quốc tế có nên chi phối các vấn đề khu vực ở châu Á hay không, liệu Trung Quốc có được phép đưa ra yêu sách chủ quyền mở rộng hay không, và vai trò chiến lược trong tương lai của Hàn Quốc và Nhật Bản là những vấn đề mà Roy coi là không thể hòa giải giữa Trung Quốc và Mỹ  và vì vậy niềm tin chiến lược là không thể đạt được. "Hai nước nên cố gắng quản lý căng thẳng chiến lược song phương không thể tránh khỏi của họ bằng cách đạt được các thỏa thuận trong đó cả hai đều thấy lợi ích và sự tuân thủ có thể đo lường được... đối với các đối thủ vốn có và đối thủ tiềm tàng, sự nhấn mạnh thuộc về 'xác minh,' không 'tin tưởng'. " 
Trong bối cảnh quan hệ Mỹ-Trung, một ứng dụng tiềm năng của MAR sẽ là Hoa Kỳ cam kết không chuyển lực lượng của mình sang Bắc Triều Tiên trong trường hợp sụp đổ chế độ, có thể được thực hiện theo cam kết từ Trung Quốc sẽ không chuyển quân sang Khu phi quân sự nếu việc đó xảy ra.

### Chiến tranh trên mạng và phá hoại bầu cử
Bộ Tư pháp Hoa Kỳ điều tra các hoạt động gây quỹ đã phát hiện bằng chứng cho thấy các đặc vụ Trung Quốc tìm cách đóng góp trực tiếp từ các nguồn nước ngoài cho Ủy ban Quốc gia Dân chủ (DNC) trước chiến dịch tranh cử tổng thống năm 1996. Đại sứ quán Trung Quốc tại Washington, DC, được sử dụng để phối hợp đóng góp cho DNC.
Vào năm 2014, tin tặc Trung Quốc đã hack hệ thống máy tính của Văn phòng Quản lý Nhân sự Hoa Kỳ, dẫn đến việc đánh cắp khoảng 22 triệu hồ sơ nhân sự đã được xử lý bởi văn phòng. Cựu giám đốc FBI James Comey tuyên bố: "Đó là một vấn đề rất lớn từ góc độ an ninh quốc gia và từ góc độ phản gián. Đó là một kho tàng thông tin về tất cả những người đã làm việc, cố gắng làm việc hoặc làm việc cho chính phủ Hoa Kỳ. " 
Vào tháng 10 năm 2018, Ủy ban Chính phủ và An ninh nội địa Thượng viện đã tổ chức một phiên điều trần về mối đe dọa đối với Hoa Kỳ do Trung Quốc đặt ra. Trước phiên điều trần, Bloomberg đã phát hành một bài báo tuyên bố rằng Trung Quốc đang nhúng công nghệ vào các vi mạch được gửi tới Mỹ để thu thập dữ liệu về người tiêu dùng Mỹ. Tuy nhiên, cả Giám đốc FBI Christopher Wray và Bộ trưởng An ninh Nội địa Kirstjen Nielsen đều từ chối xác nhận tuyên bố đó. Nielsen nói rằng Trung Quốc đã trở thành một mối đe dọa lớn đối với Hoa Kỳ và cũng xác nhận, trong câu trả lời cho câu hỏi của thượng nghị sĩ, rằng Trung Quốc đang cố gắng gây ảnh hưởng đến cuộc bầu cử của Hoa Kỳ.

### COVID-19
Liên quan đến tác động của đại dịch COVID-19 đối với chính trị, một số quan chức Trung Quốc, bao gồm Zhao Lijian, đã bác bỏ một sự thừa nhận trước đó về sự bùng phát coronavirus bắt đầu ở Vũ Hán, ủng hộ các thuyết âm mưu rằng virus này có nguồn gốc từ Mỹ hoặc Ý. Chính phủ Hoa Kỳ đã gọi coronavirus là "virus Trung Quốc" hay "virus Vũ Hán", bị chỉ trích là phân biệt chủng tộc  và "đánh lạc hướng [thất bại] khỏi sự thất bại của chính quyền trong việc ngăn chặn căn bệnh này". Daily Beast có được một dây cáp của chính phủ Hoa Kỳ phác thảo một chiến lược truyền thông với nguồn gốc rõ ràng trong Hội đồng An ninh Quốc gia, được trích dẫn là "Mọi thứ đều là về Trung Quốc. Chúng tôi được yêu cầu thử và đưa tin nhắn này ra bằng mọi cách có thể ". Nhiều cơ quan gián điệp Mỹ đã bị chính quyền Trump gây áp lực phải tìm kiếm thông tin tình báo ủng hộ các thuyết âm mưu liên quan đến nguồn gốc của virus ở Trung Quốc.
Cộng đồng tình báo Hoa Kỳ nói rằng Trung Quốc cố tình báo cáo số lượng các trường hợp nhiễm coronavirus, không có bằng chứng được đưa ra. Một số cơ quan như Politico và Chính sách đối ngoại đã nói rằng những nỗ lực của Trung Quốc trong việc gửi viện trợ cho các quốc gia bị nhiễm virus là một phần trong nỗ lực tuyên truyền cho ảnh hưởng toàn cầu. Người đứng đầu chính sách đối ngoại của EU Josep Borrell cảnh báo có "một thành phần chính trị địa lý bao gồm một cuộc đấu tranh để gây ảnh hưởng thông qua việc quay vòng và" chính trị của sự hào phóng ". Borrell cũng cho biết "Trung Quốc đang ráo riết đẩy mạnh thông điệp rằng, không giống như Mỹ, đây là một đối tác có trách nhiệm và đáng tin cậy". Trung Quốc cũng kêu gọi Hoa Kỳ dỡ bỏ lệnh trừng phạt từ Syria, Venezuela  và Iran, trong khi báo cáo gửi viện trợ cho hai nước sau. Việc Jack Ma tặng 100.000 khẩu trang cho Cuba đã bị chặn bởi lệnh trừng phạt của Mỹ vào ngày 3   Tháng Tư. Chính quyền Hoa Kỳ cũng đã chuyển hướng viện trợ cho các quốc gia khác sang đất nước của họ. Cũng có những tranh chấp liên quan đến khẩu trang được báo cáo giữa các quốc gia khác, bao gồm Úc, Áo, Đức, Hà Lan, Thụy Sĩ, Thổ Nhĩ Kỳ, Cộng hòa Séc và Ý.

### Nhân quyền

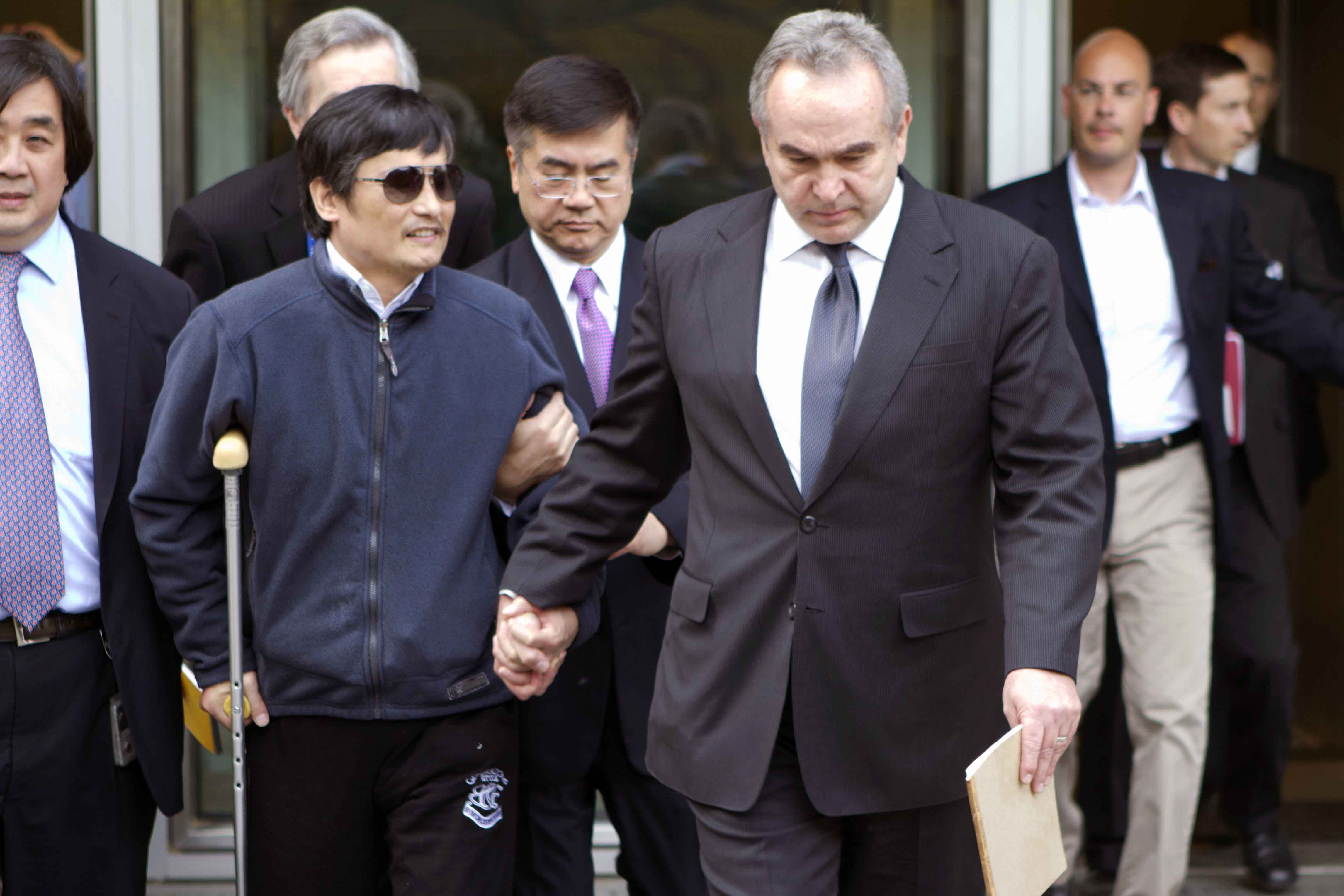
Nhà hoạt động dân quyền Chen Guangcheng (trái) với cựu Đại sứ Hoa Kỳ tại Trung Quốc Gary Locke (giữa) và cựu Trợ lý Ngoại trưởng Hoa Kỳ về các vấn đề Đông Á và Thái Bình Dương Kurt M. Campbell (phải) tại Đại sứ quán Hoa Kỳ tại Bắc Kinh vào ngày 1 tháng 5 năm 2012

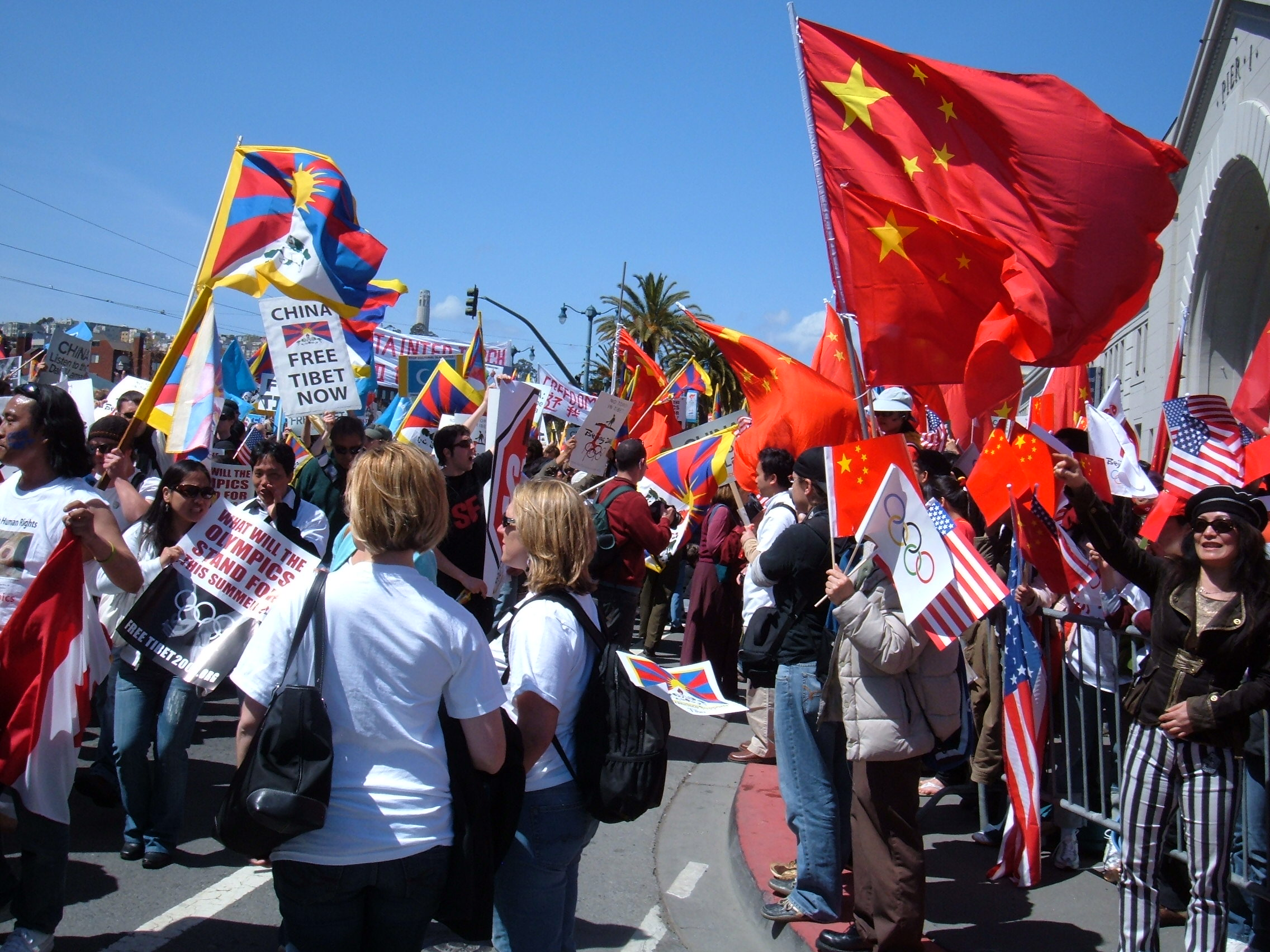
Những người biểu tình ủng hộ Tây Tạng tiếp xúc với những người biểu tình thân Trung Quốc ở San Francisco

Năm 2003, Hoa Kỳ tuyên bố rằng mặc dù có một số động lực tích cực trong năm đó và những dấu hiệu lớn hơn cho thấy Cộng hòa Nhân dân Trung Hoa sẵn sàng tham gia với Hoa Kỳ và những người khác về nhân quyền, vẫn có sự sụp đổ nghiêm trọng. Về nguyên tắc, Trung Quốc đã thừa nhận tầm quan trọng của việc bảo vệ quyền con người và tuyên bố đã thực hiện các bước để đưa các hoạt động nhân quyền của chính mình tuân thủ các quy tắc quốc tế. Trong số các bước đó là việc ký kết Công ước quốc tế về các quyền kinh tế, xã hội và văn hóa vào tháng 10 năm 1997, đã được phê chuẩn vào tháng 3 năm 2001 và việc ký kết Công ước quốc tế về các quyền dân sự và chính trị vào tháng 10 năm 1998, chưa được phê chuẩn. Năm 2002, Trung Quốc đã thả một số lượng đáng kể tù nhân chính trị và tôn giáo và đồng ý tương tác với các chuyên gia của Liên Hợp Quốc về tra tấn, giam giữ tùy tiện và tôn giáo. Tuy nhiên, các nhóm nhân quyền quốc tế khẳng định rằng hầu như không có bất kỳ động thái nào đối với những lời hứa đó,    với nhiều người đã bị bắt vì các tội tương tự kể từ đó. Các nhóm này cho rằng Trung Quốc vẫn còn một chặng đường dài để thiết lập loại thay đổi hệ thống cơ bản sẽ bảo vệ quyền và tự do của tất cả công dân ở Trung Quốc đại lục. Bộ Ngoại giao Hoa Kỳ công bố báo cáo thường niên về quyền con người trên toàn thế giới, bao gồm đánh giá hồ sơ nhân quyền của Trung Quốc.
Trong một quyết định bị chỉ trích bởi các nhóm nhân quyền, Bộ Ngoại giao Hoa Kỳ đã không liệt kê Trung Quốc là một trong những người vi phạm nhân quyền tồi tệ nhất thế giới trong báo cáo năm 2007 về các hoạt động nhân quyền ở các quốc gia và khu vực bên ngoài Hoa Kỳ. Tuy nhiên, trợ lý thư ký của Cục Dân chủ, Nhân quyền và Lao động của Bộ Ngoại giao Jonathan D. Farrar tuyên bố rằng hồ sơ nhân quyền tổng thể của Trung Quốc năm 2007 vẫn còn kém.
Từ năm 1998, Trung Quốc hàng năm đã xuất bản Sách trắng liệt kê chi tiết các hành vi vi phạm nhân quyền của Hoa Kỳ  và từ năm 2005 cũng đã xuất bản Sách trắng về hệ thống chính trị và tiến bộ dân chủ của chính mình.
Vào ngày 27 tháng 2 năm 2014, Hoa Kỳ đã công bố báo cáo Trung Quốc về thực hành nhân quyền năm 2013, theo tóm tắt điều hành của nó, mô tả Trung Quốc là một quốc gia độc đoán và là nơi mà sự đàn áp và ép buộc là thường xuyên. Vào ngày 28 tháng 2 năm 2014, Trung Quốc đã công bố một báo cáo về quyền con người ở Hoa Kỳ, trong đó trích dẫn: mặc dù có một nền kinh tế sôi động, sự giám sát đối với công dân của chính họ, ngược đãi tù nhân, bạo lực súng đạn và vô gia cư đều là các vấn đề quan trọng.
Sự chỉ trích của Hoa Kỳ về Trung Quốc về quyền con người, đặc biệt là về vấn đề trại cải tạo Tân Cương, đã mở rộng đáng kể vào cuối năm 2018 và năm 2019. Vào tháng 3 năm 2019, Ngoại trưởng Hoa Kỳ Mike Pompeo đã gián tiếp so sánh Trung Quốc với Đức Quốc xã bằng cách nói rằng việc bắt nhốt các nhóm thiểu số Hồi giáo vào các trại tập trung đã không được nhìn thấy "kể từ những năm 1930". Vào tháng 5 năm 2019, chính phủ Hoa Kỳ đã cáo buộc Trung Quốc đưa người Duy Ngô Nhĩ vào " trại tập trung ". Chính phủ Hoa Kỳ cũng đã xem xét xử phạt các quan chức Trung Quốc liên quan đến các trại này, bao gồm Trần Toàn Quốc, Bí thư Đảng Cộng sản Tân Cương và một thành viên của Bộ Chính trị khóa 19 của Đảng Cộng sản Trung Quốc mặc dù chưa có thành viên Bộ Chính trị Trung Quốc nào bị chính phủ Hoa Kỳ trừng phạt. Vào tháng 7 năm 2019, Phó Tổng thống Mike Pence đã cáo buộc Trung Quốc đàn áp các Kitô hữu, Hồi giáo và Phật giáo.
Vào ngày 4 tháng 10 năm 2019, tổng giám đốc của Houston Rockets, Daryl Morey, đã đưa ra một tweet ủng hộ các cuộc biểu tình ở Hồng Kông năm 2019. Tweet của Morey dẫn đến việc Hiệp hội Bóng rổ Trung Quốc đình chỉ mối quan hệ với Houston Rockets và đưa ra tuyên bố không hài lòng từ văn phòng lãnh sự quán Trung Quốc tại Houston. Vào ngày 6 tháng 10, cả Morey và NBA đã đưa ra các tuyên bố riêng biệt đề cập đến tweet gốc. Morey nói rằng anh ấy không bao giờ có ý định tweet của mình để gây ra bất kỳ hành vi phạm tội nào, và NBA nói rằng tweet này là "Đáng tiếc". Các nhà phê bình đã so sánh vụ việc với tập phim " Band in China " ngày 2 tháng 10 ở South Park, trong đó nhại lại sự tự kiểm duyệt của ngành công nghiệp giải trí Mỹ để đáp ứng yêu cầu kiểm duyệt của Trung Quốc. Các phương tiện truyền thông Trung Quốc, bao gồm Đảng Cộng sản Trung Quốc - Nhân dân Nhật báo, đã mô tả các tuyên bố của Morey và NBA là không phải là xin lỗi và không thể chấp nhận vì chúng không chứa từ "xin lỗi".
Vào tháng 6 năm 2020, Nhà Trắng nhân kỷ niệm 31 năm cuộc đàn áp Thiên An Môn, yêu cầu Bắc Kinh tôn trọng nhân quyền, thực hiện các cam kết đúng đắn của mình đối với Hồng Kông, cũng như đàn áp tăng cường đối với các dân tộc thiểu số và các nhóm tôn giáo.
Ngày 17 tháng 6 năm 2020 Tổng thống Donald Trump đã ký ban hành đạo luật trừng phạt Bắc Kinh về nhân quyền và tín ngưỡng của người Duy Ngô Nhĩ.